# Llista de plantes de les Illes Balears
Llistat de totes les plantes vasculars autòctones (i algunes introduïdes, i/o cultivades) presents en el territori administratiu de les Illes Balears segons el criteri taxonòmic de l'obra Flora dels Països Catalans (1a edició, 1993). En total el llistat consta de 1.954 tàxons i els sinònims més importants.

## A
- Acanthus mollis L. (Acantàcies)
- Acer opalus Mill. (= Acer opulifolium Vill.) (Sapindàcies)
- Acer granatense Boiss. (Sapindàcies)
- Aceras anthropophorum (L.) Ait. f. (Orquídies)
- Achillea ageratum L. (Asteràcies)
- Adonis annua L. (= Adonis autumnalis L. p. p.) (Ranunculàcies)

- Adonis annua subsp. cupaniana (Guss.) C. Steinberg (= Adonis cupaniana Guss.)

- Adonis microcarpa DC. (= Adonis dentata Delile subsp. microcarpa (DC.) Riedl, Adonis intermedia Webb et Berth.)
- Aegilops geniculata Roth (= Aegilops ovata L. p.p.) (Poàcies)
- Aegilops neglecta Req. ex Bertol. (= Aegilops triaristata Willd.) (Poàcies)
- Aegilops triuncialis L. (Poàcies)
- Aegilops ventricosa Tausch (Poàcies)
- Aeluropus littoralis (Gouan) Parl. (Poàcies)
- Aetheorhiza bulbosa (L.) Cass. (= Crepis bulbosa (L.) Tausch) (Asteràcies)

- Aetheorhiza bulbosa subsp. bulbosa
- Aetheorhiza bulbosa subsp. willkommii (Burnat et W. Barbey) Rechinger f. (= Aetheorhiza montana Willk., Aetheorhiza willkommii Burnat et W.) (Asteràcies)

- Agave americana L. (Asparagàcies)
- Agrimonia eupatoria L. (Rosàcies)

- Agrimonia eupatoria subsp. eupatoria

- Agrostemma githago L. (= Lychnis githago (L.) Scop.) (Cariofil·làcies)
- Agrostis stolonifera L. (= Agrostis alba auct.) (Poàcies)

- Agrostis stolonifera subsp. stolonifera

- Ailanthus altissima (Mill.) Swingle (= Ailanthus glandulosa Desf.) (Simarubàcies)
- Aira caryophyllea L. (Poàcies)

- Aira caryophyllea subsp. caryophyllea
- Aira caryophyllea subsp. uniaristata (Lag. et Rodr.) Maire

- Aira cupaniana Guss. (= Aira uniaristata auct.) (Poàcies)
- Aira elegantissima Schur (= Aira elegans Willd. ex Gaud., Aira capillaris Host) (Poàcies)
- Aira tenorii Guss. (Poàcies)
- Aizoon hispanicum L. (aïzoàcies )
- Ajuga chamaepitys (L.) Schreb. (Lamiàcies)

- Ajuga chamaepitys subsp. chamaepitys

- Ajuga iva (L.) Schreb. (Lamiàcies)
- Alisma plantago-aquatica L. (Alismatàcies)
- Alkanna lutea A. DC. (Boraginàcies)
- Allium ampeloprasum L. (Amaril·lidàcies)

- Allium ampeloprasum subsp. ampeloprasum (= Allium multiflorum Desf.)
- Allium ampeloprasum subsp. bimetrale (Gand.) Hayek (= Allium commutatum Guss., Allium scopulicolum F. Q.)
- Allium ampeloprasum subsp. polyanthum (Schultes et Schultes f.) O. Bolòs, J. Vigo, R. M. M

- Allium chamaemoly L. (Amaril·lidàcies)
- Allium cupani Rafin. (Amaril·lidàcies)

- Allium cupani subsp. hirtovaginatum (Kunth) Stearn (= Allium antonii-bolosii Palau, Allium eivissanum Miceli et Garbari)

- Allium grosii F. Q. (Amaril·lidàcies)
- Allium neapolitanum Cyrillo (Amaril·lidàcies)
- Allium nigrum L. (Amaril·lidàcies)
- Allium oleraceum L. (Amaril·lidàcies)
- Allium paniculatum L. (= Allium oporinanthum Brullo, Pavone et Salmeri) (Amaril·lidàcies)

- Allium paniculatum subsp. pallens (L.) Richter
- Allium paniculatum subsp. paniculatum
- Allium paniculatum subsp. stearnii (Pastor et B. Valdés) O. Bolòs, R.M. Masalles et J.

- Allium roseum L. (Amaril·lidàcies)
- Allium sphaerocephalon L. (= Allium ebusitanum F. Q.) (Amaril·lidàcies)
- Allium subhirsutum L. (Amaril·lidàcies)

- Allium subhirsutum subsp. subhirsutum
- Allium subhirsutum subsp. subvillosum (Salzm.) Wilde-Duyfjes

- Allium triquetrum L. (Amaril·lidàcies)
- Allium vineale L. (Amaril·lidàcies)
- Aloe maculata All. (= Aloe umbellata DC.) (Asfodelàcies)
- Alopecurus myosuroides Huds. (= Alopecurus agrestis L.) (Poàcies)
- Althaea hirsuta L. (Malvàcies)

- Althaea hirsuta subsp. hirsuta

- Althaea officinalis L. (Malvàcies)
- Althenia filiformis Petit (Potamogetonàcies)
- Alyssum maritimum (L.) Lam. (= Lobularia maritima (L.) Desv.) (Brassicàcies)
- Amaranthus albus L. (Amarantàcies)
- Amaranthus blitoides S. Watson (Amarantàcies)
- Amaranthus blitum L. (= Amaranthus lividus L., Amaranthus ascendens Loisel) (Amarantàcies)

- Amaranthus blitum subsp. blitum (= Amaranthus lividus L. subsp. ascendens (Loisel) Heukels)

- Amaranthus deflexus L. (Amarantàcies)
- Amaranthus graecizans L. (= Amaranthus silvestris Vill.) (Amarantàcies)

- Amaranthus graecizans subsp. sylvestris (Vill.) Brenan

- Amaranthus hybridus L. (Amarantàcies)

- Amaranthus hybridus subsp. hypochondriacus (L.) Thell. (= Amaranthus hypochondriacus L.)

- Amaranthus retroflexus L. (Amarantàcies)

- Amaranthus retroflexus subsp. retroflexus

- Amaranthus viridis L. (= Amaranthus gracilis Desf. ex Poiret) (Amarantàcies)
- Ambrosia maritima L. (Asteràcies)
- Amelanchier ovalis Medic. (Rosàcies)
- Ammi majus L. (Apiàcies)
- Ammi visnaga (L.) Lam. (Apiàcies)
- Ammophila arenaria (L.) Link (= Psamma arenaria (L.) Roem. et Schultes) (Poàcies)

- Ammophila arenaria subsp. arundinacea (Husnot) H. Lindb. f.

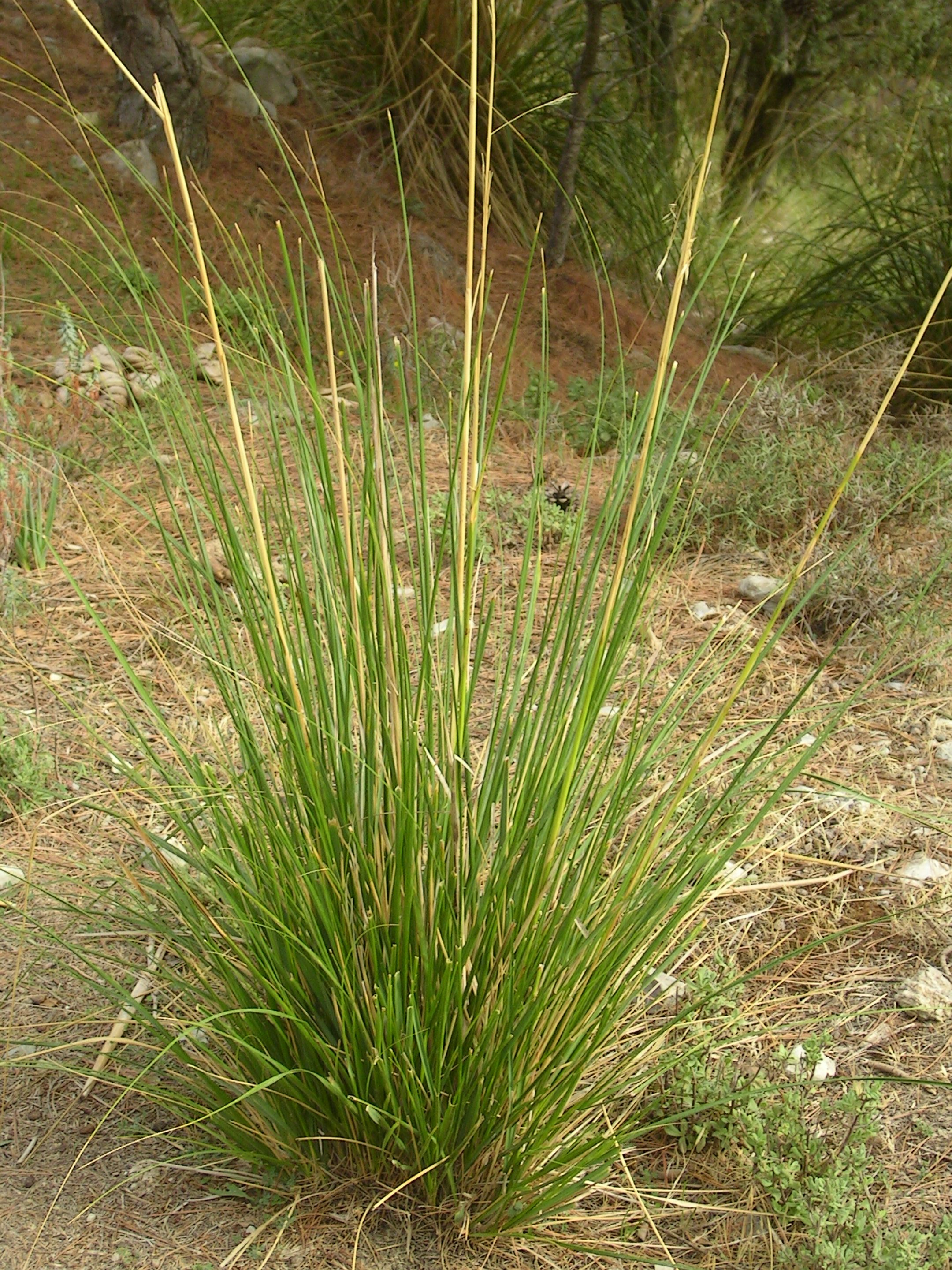
Càrritx prop de l'embassament de Cúber.

- Ampelodesmos mauritanica (Poiret) T. Durand et Schinz (= Ampelodesmos tenax (Vahl) Link) (Poàcies)

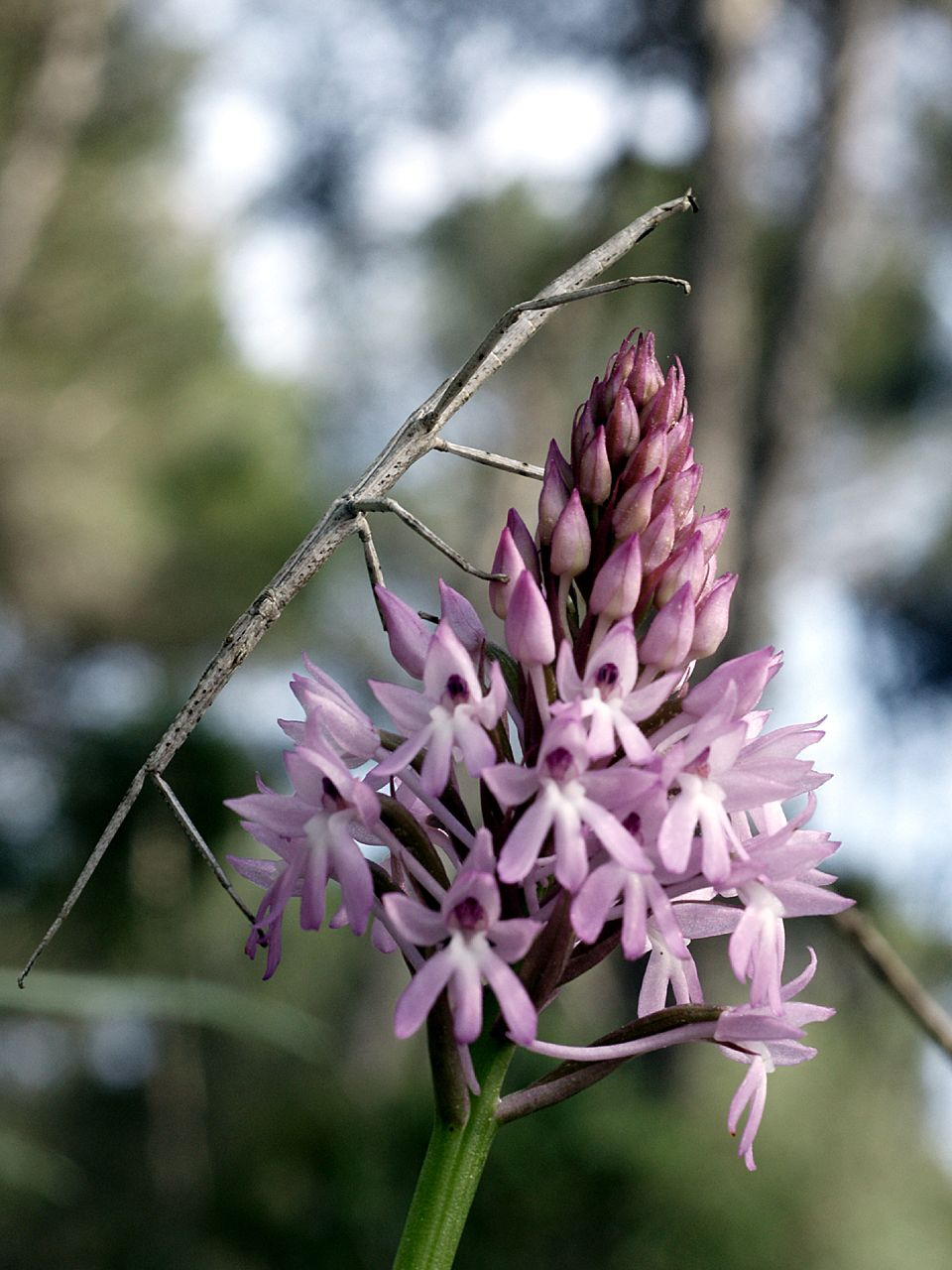
Anacamptis pyramidalis, Cala Mondragó, Mallorca.

- Anacamptis pyramidalis (L.) L.C.M. Richard (= Orchis pyramidalis L.) (Orquídies)
- Anacyclus clavatus (Desf.) Pers. (Asteràcies)
- Anagallis arvensis L. (Primulàcies)

- Anagallis arvensis subsp. arvensis
- Anagallis arvensis subsp. foemina (Mill.) Schinz et Thell. (= Anagallis caerulea auct., Anagallis foemina Mill.)

- Anagallis tenella (L.) L. (Primulàcies)
- Anagyris foetida L. (Fabàcies)
- Anchusa italica Retz. (= Anchusa azurea auct.) (Boraginàcies)
- Anchusa undulata L. (Boraginàcies)

- Anchusa undulata subsp. undulata

- Andryala ragusina L. (= Andryala lyrata Pourr.) (Asteràcies)
- Anemone coronaria L. (Ranunculàcies)
- Anogramma leptophylla (L.) Link (= Gymnogramme leptophylla (L.) Desv.) (Polipodiàcies)
- Anthemis arvensis L. (Asteràcies)
- Anthemis cotula L. (Asteràcies)
- Anthemis maritima L. (Asteràcies)
- Anthemis secundiramea Biv. (Asteràcies)
- Anthoxanthum aristatum Boiss. (Poàcies)

- Anthoxanthum aristatum subsp. aristatum

- Anthoxanthum odoratum L. (Poàcies)
- Anthriscus caucalis Bieb. (= Anthriscus vulgaris Pers., Anthriscus scandicina Mansf.) (Apiàcies)
- Anthyllis cytisoides L. (Fabàcies)
- Anthyllis hermanniae L. (Fabàcies)

- Anthyllis hermanniae subsp. hystrix (Willk. ex Barceló) O. Bolòs et J. Vigo (= Anthyllis hystrix Willk. ex Barceló)

- Anthyllis tetraphylla L. (= Physanthyllis tetraphylla (L.) Boiss., Tripodion tetraphyllum (L.)) (Fabàcies)
- Anthyllis vulneraria L. (Fabàcies)

- Anthyllis vulneraria subsp. balearica (Coss. ex Marès et Vigineix) O. Bolòs et J. Vigo (= Anthyllis balearica Coss. ex Marès et Vigineix)
- Anthyllis vulneraria subsp. gandogeri (Sagorski) W. Becker (= Anthyllis font-queri Rothm.)

- Antirrhinum majus L. (Escrofulariàcies)

- Antirrhinum majus subsp. majus

- Antirrhinum orontium L. (= Misopates orontium (L.) Rafin.) (Escrofulariàcies)
- Aphanes arvensis L. (= Alchemilla arvensis (L.) Scop.) (Rosàcies)
- Aphanes floribunda (Murb.) Rothm. (= Alchemilla floribunda Murb.) (Rosàcies)
- Aphyllanthes monspeliensis L. (Liliàcies)
- Apium bermejoi Llorens (Apiàcies)
- Apium graveolens L. (Apiàcies)
- Apium nodiflorum (L.) Lag. (= Helosciadium nodiflorum (L.) Koch) (Apiàcies)

- Apium nodiflorum subsp. nodiflorum

- Arabidopsis thaliana (L.) Heynh. in Holl et Heynh. (= Sisymbrium thalianum (L.) Gray, Stenophragma thaliana (L.) Celak) (Brassicàcies)
- Arabis collina Ten. (= Arabis muralis Bertol., Arabis rosea DC.) (Brassicàcies)

- Arabis collina subsp. collina

- Arabis hirsuta (L.) Scop. (Brassicàcies)

- Arabis hirsuta subsp. hirsuta
- Arabis serpillifolia subsp. serpillifolia

- Arabis verna (L.) R.Br. (Brassicàcies)
- Araujia sericifera Brot. (Apocinàcies)
- Arbutus unedo L. (Ericàcies)
- Arctium chaberti Briq. in Cavill. et Burnat (Asteràcies)

- Arctium chaberti subsp. balearicum Arènes (= Arctium tomentosum auct. balear., non Mill.)

- Arenaria balearica L. (Cariofil·làcies)
- Arenaria grandiflora L. (Cariofil·làcies)

- Arenaria grandiflora subsp. grandiflora

- Arenaria serpyllifolia L. (Cariofil·làcies)

- Arenaria serpyllifolia subsp. leptoclados (Reichenb.) Nyman (= Arenaria leptoclados Reichenb.)
- Arenaria serpyllifolia subsp. serpyllifolia

- Argyrolobium zanonii (Turra) P.W. Ball (= Cytisus argenteus L., Argyrolobium argenteum auct.) (Fabàcies)

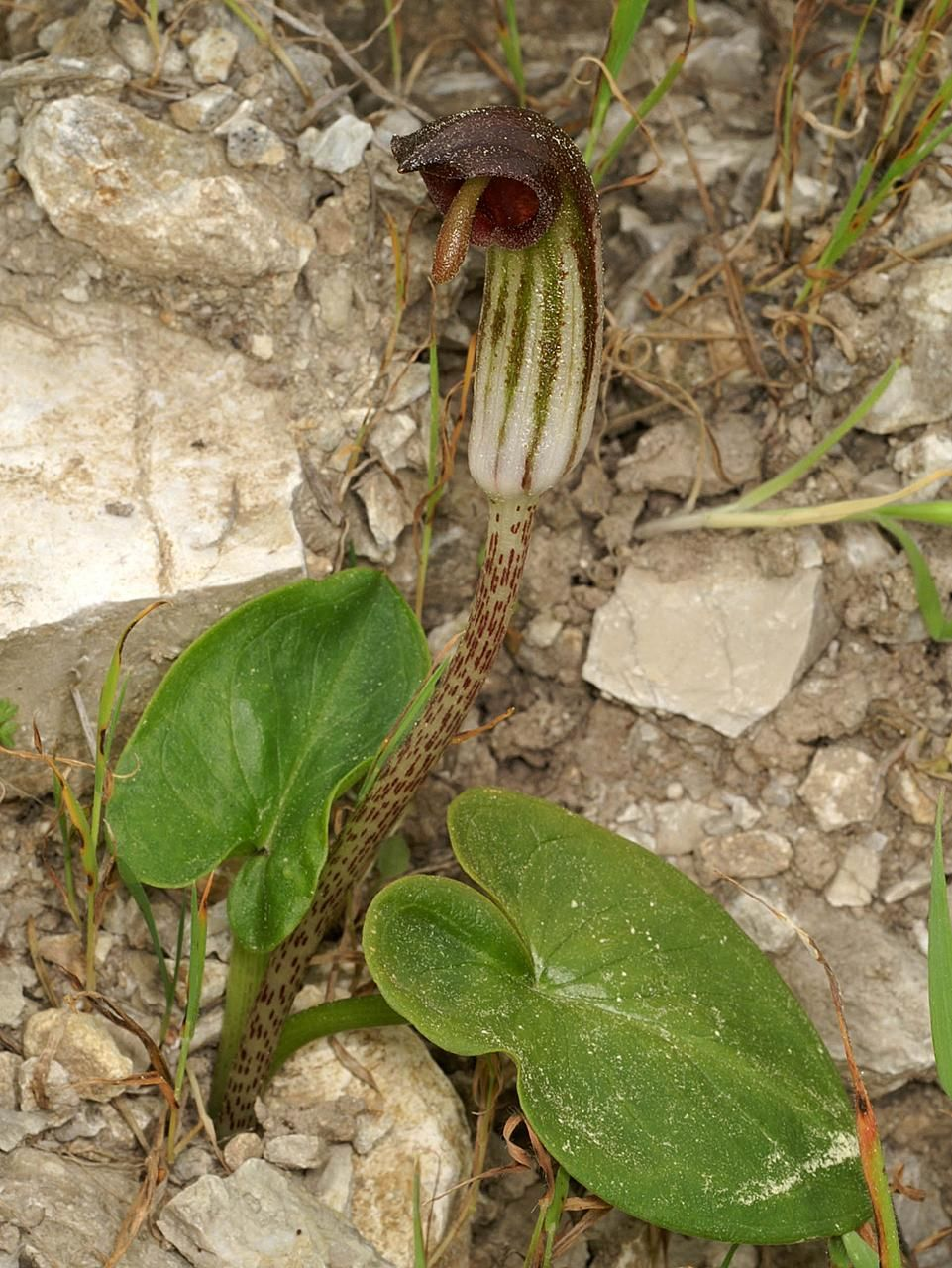
Rapa de frare, Artà, Mallorca.

- Arisarum vulgare Targ.-Tozz. (Aràcies)

- Arisarum vulgare subsp. simorrhinum (Durieu) Maire et Weiller
- Arisarum vulgare subsp. vulgare

- Aristolochia bianorii Pau et Senn. (aristoloquiàcies)
- Aristolochia clematitis L. (aristoloquiàcies)
- Aristolochia longa L. (aristoloquiàcies)

- Aristolochia longa subsp. paucinervis (Pomel) Batt. in Batt. et Trab. (= Aristolochia paucinervis Pomel)

- Aristolochia rotunda L. (aristoloquiàcies)
- Armeria alliacea (Cav.) Hoffms. et Link (Plumbaginàcies)
- Armeria filicaulis Boiss. (Plumbaginàcies)
- Arrhenatherum album (Vahl) W.D. Clayton (= Arrhenatherum erianthum Boiss. et Reut.) (Poàcies)
- Arrhenatherum elatius (L.) Beauv. ex J. et C. Presl (Poàcies)

- Arrhenatherum elatius subsp. elatius
- Arrhenatherum elatius subsp. sardoum (E. Schmid) Gamisans (= Arrhenatherum elatius (L.) Beauv. ex J. et C. Presl subsp. braun-blan)

- Artemisia abrotanum L. (Asteràcies)
- Artemisia arborescens L. (Asteràcies)
- Artemisia caerulescens Willd. (Asteràcies)
- Artemisia vulgaris L. (Asteràcies)
- Arthrocnemum fruticosum (L.) Moq. (= Sarcocornia fruticosa (L.) A.J. Scott, Salicornia arabica L.) (Amarantàcies)
- Arthrocnemum macrostachyum (Moric.) Moris (= Arthrocnemum glaucum Ung.-Sternb) (Amarantàcies)
- Arthrocnemum perenne (Mill.) Moss (= Sarcocornia perennis (Mill.) A.J. Scott, Salicornia perennis Mill.) (Amarantàcies)
- Arum italicum Mill. (Aràcies)

- Arum italicum subsp. italicum
- Arum italicum subsp. majoricense (Chodat) O. Bolòs, R.M. Masalles et J. Vigo

- Arum pictum L. (Aràcies)
- Arundo donax L. (Poàcies)
- Arundo plinii Turra (Poàcies)
- Asparagus acutifolius L. (Liliàcies)
- Asparagus albus L. (Liliàcies)
- Asparagus horridus L. in J. A. Murray (= Asparagus stipularis Forsk.) (Liliàcies)
- Asperula arvensis L. (Rubiàcies)
- Asperula cynanchica L. (Rubiàcies)

- Asperula cynanchica subsp. brachysiphon (Lange in Willk. et Lange) O. Bolòs et J. Vigo (= Asperula brachysiphon Lange in Willk. et Lange)
- Asperula cynanchica subsp. paui (F. Q.) O. Bolòs et J. Vigo (= Asperula paui F. Q.)

- Asperula laevigata L. (Rubiàcies)

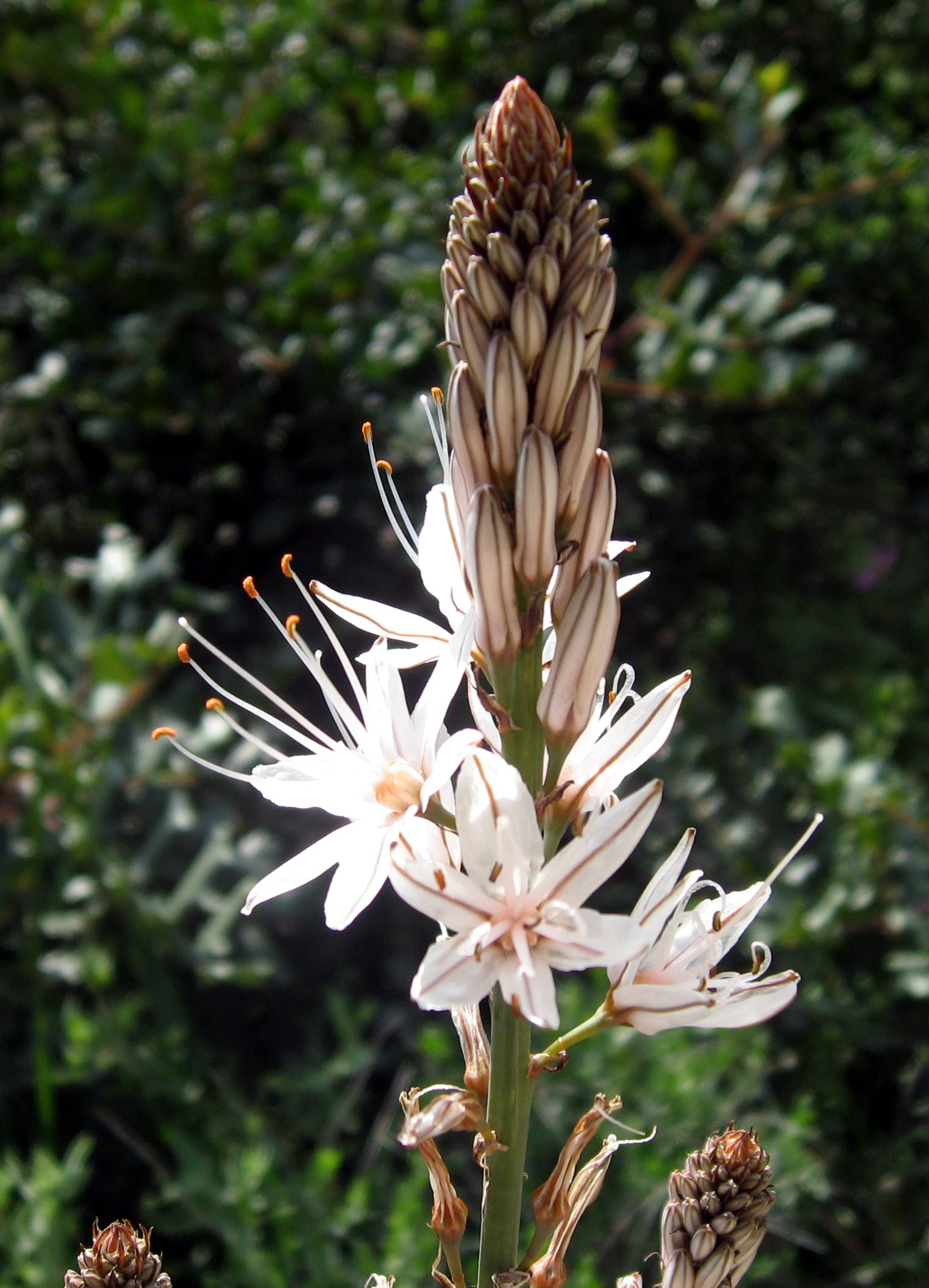
Albó, Mallorca.

- Asphodelus aestivus Brot. (= Asphodelus microcarpus Viv.) (Liliàcies)
- Asphodelus fistulosus L. (Liliàcies)

- Asphodelus fistulosus subsp. fistulosus

- Asplenium adiantum-nigrum L. (Polipodiàcies)

- Asplenium adiantum-nigrum subsp. onopteris (L.) Heufler (= Asplenium onopteris L., Asplenium virgili Bory)

- Asplenium balearicum Shivas (Polipodiàcies)
- Asplenium fontanum (L.) Bernh. in Schrad. (= Asplenium halleri DC.) (Polipodiàcies)
- Asplenium marinum L. (Polipodiàcies)
- Asplenium petrarchae (Guérin) DC. in Lam. et DC. (= Asplenium glandulosum Loisel.) (Polipodiàcies)

- Asplenium petrarchae subsp. majoricum (R. Litard.) O. Bolòs et J. Vigo (= Asplenium majoricum R. Litard.)
- Asplenium petrarchae subsp. petrarchae

- Asplenium ruta-muraria L. (Polipodiàcies)
- Asplenium trichomanes L. (Polipodiàcies)

- Asplenium trichomanes subsp. inexpectans Lovis
- Asplenium trichomanes subsp. pachyrachis (Christ) Lovis et Reichst. (= Asplenium pachyrachis Christ)
- Asplenium trichomanes subsp. quadrivalens D.E. Meyer
- Asplenium trichomanes subsp. trichomanes

- Asplenium x reichsteinii Bennert, Rasbach & K.Rasbach (Polipodiàcies)
- Aster squamatus (Spreng.) Hieron. (Asteràcies)
- Aster tripolium L. (Asteràcies)

- Aster tripolium subsp. pannonicus (Jacq.) Soó (= Aster pannonicus Jacq.)

- Asteriscus aquaticus (L.) Less. (Asteràcies)
- Asteriscus maritimus (L.) Less. (Asteràcies)
- Asterolinon linum-stellatum (L.) Duby in DC. (Primulàcies)
- Astragalus baeticus L. (Fabàcies)

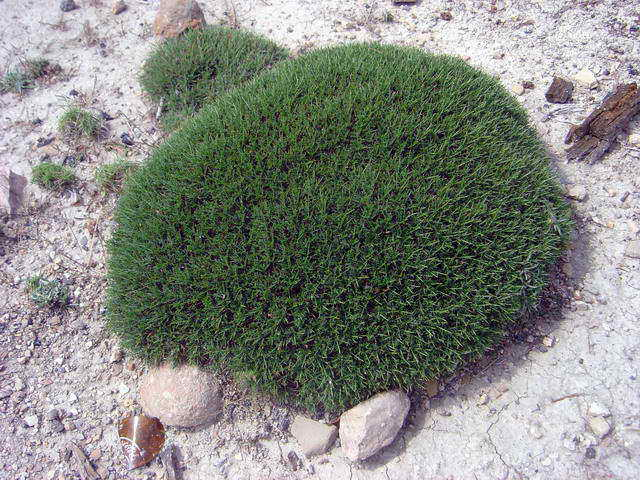
Coixinet de monja a Mallorca.

- Astragalus balearicus Chater (= Astragalus poterium Vahl.) (Fabàcies)
- Astragalus hamosus L. (Fabàcies)
- Astragalus sesameus L. (Fabàcies)
- Atractylis cancellata L. (Asteràcies)

- Atractylis cancellata subsp. cancellata

- Atractylis humilis L. (Asteràcies)

- Atractylis humilis subsp. humilis

- Atriplex halimus L. (Amarantàcies)
- Atriplex patula L. (Amarantàcies)
- Atriplex portulacoides L. (= Halimione portulacoides (L.) Aellen, Obione portulacoides (L.) Moq.) (Amarantàcies)
- Atriplex prostrata Boucher ex DC. (= Atriplex hastata auct.) (Amarantàcies)

- Atriplex rosea subsp. tarraconensis (Senn.) O. Bolòs et J. Vigo (= Atriplex tornabenei Tineo, Atriplex tarraconensis Senn.)

- Atriplex tatarica L. (Amarantàcies)
- Avellinia michelii (Savi) Parl. (= Vulpia michelii (Savi) Reichenb.) (Poàcies)
- Avena barbata Pott ex Link in Schrad. (= Avena alba Vahl) (Poàcies)
- Avena sterilis L. (Poàcies)

- Avena sterilis subsp. ludoviciana (Durieu) Nyman
- Avena sterilis subsp. sterilis

- Avenula bromoides (Gouan) H. Scholz (= Avena bromoides Gouan, Avenochloa bromoides (Gouan) Holub) (Poàcies)

- Avenula bromoides subsp. bromoides
- Avenula bromoides subsp. crassifolia (F. Q.) O. Bolòs, R.M. Masalles et J. Vigo (= Avena crassifolia F. Q.)

## B
| Índex: A B C D E F G H I J K L M N O P Q R S T U V W X Y Z — Especials Inici — vegeu també — enllaços externs |

- Baldellia ranunculoides (L.) Parl. (= Alisma ranunculoides L., Echinodorus ranunculoides (L.) Engelm.) (Alismatàcies)
- Ballota hirsuta Benth. (= Ballota hispanica auct.) (Lamiàcies)
- Ballota nigra L. (Lamiàcies)

- Ballota nigra subsp. foetida (Vis.) Hayek (= Ballota foetida Vis.)

- Barlia robertiana (Loisel.) Greuter (= Orchis longibracteata Biv., Loroglossum longibracteatum Moris ex Ardoino) (Orquídies)
- Bassia hyssopifolia (Pallas) O. Kuntze (Amarantàcies)

- Bassia hyssopifolia subsp. reuteriana (Boiss.) O. Bolòs et F. Q. (= Echinopsilon reuterianum Boiss., Bassia reuteriana Boiss.)

- Bellardia trixago (L.) All. (Escrofulariàcies)
- Bellis annua L. (Asteràcies)

- Bellis annua subsp. annua

- Bellis sylvestris Cyrillo (Asteràcies)
- Bellium bellidioides L. (Asteràcies)
- Berula erecta (Huds.) Coville (= Sium erectum Huds., Sium angustifolium L.) (Apiàcies)
- Beta macrocarpa Guss. (= Beta vulgaris L. subsp. macrocarpa (Guss.) Thell., Beta bourgaei Coss.)
- Beta patellaris Moq. in DC. (= Patellifolia patellaris (Moq.) A. J. Scott) (Amarantàcies)
- Beta vulgaris L. (Amarantàcies)

- Beta vulgaris subsp. maritima (L.) Arcang. (= Beta maritima L.)
- Beta vulgaris subsp. vulgaris

- Bifora radians Bieb. (Apiàcies)
- Bifora testiculata (L.) Spreng. ex Schult. in Roem. et Schult. (Apiàcies)
- Biscutella auriculata L. (= Iondraba sulfurea Medic., Biscutella elicrocensis Lázaro) (Brassicàcies)

- Biscutella auriculata subsp. auriculata

- Biscutella laevigata L. (Brassicàcies)

- Biscutella laevigata subsp. montana (Cav.) Maire (= Biscutella sempervirens L., Biscutella montana Cav.)

- Biserrula pelecinus L. (= Astragalus pelecinos (L.) Barneby) (Fabàcies)
- Blackstonia perfoliata (L.) Huds. (= Chlora perfoliata (L.) L.) (Gencianàcies)

- Blackstonia perfoliata subsp. perfoliata
- Blackstonia perfoliata subsp. serotina (Koch ex Reichenb.) Vollmann (= Blackstonia serotina Koch ex Reichenb.)

- Boleum asperum (Pers.) Desv. (Brassicàcies)
- Borago officinalis L. (Boraginàcies)
- Boussingaultia cordifolia Ten. (= Boussingaultia baselloides auct.) (Basel·làcies)
- Bowlesia incana Ruiz et Pavón (Apiàcies)
- Brachypodium distachyon (L.) Beauv. (= Trachynia distachya (L.) Link) (Poàcies)
- Brachypodium phoenicoides (L.) Roem. et Schultes (Poàcies)
- Brachypodium retusum (Pers.) Beauv. (= Brachypodium ramosum Roem. et Schultes) (Poàcies)
- Brachypodium sylvaticum (Huds.) Beauv. (Poàcies)

- Brachypodium sylvaticum subsp. sylvaticum

- Brassica balearica Pers. (Brassicàcies)
- Brassica elongata Ehrh. (Brassicàcies)
- Brassica napus L. (Brassicàcies)
- Brassica oleracea L. (Brassicàcies)

- Brassica oleracea subsp. oleracea

- Brassica rapa L. (= Brassica campestris L.) (Brassicàcies)
- Brimeura amethystina (L.) Chouard (= Hyacinthus amethystinus L.) (Liliàcies)
- Brimeura fastigiata (Viv.) Chouard (= Hyacinthus fastigiatus (Viv.) Bertol., Hyacinthus pouzolzii Gay) (Liliàcies)
- Briza maxima L. (Poàcies)
- Briza minor L. (Poàcies)
- Bromus diandrus Roth (= Bromus maximus Desf.) (Poàcies)

- Bromus diandrus subsp. diandrus (= Bromus gussonei Parl.)
- Bromus diandrus subsp. maximus (Roth) Laínz (= Bromus rigidus Roth, Bromus diandrus subsp. rigidus (Roth) M. Laínz)

- Bromus fasciculatus C. Presl (Poàcies)
- Bromus hordeaceus L. (= Bromus mollis L.) (Poàcies)

- Bromus hordeaceus subsp. divaricatus (Bonnier et Layens) Kerguélen (= Bromus hordeaceus L. subsp. molliformis (Lloyd) Maire et Weiller in M)
- Bromus hordeaceus subsp. hordeaceus

- Bromus madritensis L. (Poàcies)
- Bromus rubens L. (Poàcies)
- Bromus squarrosus L. (Poàcies)
- Bunium bulbocastanum L. (= Bulbocastanum linnaei Schur) (Apiàcies)

- Bunium bulbocastanum subsp. macuca (Boiss.) O. Bolòs et J. Vigo (= Bunium alpinum Waldst. et Kit. subsp. macuca (Boiss.) P.W. Ball, Bunium macuca.) (Apiàcies)

- Bunium pachypodum P.W. Ball (= Bunium incrassatum (Boiss.) Amo) (Apiàcies)
- Bupleurum baldense Turra (Apiàcies)

- Bupleurum baldense subsp. baldense (= Bupleurum aristatum auct., Bupleurum opacum (Cesati) Lange)

- Bupleurum dianthifolium Guss. (Apiàcies)

- Bupleurum dianthifolium subsp. barceloi (Coss. ex Willk.) O. Bolòs et J. Vigo (= Bupleurum barceloi Coss. ex Willk.)

- Bupleurum lancifolium Hornem. (= Bupleurum protractum Hoffm. et Link, Bupleurum subovatum Link p. p.) (Apiàcies)
- Bupleurum rigidum L. (Apiàcies)
- Bupleurum semicompositum L. (= Bupleurum glaucum Rob. et Cast.) (Apiàcies)
- Bupleurum tenuissimum L. (Apiàcies)

- Bupleurum tenuissimum subsp. tenuissimum (= Bupleurum columnae)

- Buxus balearica Lam. (Buxàcies)

## C
| Índex: A B C D E F G H I J K L M N O P Q R S T U V W X Y Z — Especials Inici — vegeu també — enllaços externs |

- Cakile maritima Scop. (Brassicàcies)

- Cakile maritima subsp. maritima (= Cakile maritima Scop. subsp. aegyptiaca (Willd.) Nyman)

- Calendula arvensis L. (Asteràcies)
- Calendula officinalis L. (Asteràcies)
- Calicotome spinosa (L.) Link (Fabàcies)

- Calicotome spinosa subsp. infesta (Presl) Burnat (= Calicotome infesta (Presl) Guss., Calicotome intermedia (Salzm. ex Steudel) Presl)
- Calicotome spinosa subsp. spinosa

- Callitriche brutia Petagna (Plantaginàcies)

- Callitriche brutia subsp. brutia (= Callitriche pedunculata DC.)

- Callitriche lenisulca G. Clavaud (Plantaginàcies)

- Callitriche platycarpa Kütz. in Reichenb. (= Callitriche stagnalis Scop. subsp. platycarpa (Kütz.) Nyman)

- Callitriche stagnalis Scop. (= Callitriche palustris L. subsp. stagnalis (Scop.) Schinz et Thell.)
- Callitriche truncata Guss. (Plantaginàcies)

- Callitriche truncata subsp. occidentalis (Rouy) Schotsman (= Callitriche occidentalis Rouy)

- Calystegia sepium (L.) R. Br. (= Convolvulus sepium L.) (Convolvulàcies)

- Calystegia sepium subsp. sepium
- Calystegia sepium subsp. silvatica (Kit.) Maire (= Convolvulus silvatica (Kit.) Griseb., Calystegia silvatica Kit.)

- Calystegia soldanella (L.) R. Br. (= Convolvulus soldanella L.) (Convolvulàcies)
- Camelina sativa (L.) Crantz (Brassicàcies)

- Camelina sativa subsp. microcarpa (DC.) Hegi et E. Schmid (= Camelina microcarpa DC.)

- Campanula dichotoma L. (Campanulàcies)

- Campanula dichotoma subsp. kremeri (Boiss. et Reut.) Batt. (= Campanula kremeri Boiss. et Reut.)

- Campanula erinus L. (Campanulàcies)
- Capparis spinosa L. (Caparàcies)

- Capparis spinosa subsp. canescens (Coss.) A. et O. Bolòs (= Capparis ovata Desf. var. canescens (Coss.) Heyw., Capparis canescens Coss.)

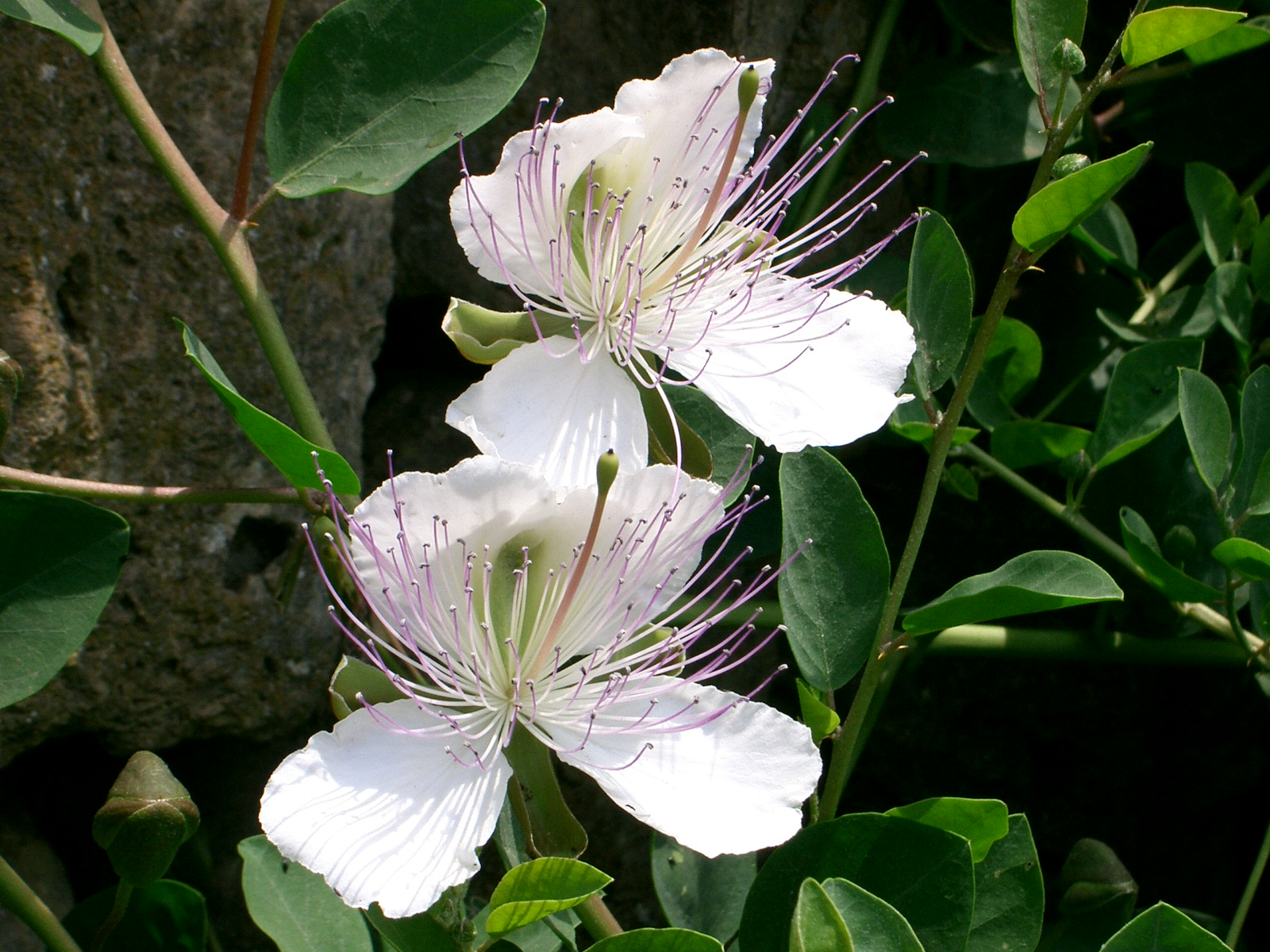
Taperera a Son Carrió, Mallorca.

- Capparis spinosa subsp. rupestris (Sm.) Nyman (= Capparis spinosa L. var. inermis Turra, Capparis rupestris Sm.)

- Capsella bursa-pastoris (L.) Medic. (Brassicàcies)

- Capsella bursa-pastoris subsp. bursa-pastoris
- Capsella bursa-pastoris subsp. rubella (Reut.) Hobkirk (= Capsella rubella Reut.)

- Cardamine hirsuta L. (Brassicàcies)
- Carduncellus caeruleus (L.) C. Presl (Asteràcies)

- Carduncellus caeruleus subsp. caeruleus (= Carthamus caeruleus L.)

- Carduncellus dianius Webb (= Carthamus dianus (Webb) Coincy, Lamottea diania (Webb) G. López) (Asteràcies)
- Carduncellus pinnatus (Desf.) DC. (Asteràcies)
- Carduus bourgeanus Boiss. et Reut. (= Carduus pteracanthus auct. catal., an Durieu?, Carduus reuterianus Boiss.) (Asteràcies)
- Carduus pycnocephalus L. (Asteràcies)
- Carduus tenuiflorus Curtis (Asteràcies)
- Carex distachya Desf. (= Carex linkii Schkuhr, Carex longiseta Brot.) (Ciperàcies)
- Carex distans L. (Ciperàcies)
- Carex divisa Huds. (Ciperàcies)

- Carex divisa subsp. chaetophylla (Steudel) Nyman
- Carex divisa subsp. divisa

- Carex extensa Good (Ciperàcies)
- Carex flacca Schreber (= Carex glauca Scop.) (Ciperàcies)

- Carex flacca subsp. erythrostachys (Hoppe) holub (= Carex flacca subsp. serrulata (Biv.) Greut.)
- Carex flacca subsp. flacca

- Carex halleriana Asso (Ciperàcies)
- Carex hispida Willd. in Schkuhr (Ciperàcies)
- Carex muricata L. (Ciperàcies)

- Carex muricata subsp. divulsa (Stokes) Husnot (= Carex divulsa Stokes)

- Carex oedipostyla Duval-Jouve (Ciperàcies)
- Carex rorulenta Porta (Ciperàcies)
- Carex vulpina L. (Ciperàcies)

- Carex vulpina subsp. nemorosa Schinz et Keller (= Carex cuprina (Sándor ex Heuffel) Nendtvich ex A. Kerner, Carex otrubae Podp.)

- Carlina corymbosa L. (Asteràcies)

- Carlina corymbosa subsp. corymbosa (= Carlina corymbosa L. subsp. involucrata auct., non Poiret)

- Carlina lanata L. (Asteràcies)
- Carpobrotus acinaciformis (L.) Bolus (= Mesembryanthemum acinaciforme L.) (aïzoàcies )
- Carpobrotus edulis (L.) N. E. Br. in Phillips (= Mesembryanthemum edule L., Mesembryanthemum acinaciforme auct. catal. non L.) (aïzoàcies )
- Carrichtera annua (L.) DC. (= Carrichtera vellae DC., Vella annua L.) (Brassicàcies)
- Carthamus lanatus L. (= Kentrophyllum lanatum (L.) DC.) (Asteràcies)
- Catapodium marina (L.) F.T. Hubbard (= Catapodium loliaceum (Huds.) Link, Scleropoa loliacea (Huds.) Gren. et Godr.) (Poàcies)
- Catapodium rigida (L.) F.T. Hubbard (= Scleropoa rigida (L.) Griseb., Desmazeria rigida (L.) Tutin) (Poàcies)

- Catapodium rigida subsp. hemipoa (Delile ex Spreng.) Stace (= Scleropoa hemipoa (Delile ex Spreng.)Parl.)
- Catapodium rigida subsp. rigida

- Celtis australis L. (Ulmàcies)
- Centaurea aspera L. (Asteràcies)

- Centaurea aspera subsp. aspera
- Centaurea aspera subsp. stenophylla (Duf.) Nyman (= Centaurea stenophylla Duf.)

- Centaurea balearica Rod. Fem. (Asteràcies)
- Centaurea calcitrapa L. (Asteràcies)
- Centaurea collina L. (Asteràcies)
- Centaurea cyanus L. (Asteràcies)

- Centaurea hyalolepis Boiss. (= Centaurea pallescens Delile subsp. hyalolepis (Boiss.) Holmboe)

- Centaurea intybacea Lam. (= Cheirolophus intybaceus (Lam.) Dostál, Cheirolophus lagunae olivares et al.) (Asteràcies)
- Centaurea melitensis L. (Asteràcies)
- Centaurium erythraea Rafn (Gencianàcies)

- Centaurium erythraea subsp. enclusense (O. Bolòs, Molinier et P. Monts.) O. Bolòs et J. Vigo (= Centaurium enclusense O. Bolòs, Molinier et P. Monts) (Gencianàcies)
- Centaurium erythraea subsp. majus (Hoffms. et Link) Laínz (= Centaurium majus Hoffms. et Link)

- Centaurium maritimum (L.) Fritsch (Gencianàcies)
- Centaurium pulchellum (Swartz) Druce (Gencianàcies)

- Centaurium pulchellum subsp. pulchellum
- Centaurium pulchellum subsp. tenuiflorum (Hoffms. et Link) Maire (= Centaurium tenuiflorum (Hoffsm. et Link) Fritsch, Centaurium tenuiflorum Hoffms. et) (Gencianàcies)

- Centaurium quadrifolium (L.) G. López et Ch. E. Jarvis (= Centaurium linariifolium (Lam.) C. Beck) (Gencianàcies)

- Centaurium quadrifolium subsp. barrelieri (Duf.) G. López (= Centaurium barrelieri Duf.)

- Centaurium spicatum (L.) Fritsch (Gencianàcies)
- Centranthus calcitrapae (L.) Dufresne (Caprifoliàcies)
- Centranthus ruber (L.) DC. (Caprifoliàcies)

- Centranthus ruber subsp. ruber

- Cephalanthera damasonium (Mill.) Druce (= Cephalanthera alba (Crantz) Simonkai, Cephalanthera pallens L.C.M. Richard) (Orquídies)
- Cephalanthera longifolia (L.) Fritsch (= Cephalanthera xiphophyllum Reichenb., Cephalanthera ensifolia L.C.M. Richard) (Orquídies)
- Cephalaria squamiflora (Sieber) Greuter (Caprifoliàcies)

- Cephalaria squamiflora subsp. balearica (Coss. ex Willk.) Greuter (= Cephalaria balearica Coss. ex Willk.)

- Cerastium brachypetalum Pers. (Cariofil·làcies)

- Cerastium brachypetalum subsp. roeseri (Boiss. et Heldr.) Nyman (= Cerastium roeseri Boiss. et Heldr.)

- Cerastium diffusum Pers. (= Cerastium tetrandrum Curtis) (Cariofil·làcies)

- Cerastium diffusum subsp. gussonei (Tod. ex Lojac.) P.D. Sell et Whitehead (= Cerastium gussonei Tod. ex Lojac.)

- Cerastium glomeratum Thuill. (Cariofil·làcies)
- Cerastium pumilum Curtis (Cariofil·làcies)
- Cerastium semidecandrum L. (= Cerastium fallax Guss., Cerastium pentandrum L.) (Cariofil·làcies)

- Cerastium semidecandrum subsp. balearicum (Hermann) Litard. (= Cerastium dentatum Möschl, Cerastium balearicum Hermann)

- Cerastium siculum Guss. (Cariofil·làcies)
- Ceratonia siliqua L. (Fabàcies)
- Ceratophyllum demersum L. (Ceratofil·lals)
- Ceratophyllum submersum L. (Ceratofil·lals)
- Cerinthe major L. (Boraginàcies)

- Cerinthe major subsp. major

- Ceterach officinarum DC. in Lam. et DC. (= Asplenium ceterach L.) (Polipodiàcies)
- Chamaemelum mixtum (L.) All. (= Anthemis mixta L.) (Asteràcies)

- Chamaerops humilis L. (Palmes)

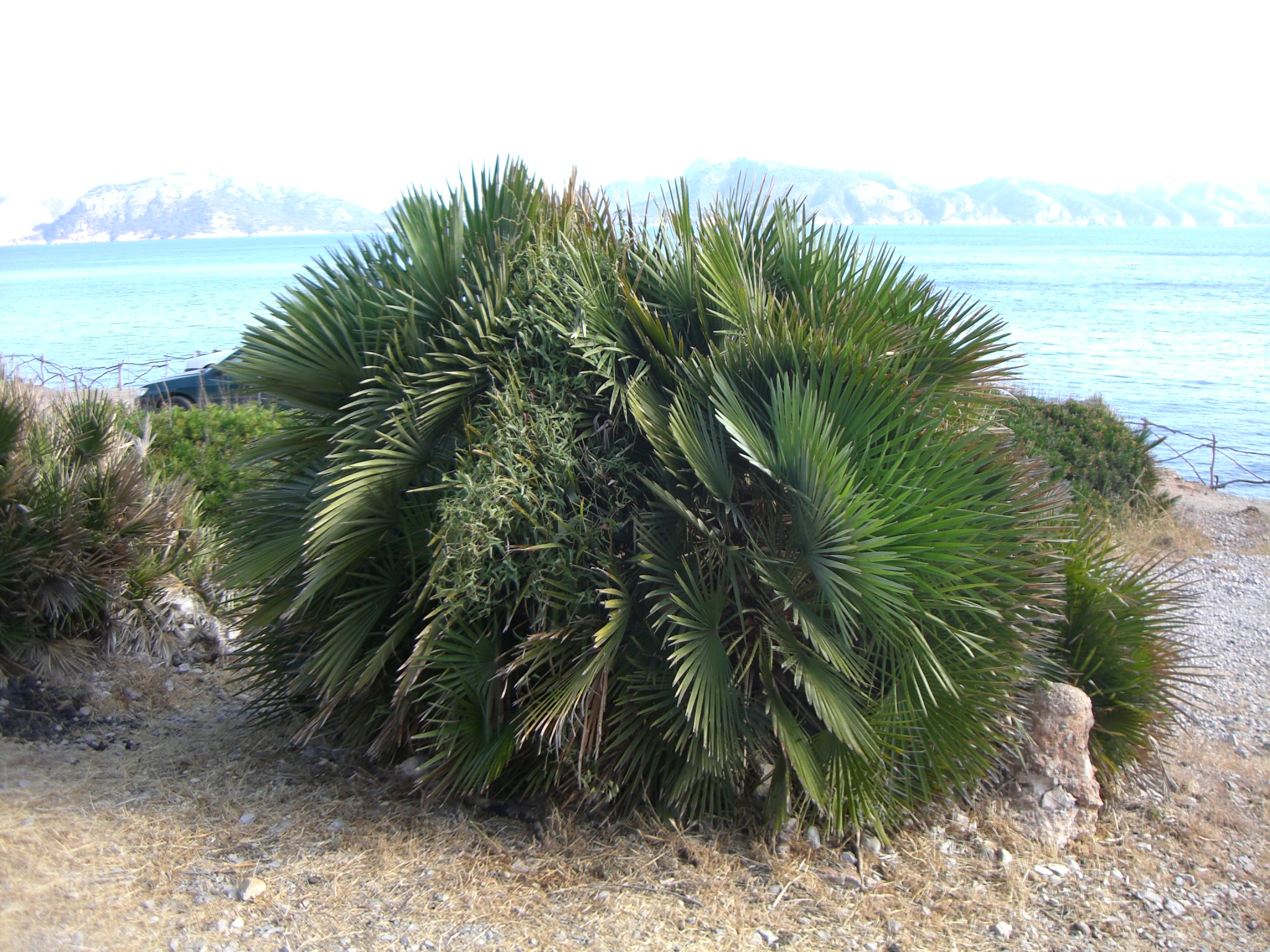
Garballó a Alcúdia, Mallorca.

- Cheilanthes pteridioides (Reichard) C. Christ (= Cheilanthes fragans (L. f.) Swartz, Cheilantes odora Swartz) (Polipodiàcies)

- Cheilanthes pteridioides subsp. acrostica (Balbis) O. Bolòs, J. Vigo, R.M. Masalles et Ninot (= Cheilanthes acrostica Balbis)

- Cheilanthes vellea (Ait.) F. Muell (= Cosentinia vellea (Ait.) Tod., Cheilanthes catanensis (Cosent.) H. P. Fuchs) (Polipodiàcies)
- Cheiranthus cheiri L. (= Erysimum cheiri (L.) Crantz) (Brassicàcies)
- Chelidonium majus L. (Papaveràcies)
- Chenopodium album L. (Amarantàcies)
- Chenopodium ambrosioides L. (Amarantàcies)
- Chenopodium glaucum L. (Amarantàcies)
- Chenopodium multifidum L. (= Roubieva multifida (L.) Moq.) (Amarantàcies)
- Chenopodium murale L. (Amarantàcies)
- Chenopodium opulifolium Schrad. ex Koch et Ziz (Amarantàcies)
- Chenopodium vulvaria L. (Amarantàcies)
- Chondrilla juncea L. (Asteràcies)
- Chrozophora tinctoria (L.) A. Juss. (Euforbiàcies)

- Chrozophora tinctoria subsp. tinctoria

- Chrysanthemum coronarium L. (Asteràcies)
- Chrysanthemum segetum L. (Asteràcies)
- Cicendia filiformis (L.) Delarbre (Gencianàcies)
- Cichorium endivia L. (Asteràcies)

- Cichorium endivia subsp. endivia
- Cichorium endivia subsp. pumilum (Jacq.) Cout. (= Cichorium endivia L. subsp. divaricatum (Schousb.) P.D. Sell, Cichorium divaricatum Schousb.)

- Cichorium intybus L. (Asteràcies)
- Cirsium acarna (L.) Moench (= Picnomon acarna (L.) Cass.) (Asteràcies)
- Cirsium arvense (L.) Scop. (Asteràcies)
- Cirsium echinatum (Desf.) DC. in Lam. et DC. (= Cirsium willkommianum Porta et Rigo ex Willk.) (Asteràcies)
- Cirsium syriacum (L.) Gaertn. (= Notobasis syriaca (L.) Cass.) (Asteràcies)
- Cirsium vulgare (Savi) Ten. (= Cirsium lanceolatum (L.) Scop.) (Asteràcies)

- Cirsium vulgare subsp. crinitum (Boiss.) Rouy ex A. et O. Bolòs (= Cirsium crinitum Boiss.)
- Cirsium vulgare subsp. vulgare

- Cistus albidus L. (Cistàcies)
- Cistus clusii Dunal (= Cistus libanotis auct. non L.) (Cistàcies)
- Cistus creticus L. (= Cistus incanus L., Cistus villosus auct.) (Cistàcies)
- Cistus monspeliensis L. (Cistàcies)
- Cistus salviifolius L. (Cistàcies)
- Cladium mariscus (L.) Pohl (Ciperàcies)
- Clematis cirrhosa L. (Ranunculàcies)

- Clematis cirrhosa subsp. balearica (Rich.) Willk.

- Clematis flammula L. (Ranunculàcies)
- Clematis vitalba L. (Ranunculàcies)
- Clypeola jonthlaspi L. (Brassicàcies)

- Clypeola jonthlaspi subsp. microcarpa (Moris) Arcang. (= Clypeola microcarpa Moris)

- Cneorum tricoccon L. (= Cneorum tricoccum auct.) (Rutàcies)
- Colchicum autumnale L. (Liliàcies)

- Colchicum autumnale subsp. algeriense Batt. (= Colchicum lusitanum Brot., Colchicum bivonae auct., non Guss.)

- Coleostephus myconis (L.) Reichenb. (= Chrysanthemum myconis L.) (Asteràcies)
- Conium maculatum L. (Apiàcies)
- Conringia orientalis (L.) Dumort. (Brassicàcies)
- Convolvulus althaeoides L. (Convolvulàcies)

- Convolvulus althaeoides subsp. althaeoides
- Convolvulus althaeoides subsp. tenuissimus (Sibth. et Sm.) Stace (= Convolvulus tenuissimus Sibth. et Sm.)

- Convolvulus arvensis L. (Convolvulàcies)
- Convolvulus cantabrica L. (Convolvulàcies)
- Convolvulus lineatus L. (Convolvulàcies)
- Convolvulus siculus L. (Convolvulàcies)

- Convolvulus siculus subsp. siculus

- Convolvulus tricolor L. (Convolvulàcies)

- Convolvulus tricolor subsp. pentapetaloides (L.) O. Bolòs et J. Vigo (= Convolvulus pentapetaloides L.)

- Convolvulus valentinus Cav. (Convolvulàcies)

- Convolvulus valentinus subsp. valentinus

- Conyza bonariensis (L.) Cronq. (= Erigeron bonariensis L., Conyza ambigua DC.) (Asteràcies)
- Conyza canadensis (L.) Cronq. (= Erigeron canadense L.) (Asteràcies)
- Conyza sumatrensis (Retz.) E. Walker (= Conyza floribunda Kunth in Humb., Bonpl. et Kunth, Conyza albida Willd. ex Spreng.) (Asteràcies)
- Coriandrum sativum L. (Apiàcies)
- Coriaria myrtifolia L. (Coriariàcies)
- Coris monspeliensis L. (Primulàcies)

- Coris monspeliensis subsp. monspeliensis (= Coris monspeliensis L. subsp. fontqueri Masclans)

- Coronilla juncea L. (Fabàcies)
- Coronilla repanda (Poiret) Guss. (Fabàcies)

- Coronilla repanda subsp. repanda

- Coronilla scorpioides (L.) Koch (Fabàcies)
- Coronilla valentina L. (Fabàcies)

- Coronilla valentina subsp. glauca (L.) Batt. in Batt. et Trab. (= Coronilla glauca L., Coronilla argentea L.)

- Coronopus didymus (L.) Sm. (= Senebiera didyma (L.) Pers., Senebiera pinnatifida DC.) (Brassicàcies)
- Coronopus squamatus (Forsk.) Asch. (= Coronopus procumbens Gilib., Senebiera coronopus (L.) Poiret) (Brassicàcies)
- Corrigiola litoralis L. (Cariofil·làcies)

- Corrigiola litoralis subsp. telephiifolia (Pourr.) Briq. (= Corrigiola telephiifolia Pourr.)

- Corylus avellana L. (Betulàcies)
- Corynephorus divaricatus (Pourret) Breistr. (Poàcies)

- Corynephorus divaricatus subsp. articulatus (Desf.) Laínz

- Cotula australis (Sieber ex Spreng.) Hook. f. (Asteràcies)
- Cotula coronopifolia L. (Asteràcies)
- Crassula tillaea Lester-Garland (= Tillaea muscosa L.) (Crassulàcies)
- Crassula vaillantii (Willd.) Roth (= Bulliardia vaillantii (Willd.) DC., Tillaea vaillantii Willd.) (Crassulàcies)
- Crataegus monogyna Jacq. (Rosàcies)

- Crataegus monogyna subsp. monogyna

- Crepis bellidifolia Loisel. (Asteràcies)
- Crepis foetida L. (Asteràcies)

- Crepis foetida subsp. foetida

- Crepis pusilla (Sommier) Merxm. (= Melitella pusilla Sommier) (Asteràcies)
- Crepis sancta (L.) Bornm. (= Lagoseris sancta (L.) K. Malý, Pterotheca sancta (L.) C. Koch) (Asteràcies)

- Crepis sancta subsp. sancta

- Crepis tingitana Ball (Asteràcies)
- Crepis triasii (Camb.) Nyman (= Crepis balearica Costa) (Asteràcies)
- Crepis vesicaria L. (Asteràcies)

- Crepis vesicaria subsp. taraxacifolia (Thuill) Thell. ex Schinz et Keller (= Crepis vesicaria L. subsp. haenseleri (Boiss. ex DC.) P.D. Sell, Crepis taraxacifolia) (Asteràcies)
- Crepis vesicaria subsp. vesicaria

- Cressa cretica L. (Convolvulàcies)

- Crithmum maritimum L. (Apiàcies)

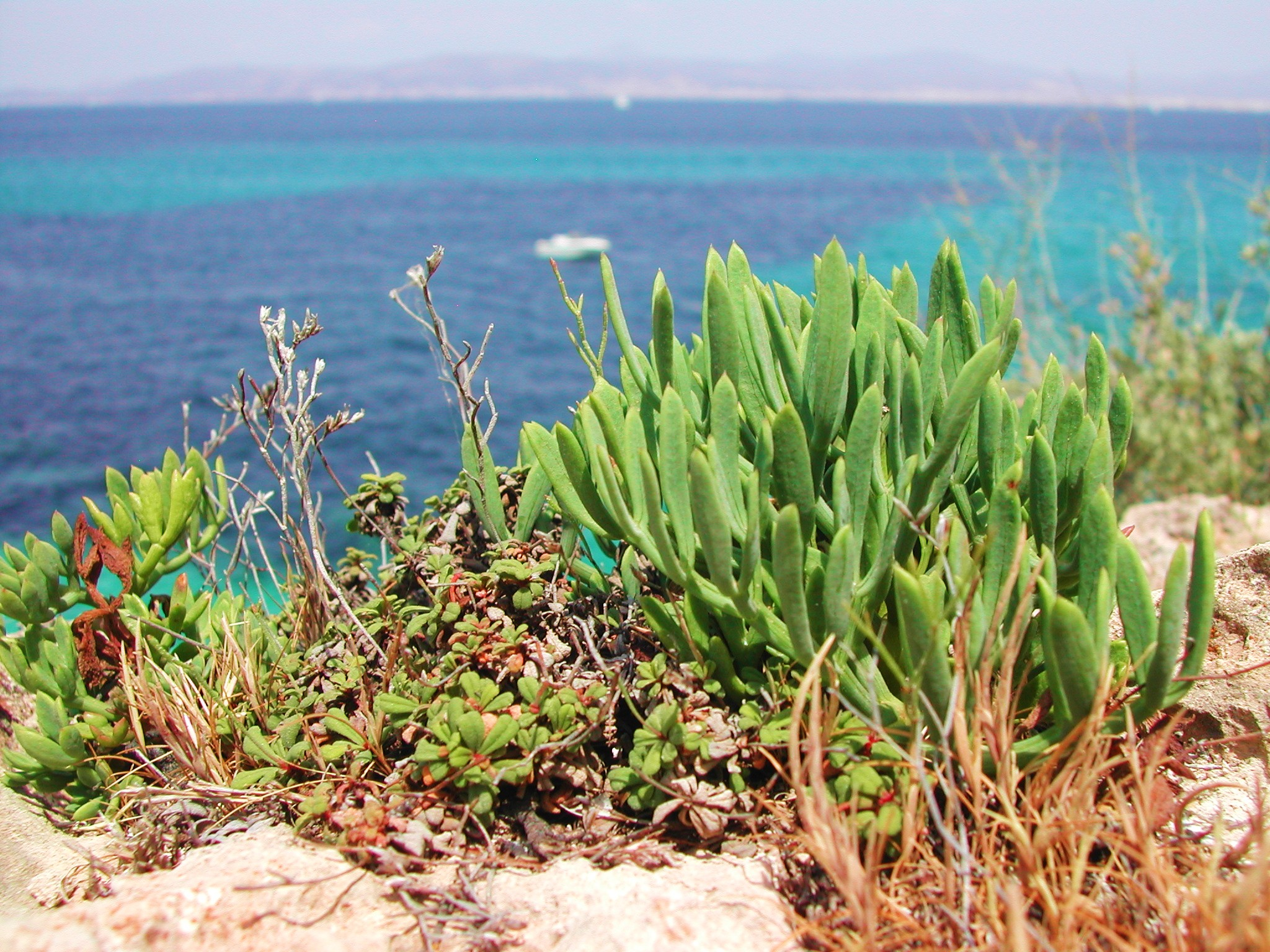
Fonoll marí a Cala Blava, Mallorca.

- Crocus minimus DC. in Redouté (Iridàcies)

- Crocus minimus subsp. cambessedesii (Gay) O. Bolòs, Molinier et P. Monts.

- Crucianella angustifolia L. (Rubiàcies)
- Crucianella latifolia L. (Rubiàcies)
- Crucianella maritima L. (Rubiàcies)
- Crupina crupinastrum (Moris) Vis. (Asteràcies)
- Crypsis aculeata (L.) Ait. (Poàcies)
- Cuscuta campestris Yuncker (Convolvulàcies)
- Cuscuta epithymum (L.) L. (Convolvulàcies)

- Cuscuta epithymum subsp. epithymum
- Cuscuta epithymum subsp. planiflora (Ten.) Rouy (= Cuscuta planiflora Ten.)

- Cutandia maritima (L.) W. Barbey (= Scleropoa maritima (L.) Parl.) (Poàcies)

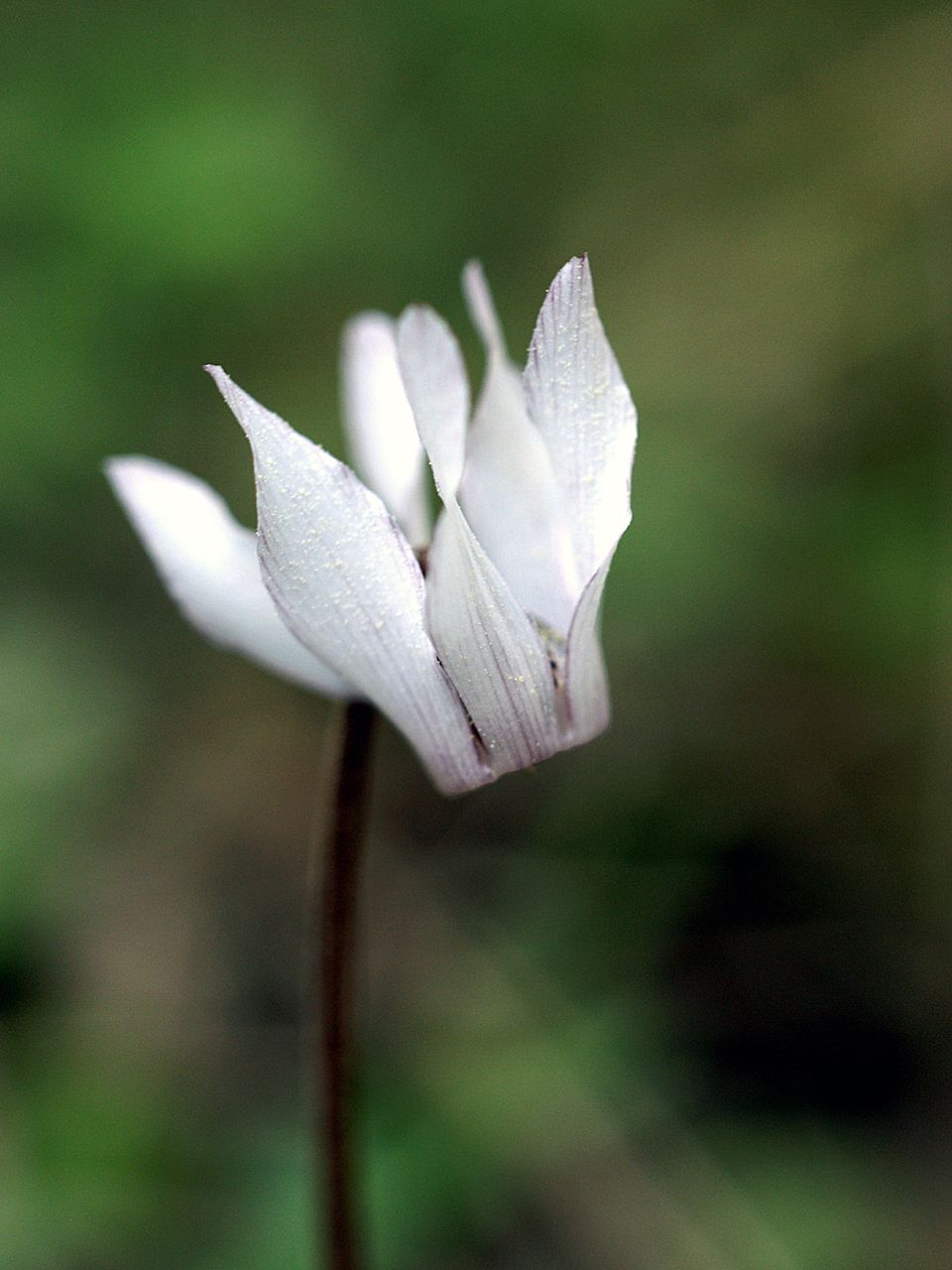
Pa porcí, Mallorca.

- Cyclamen balearicum Willk. (Primulàcies)
- Cymodocea nodosa (Ucria) Asch. (= Cymodocea aequorea C. Konig) (Potamogetonàcies)
- Cynanchum acutum L. (Apocinàcies)
- Cynara cardunculus L. (Asteràcies)
- Cynodon dactylon (L.) Pers (Poàcies)
- Cynoglossum cheirifolium L. (Boraginàcies)
- Cynoglossum creticum Mill. (Boraginàcies)
- Cynomorium coccineum L. (Balanoforàcies)

- Cynomorium coccineum subsp. coccineum

- Cynosurus echinatus L. (Poàcies)
- Cynosurus elegans Desf. (Poàcies)

- Cynosurus elegans subsp. obliquatus (Link) Batt. et Trab. (= Cynosurus effusus Link. var. effusus)

- Cyperus alternifolius L. (Ciperàcies)

- Cyperus alternifolius subsp. flabelliformis (Rottb.) Kük.

- Cyperus capitatus Vandelli (= Cyperus mucronatus (L.) Mabille, Cyperus kalli (Forsk.)) (Ciperàcies)
- Cyperus fuscus L. (Ciperàcies)
- Cyperus laevigatus L. (Ciperàcies)

- Cyperus laevigatus subsp. distachyos (All.) Ball

- Cyperus longus L. (Ciperàcies)
- Cyperus rotundus L. (= Cyperus olivaris Targ.-Tozz.) (Ciperàcies)
- Cystopteris fragilis (L.) Bernh. (= Cystopteris filix-fragilis (L.) Borbás) (Polipodiàcies)

- Cystopteris fragilis subsp. fragilis

- Cytinus hypocistis (L.) L. (Rafflesiàcies)

- Cytinus hypocistis subsp. hypocistis
- Cytinus hypocistis subsp. kermesinus (Guss.) Wettst. (= Cytinus ruber (Fourr.) Komarov, Cytinus kermesinus Guss.)

## D
| Índex: A B C D E F G H I J K L M N O P Q R S T U V W X Y Z — Especials Inici — vegeu també — enllaços externs |

- Dactylis glomerata L. (Poàcies)

- Dactylis glomerata subsp. glomerata
- Dactylis glomerata subsp. hispanica (Roth) Nyman

- Damasonium alisma Mill. (= Damasonium stellatum Thuill.) (Alismatàcies)

- Damasonium alisma subsp. bourgaei (Coss.) Maire

- Daphne gnidium L. (Timeleàcies)
- Daphne rodriguezii Teixidor (= Daphne vellaeoides Rod. Fem.) (Timeleàcies)
- Dasypyrum villosum (L.) P. Candargy (= Haynaldia villosa (L.) Schur) (Poàcies)
- Datura inoxia Mill. (Solanàcies)
- Datura stramonium L. (Solanàcies)
- Daucus carota L. (Apiàcies)

- Daucus carota subsp. carota
- Daucus carota subsp. maximus (Desf.) Ball (= Daucus maximus Desf.)
- Daucus carota subsp. sativus (Hoffm.) Arcang. (= Daucus sativus Hoffm.)

- Daucus gingidium L. (Apiàcies)

- Daucus gingidium subsp. commutatus (Paol.) O. Bolòs et J. Vigo (= Daucus carota L. subsp. commutatus (Paol.) Thell., Daucus commutatus.) (Apiàcies)

- Delphinium ajacis L. (= Delphinium ambiguum L., Consolida ajacis (L.) Schur.) (Ranunculàcies)
- Delphinium peregrinum L. (Ranunculàcies)

- Delphinium peregrinum subsp. gracile (DC.) O. Bolòs et J. Vigo (= Delphinium gracile DC.)

- Delphinium pictum Willd. (Ranunculàcies)

- Delphinium pictum subsp. pictum

- Delphinium staphisagria L. (Ranunculàcies)
- Dianthus pungens L. (Cariofil·làcies)
- Dianthus rupicola Biv. (Cariofil·làcies)

- Dianthus rupicola subsp. hermaeensis (Coss.) O. Bolòs et J. Vigo (= Dianthus hermaaensis Coss.)

- Dichanthium ischaemum (L.) Roberty (= Bothriochloa ischaemum (L.) Keng, Andropogon ischaemum L.) (Poàcies)
- Digitalis minor L. (= Digitalis purpurea L. subsp. dubia (Rod. Fem.) Knoche)
- Digitaria sanguinalis (L.) Scop. (= Panicum sanguinale L.) (Poàcies)
- Dipcadi serotinum (L.) Medic. (= Uropetalum serotinum (L.) Ker-Gawler) (Liliàcies)
- Diplotaxis catholica (L.) DC. (= Sisymbrium balearicum Porta, Hugueninia balearica (Porta) O. E. Schulz) (Brassicàcies)

- Diplotaxis catholica subsp. ibicensis (Pau) Font Quer

- Diplotaxis erucoides (L.) DC. (Brassicàcies)
- Diplotaxis muralis (L.) DC. (Brassicàcies)
- Diplotaxis tenuifolia (L.) DC. (Brassicàcies)
- Diplotaxis viminea (L.) DC. (Brassicàcies)
- Dipsacus fullonum L. (Caprifoliàcies)

- Dipsacus fullonum subsp. fullonum (= Dipsacus silvestris Mill.)
- Dipsacus fullonum subsp. sativus (L.) Thell. (= Dipsacus sativus L.)

- Dorycnium hirsutum (L.) Ser. in DC. (= Bonjeania hirsuta (L.) Reichenb.) (Fabàcies)
- Dorycnium pentaphyllum Scop. (Fabàcies)

- Dorycnium pentaphyllum subsp. fulgurans (Porta) Cardona, Llorens et Sierra (= Dorycnium fulgurans (Porta) Lassen, Anthyllis fulgurans Porta)
- Dorycnium pentaphyllum subsp. pentaphyllum (= Dorycnium suffruticosum Vill.)

- Dorycnium rectum (L.) Ser. in DC. (= Bonjeania recta (L.) Reichenb.) (Fabàcies)
- Dracunculus muscivorus (L. f.) Parl. (= Arum muscivorum L. f., Helicodiceros muscivorus (L. f.) Engl.) (Aràcies)
- Dryopteris villarii (Bellardi) Woynar ex Schinz et Thell. (= Aspidium rigidum Sw.) (Polipodiàcies)

- Dryopteris villarii subsp. balearica (Litard.) O. Bolòs et Vigo (= Dryopteris balearica (Litard.) Nardi, Dryopteris balearica Litard.)

## E
| Índex: A B C D E F G H I J K L M N O P Q R S T U V W X Y Z — Especials Inici — vegeu també — enllaços externs |

- Ecballium elaterium (L.) A. Richard in Bory (Cucurbitàcies)
- Echinochloa colonum (L.) Link (Poàcies)
- Echinochloa crus-galli (L.) Beauv. (Poàcies)

- Echinochloa crus-galli subsp. crus-galli (= Echinochloa phyllopogon (Stapf) Vasc.)

- Echinophora spinosa L. (Apiàcies)
- Echium arenarium Guss. (Boraginàcies)
- Echium calycinum Viv. (= Echium parviflorum Moench.) (Boraginàcies)
- Echium italicum L. (Boraginàcies)

- Echium italicum subsp. italicum
- Echium italicum subsp. pyrenaicum Rouy (= Echium asperrimum Lam.)

- Echium plantagineum L. (Boraginàcies)
- Echium sabulicola Pomel (Boraginàcies)
- Elaeagnus angustifolia L. (Eleagnàcies)
- Elaeoselinum asclepium (L.) Bertol. (Apiàcies)

- Elaeoselinum asclepium subsp. asclepium (= Elaeoselinum hispanicum (Lange) Pau)

- Elatine hydropiper L. (Elatinàcies)

- Elatine hydropiper subsp. campylosperma (Seub. in Walp.) P.Fourn. (= Elatine campylosperma Seub. in Walp., Elatine macropoda Guss.)
- Elatine hydropiper subsp. macropoda (Guss.) O. Bolòs et J. Vigo (= Elatine macropoda Guss.)

- Eleocharis palustris (L.) Roem. et Schultes (= Scirpus palustris L.) (Ciperàcies)

- Eleocharis palustris subsp. palustris
- Eleocharis palustris subsp. uniglumis (Link) Hartman

- Elymus elongatus (Host) Runemark (Poàcies)

- Elymus elongatus subsp. elongatus (= Agropyron elongatum (Host) Beauv., Agropyron rigidum auct.)

- Elymus farctus (Viv.) Runemark ex Melderis (Poàcies)

- Elymus farctus subsp. farctus (= Agropyron junceum (L.) Beauv. subsp. mediterraneum Simonet et Guinochet)

- Elymus hispidus (Opiz) Melderis (= Agropyron intermedium (Host.) Beauv., Agropyron glaucum Roem. et Schultes subsp. hispidus)
- Elymus pungens (Pers.) Melderis (= Agropyron pungens (Pers.) Roem. et Schultes, Agropyron campestre Godr. et Gren.) (Poàcies)
- Elymus repens (L.) Gould (Poàcies)

- Elymus repens subsp. repens (= Agropyron repens (L.) Beauv.)

- Emex spinosa (L.) Campd. (Poligonàcies)
- Ephedra fragilis Desf. (Efedràcies)

- Ephedra fragilis subsp. fragilis

- Epilobium hirsutum L. (Onagràcies)
- Epilobium parviflorum Schreb. (Onagràcies)
- Epilobium tetragonum L. (Onagràcies)
- Epipactis helleborine (L.) Crantz (= Epipactis latifolia (L.) All.) (Orquídies)

- Epipactis helleborine subsp. tremolsii (Pau) Klein

- Epipactis microphylla (Ehrh.) Swartz (Orquídies)
- Equisetum arvense L. (Equisetàcies)
- Equisetum ramosissimum Desf. (Equisetàcies)

- Equisetum ramosissimum subsp. ramosissimum

- Equisetum telmateia Ehrh. (= Equisetum maximum Lam.) (Equisetàcies)
- Eragrostis barrelieri Daveau (Poàcies)
- Eragrostis cilianensis (All.) Vign.-Lutati ex Janchen (= Eragrostis major Host., Eragrostis megastachya (Koeler) Link) (Poàcies)
- Erica arborea L. (Ericàcies)

- Erica multiflora L. (Ericàcies)
- Erica scoparia L. (Ericàcies)

- Erica scoparia subsp. scoparia

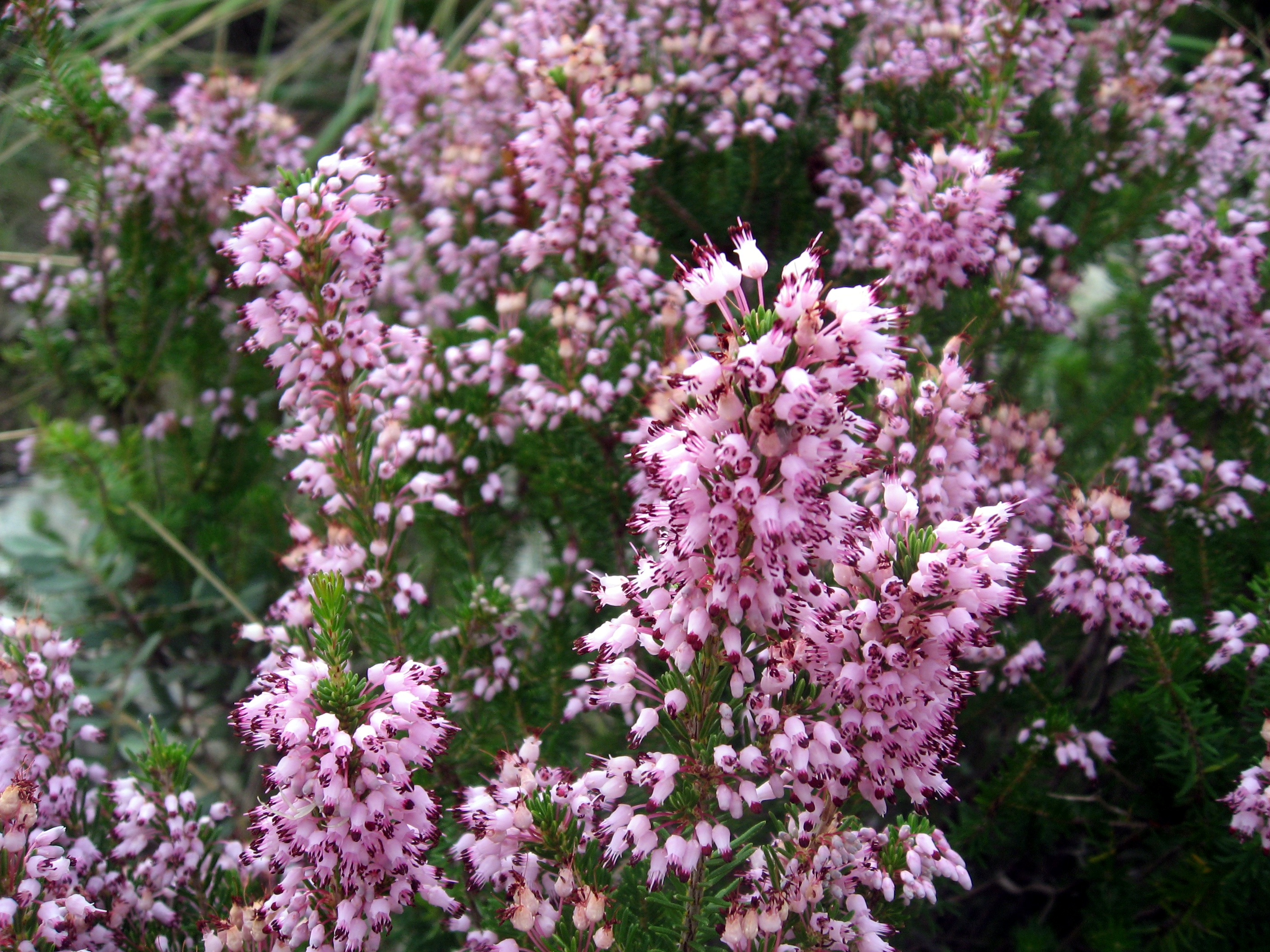
Xiprell, Mallorca.

- Erigeron karvinskianus DC. (Asteràcies)
- Erinus alpinus L. (Escrofulariàcies)
- Erodium botrys (Cav.) Bertol. (Geraniàcies)
- Erodium chium (L.) Willd. (Geraniàcies)
- Erodium ciconium (L. et Jusl.) L'Hér. in Ait. (Geraniàcies)
- Erodium cicutarium (L.) L'Hér. in Ait. (Geraniàcies)

- Erodium cicutarium subsp. cicutarium (= Erodium praecox (Cav.) Willd.)
- Erodium cicutarium subsp. microphyllum (Pomel) Murb. (= Erodium microphyllum Pomel)

- Erodium laciniatum (Cav.) Willd. (= Erodium triangulare subsp. laciniatum (Cav.) Maire)
- Erodium malacoides (L.) L'Hér. (Geraniàcies)

- Erodium malacoides subsp. aragonense (Loscos) O. Bolòs et J. Vigo (= Erodum neuradifolium Del. in Godr., Erodium angulatum Pomel)
- Erodium malacoides subsp. malacoides

- Erodium maritimum L'Hér. in Ait. (Geraniàcies)
- Erodium moschatum (L.) L'Hér. in Ait. (Geraniàcies)
- Erodium reichardii (Murray) DC. (= Erodium chamaedryoides (Cav.) L'Hèr.) (Geraniàcies)
- Erophila verna (L.) F. Chev. (= Draba verna L.) (Brassicàcies)

- Erophila verna subsp. praecox (Steven) P. Fourn. (= Erophila praecox Steven)

- Eruca vesicaria (L.) Cav. (Brassicàcies)

- Eruca vesicaria subsp. sativa (Mill.) Thell. in Hegi
- Eruca vesicaria subsp. vesicaria

- Erucastrum nasturtiifolium (Poiret) O. E. Schulz (= Erucastrum obtusangulum Reichenb.) (Brassicàcies)
- Eryngium campestre L. (Apiàcies)

- Eryngium maritimum L. (Apiàcies)

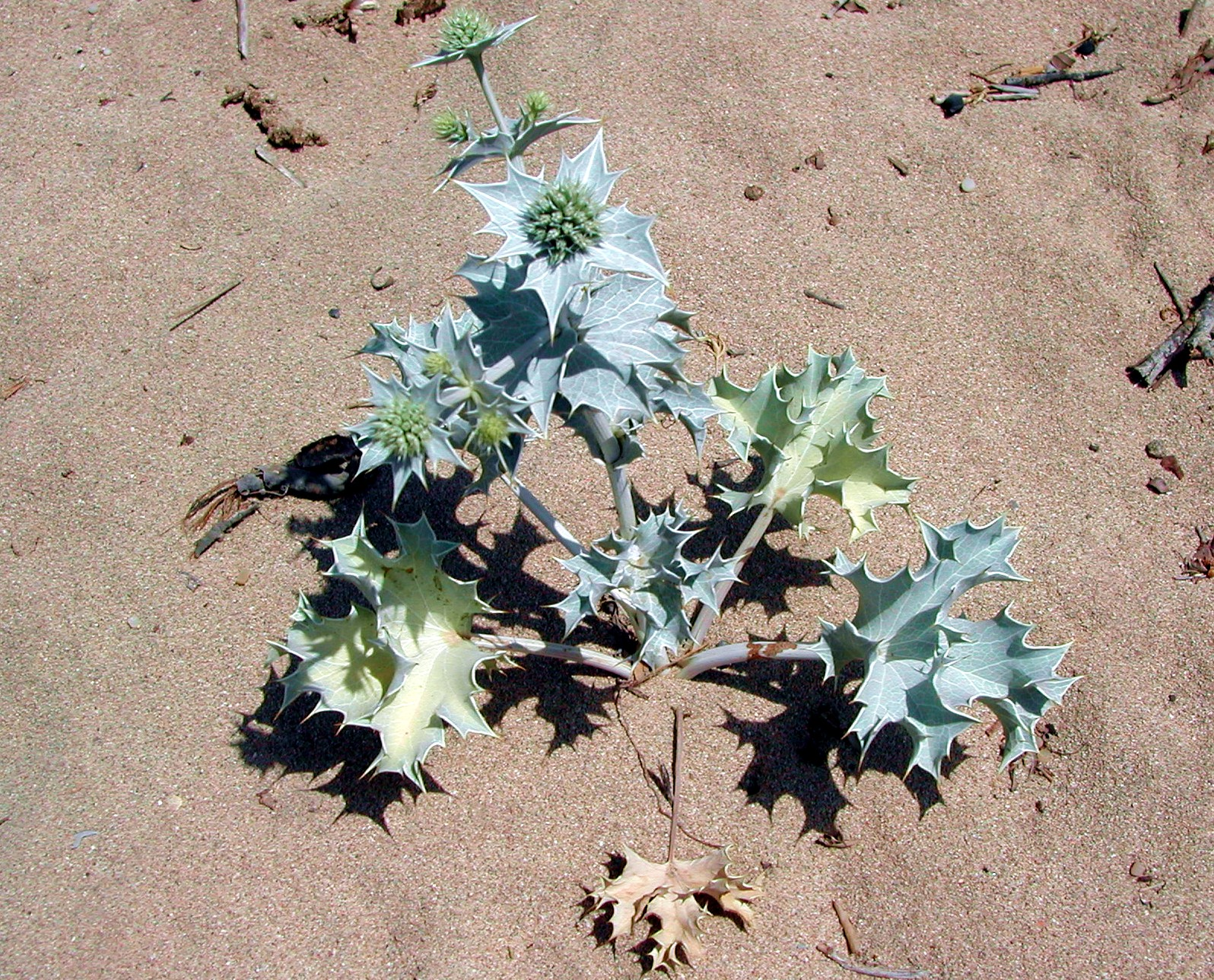
Card marí a Cala Torta, Artà, Mallorca.

- Eupatorium cannabinum L. (Asteràcies)

- Eupatorium cannabinum subsp. cannabinum

- Euphorbia amygdaloides L. (Euforbiàcies)
- Euphorbia biumbellata Poiret (Euforbiàcies)
- Euphorbia chamaesyce L. (Euforbiàcies)

- Euphorbia chamaesyce subsp. chamaesyce (= Chamaesyce canescens (L.) Prokh.)

- Euphorbia characias L. (Euforbiàcies)

- Euphorbia characias subsp. characias

- Euphorbia dendroides L. (Euforbiàcies)
- Euphorbia exigua L. (Euforbiàcies)
- Euphorbia falcata L. (Euforbiàcies)
- Euphorbia helioscopia L. (Euforbiàcies)

- Euphorbia helioscopia subsp. helioscopia

- Euphorbia hirsuta L. (= Euphorbia pubescens Vahl, Euphorbia plathyphyllos L. subsp. pubescens (Vahl) Knoche)
- Euphorbia lathyris L. (Euforbiàcies)
- Euphorbia maresii Knoche (Euforbiàcies)
- Euphorbia medicaginea Boiss. (Euforbiàcies)
- Euphorbia myrsinites L. (Euforbiàcies)

- Euphorbia myrsinites subsp. litardierei F. Q. et Garcias in Garcias (= Euphorbia fontqueriana Reuter)

- Euphorbia nutans Lag. (= Euphorbia preslii Guss., Chamaecyse nutans (Lag.) Small) (Euforbiàcies)
- Euphorbia paralias L. (Euforbiàcies)
- Euphorbia peplis L. (= Chamaecyse peplis (L.) Prokh.) (Euforbiàcies)
- Euphorbia peplus L. (Euforbiàcies)
- Euphorbia pithyusa L. (= Euphorbia imbricata Vahl) (Euforbiàcies)
- Euphorbia prostrata Ait. (= Chamaesyce prostrata (Ait.) Small) (Euforbiàcies)
- Euphorbia pterococca Brot. (Euforbiàcies)
- Euphorbia segetalis L. (Euforbiàcies)

- Euphorbia segetalis subsp. pinea (L.) Hayek (= Euphorbia pinea L., Euphorbia artaudiana DC.)
- Euphorbia segetalis subsp. segetalis

- Euphorbia serpens Kunth in Humb., Bonpl. et Kunth (= Chamaecyse serpens (Kunthin Humb. & al.) Small) (Euforbiàcies)
- Euphorbia serrata L. (Euforbiàcies)
- Euphorbia squamigera Loisel. (= Euphorbia rupicola Boiss.) (Euforbiàcies)

- Euphorbia squamigera subsp. margalidiana (Kuhbier et Lewej.) O. Bolòs et J. Vigo (= Euphorbia margalidiana Kuhbier et Lewej.)

- Euphorbia sulcata De Lens ex Loisel (= Euphorbia retusa Cav.) (Euforbiàcies)
- Euphorbia taurinensis All. (= Euphorbia graeca Boiss. et Spruner) (Euforbiàcies)
- Euphorbia terracina L. (Euforbiàcies)
- Euphrasia alpina Lam. (Escrofulariàcies)

- Euphrasia alpina subsp. pulchra (Senn.) O. Bolòs et J. Vigo (= Euphrasia pulchra Senn.)

- Euphrasia nemorosa (Pers.) Wallr. (Escrofulariàcies)
- Evax pygmaea (L.) Brot. (Asteràcies)

- Evax pygmaea subsp. pygmaea

- Exaculum pusillum (Lam.) Caruel in Parl. (= Cicendia pusilla (Lam.) Griseb.) (Gencianàcies)

## F
| Índex: A B C D E F G H I J K L M N O P Q R S T U V W X Y Z — Especials Inici — vegeu també — enllaços externs |

- Fagonia cretica L. (Zigofil·làcies)
- Fedia cornucopiae (L.) Gaertn. (Caprifoliàcies)

- Fedia cornucopiae subsp. graciliflora (Fisch. et C. A. Meyer) Nyman (= Fedia caput-bovis Pomel, Fedia graciliflora Fisch. et C. A. Meyer)

- Ferula communis L. (Apiàcies)
- Festuca arundinacea Schreb. (= Festuca elatior L. subsp. arundinacea (Schreb.) Hackel)

- Festuca arundinacea subsp. arundinacea
- Festuca arundinacea subsp. fenas (Lag.) Arcang. (= Festuca arundinacea Schreb. subsp. corsica (Hackel) Kerguélen, Festuca arundinacea Schreb. subsp. (Desf.) Tzvelev) (Poàcies)

- Festuca ovina L. s. l. (Poàcies)
- Ficus carica L. (Moràcies)
- Filago congesta Guss. ex DC. (Asteràcies)
- Filago gallica L. (= Logfia gallica (L.) Coss. et Germ.) (Asteràcies)
- Filago pyramidata L. (= Filago germanica L.) (Asteràcies)

- Filago pyramidata subsp. fuscescens (Pomel) O. Bolòs et J. Vigo (= Filago fuscescens Pomel)
- Filago pyramidata subsp. pyramidata (= Filago spathulata C. Presl)

- Flaveria bidentis (L.) O. Kuntze (Asteràcies)
- Foeniculum vulgare Mill. (= Foeniculum officinale All.) (Apiàcies)

- Foeniculum vulgare subsp. piperitum (Ucria) Cout. (= Foeniculum piperitum Ucria)
- Foeniculum vulgare subsp. vulgare

- Frankenia laevis L. (Frankeniàcies)

- Frankenia laevis subsp. intermedia (DC.) Maire in Jah. et Maire (= Frankenia intermedia DC., Frankenia hirsuta L.)

- Frankenia pulverulenta L. (Frankeniàcies)
- Fraxinus angustifolia Vahl (Oleàcies)

- Fraxinus angustifolia subsp. angustifolia

- Fumana ericoides (Cav.) Gandg. (= Fumana spachii Gren. et Godr.) (Cistàcies)
- Fumana laevipes (L.) Spach (Cistàcies)
- Fumana thymifolia (L.) Spach (= Fumana viscida Spach) (Cistàcies)

- Fumana thymifolia subsp. laevis (Cav.) Molero et Rovira (= Fumana thymifolia (L.) Spach var. laevis (Cav.) Grosser, Fumana juniperina (dunal) Pau)
- Fumana thymifolia subsp. thymifolia (= Fumana thymifolia (L.) Spach var. vulgaris (Benth.) Briq., Fumana glutinos (L.) Boiss.)

- Fumaria bastardii Boreau in Duch. (Papaveràcies)
- Fumaria bicolor Sommier ex Nicotra (Papaveràcies)
- Fumaria capreolata L. (Papaveràcies)
- Fumaria densiflora DC. (= Fumaria micrantha Lag.) (Papaveràcies)

- Fumaria densiflora subsp. bracteosa (Pomel) Murb. (= Fumaria bracteosa Pomel)
- Fumaria densiflora subsp. densiflora

- Fumaria flabellata Gasparr. (Papaveràcies)
- Fumaria gaillardotii Boiss. (= Fumaria major Badarro, non Roth, Fumaria agraria Coste et al. auct., non Lange) (Papaveràcies)

- Fumaria gaillardotii subsp. gaillardotii
- Fumaria gaillardotii subsp. major (Maire in Jah. et Maire) O. Bolòs et J. Vigo (= Fumaria barnolae Senn. et Pau ex Senn., Fumaria bella P. D. Sell)

- Fumaria officinalis L. (Papaveràcies)

- Fumaria officinalis subsp. officinalis
- Fumaria officinalis subsp. wirtgenii (Koch) Arcang. (= Fumaria wirtgenii)

- Fumaria parviflora Lam. (Papaveràcies)

## G
| Índex: A B C D E F G H I J K L M N O P Q R S T U V W X Y Z — Especials Inici — vegeu també — enllaços externs |

- Gagea foliosa (J. et C. Presl) Schultes et Schultes f. (Liliàcies)

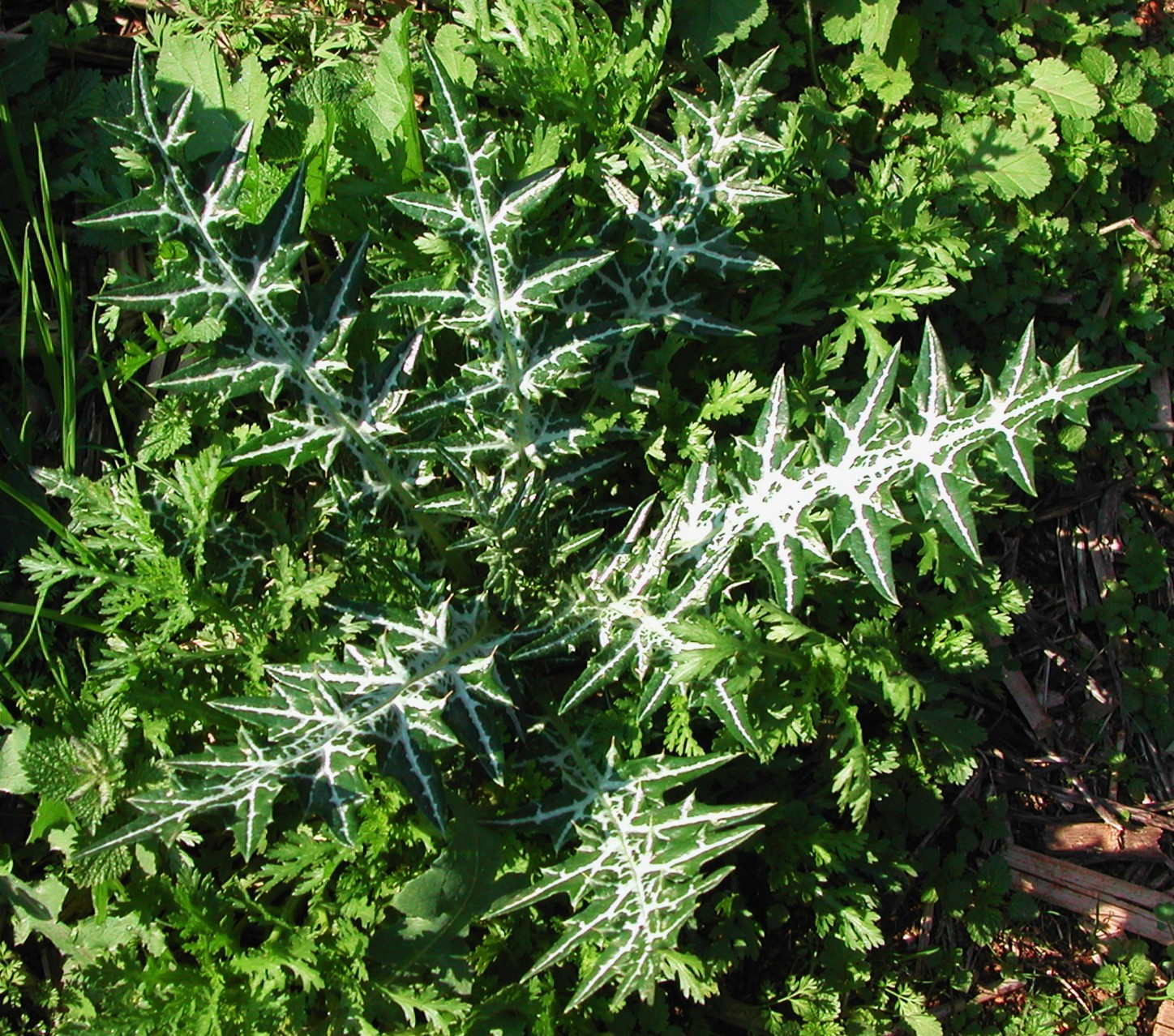
Card calapoter, Son Ferriol, Mallorca.

- Galactites tomentosa Moench (Asteràcies)
- Galium aparine L. (Rubiàcies)

- Galium aparine subsp. aparine
- Galium aparine subsp. spurium (L.) Simonkai (= Galium spurium L.)

- Galium balearicum Briq. (= Galium maritimum L.) (Rubiàcies)
- Galium crespianum Rod. Fem. (Rubiàcies)
- Galium lucidum All. (= Galium mollugo L. p.p.) (Rubiàcies)

- Galium lucidum subsp. cinereum (All.) O. Bolòs et J. Vigo (= Galium cinereum All.)
- Galium lucidum subsp. lucidum (= Galium mollugo L. subsp. erectum Syme var. rigidum (Vill.) Briq.)

- Galium murale (L.) All. (Rubiàcies)
- Galium palustre L. (Rubiàcies)

- Galium palustre subsp. elongatum (Presl) Lange (= Galium elongatum Presl)

- Galium parisiense L. (Rubiàcies)

- Galium parisiense subsp. divaricatum (Pourr. ex Lam.) Rouy et Camus (= Galium divaricatum Pourr. ex Lam.)
- Galium parisiense subsp. parisiense

- Galium setaceum Lam. (Rubiàcies)
- Galium tricornutum Dandy (= Galium tricorne Stokes p.p.) (Rubiàcies)
- Galium verrucosum Huds. (= Galium saccharatum All.) (Rubiàcies)
- Gastridium ventricosum (Gouan) Schinz et Thell. (Poàcies)

- Gastridium ventricosum subsp. ventricosum (= Gastridium lendigerum (L.) Desv.)

- Gaudinia fragilis (L.) Beauv. (Poàcies)
- Genista acanthoclada DC. (Fabàcies)

- Genista acanthoclada subsp. fasciculata (Knoche) O. Bolòs et J. Vigo (= Genista balearica Porta et Rigo, Genista fasciculata Knoche)

- Genista biflora (Desf.) DC. (= Cytisus fontanesii Spach ex Ball, Chronanthus biflorus (Desf.) Frodin et Heyw.) (Fabàcies)
- Genista cinerea (Vill.) DC. in Lam. et DC. (Fabàcies)

- Genista cinerea subsp. leptoclada (Willk.) O. Bolòs et J. Vigo (= Genista cinerea (Vill.) DC. var. leptoclada Willk., Genista majorica P. Cantó et J.) (Fabàcies)

- Genista dorycnifolia F. Q. (= Genista numidica Spach var. dorycnifolia (F. Q.) Knoche) (Fabàcies)
- Genista hirsuta Vahl. (Fabàcies)
- Genista linifolia L. (= Teline linifolia (L.) Webb et Berth., Cytisus linifolius (L.) Lam.) (Fabàcies)

- Genista linifolia subsp. linifolia

- Genista tricuspidata Desf. (Fabàcies)

- Genista tricuspidata subsp. sparsiflora (Ball) Maire (= Genista lucida Camb., Genista sparsiflora Ball)

- Gennaria diphylla (Link) Parl. (Orquídies)
- Geranium columbinum L. (Geraniàcies)
- Geranium dissectum L. (Geraniàcies)
- Geranium lucidum L. (Geraniàcies)
- Geranium molle L. (Geraniàcies)

- Geranium molle subsp. molle

- Geranium robertianum L. (Geraniàcies)

- Geranium robertianum subsp. purpureum (Vill.) Nyman (= Geranium purpureum Vill., Geranium mediterraneum Jord.)

- Geranium rotundifolium L. (Geraniàcies)
- Gladiolus communis L. (Iridàcies)

- Gladiolus communis subsp. byzantinus (Mill.) Hamilton
- Gladiolus communis subsp. communis

- Gladiolus illyricus Koch (Iridàcies)
- Gladiolus italicus Mill. (= Gladiolus segetum Ker-Grawler) (Iridàcies)
- Glaucium corniculatum (L.) J. H. Rudolph (Papaveràcies)
- Glaucium flavum Crantz (Papaveràcies)
- Globularia alypum L. (Plantaginàcies)
- Globularia vulgaris L. (Plantaginàcies)

- Globularia vulgaris subsp. majoricensis (Gand.) Gand. (= Globularia cambessedessi Willk.)

- Gnaphalium luteo-album L. (Asteràcies)
- Gomphocarpus fruticosus (L.) Ait. f. in Ait. (= Asclepias fruticosa L.) (Apocinàcies)
- Gymnadenia conopsea (L.) R. Br. (= Orchis conopsea L.) (Orquídies)
- Gypsophila pilosa Huds. (Cariofil·làcies)

## H
| Índex: A B C D E F G H I J K L M N O P Q R S T U V W X Y Z — Especials Inici — vegeu també — enllaços externs |

- Hainardia cylindrica (Willd.) Greuter (= Monerma cylindrica (Willd.) Coss. et Durieu, Lepturus cylindricus (Willd.) Trin.) (Poàcies)
- Halimium halimifolium (L.) Willk. in Willk. et Lange (= Helianthemum halimifolium (L.) Pers.) (Cistàcies)

- Halimium halimifolium subsp. halimifolium (= Helianthemum hamilifolium (L.) Willk. in Willk. et subsp. lepidotum ()

- Hedera helix L. (Araliàcies)
- Hedypnois rhagadioloides (L.) F. W. Schmidt (= Hedypnois cretica (L.) Dum.- Cours., Hedypnois polymorpha DC.) (Asteràcies)
- Hedysarum coronarium L. (Fabàcies)
- Hedysarum spinosissimum L. (Fabàcies)
- Helianthemum apenninum (L.) Mill. (= Helianthemum polifolium Gren. et Godr., Helianthemum pulverulentum DC.) (Cistàcies)

- Helianthemum apenninum subsp. apenninum

- Helianthemum caput-felis Boiss. (Cistàcies)
- Helianthemum guttatum (L.) Mill. (= Tuberaria guttata (L.) Fourr., Tuberaria variabilis Willk.) (Cistàcies)

- Helianthemum guttatum subsp. guttatum (= Helianthemum guttatum (L.) Mill. subsp. inconspicuum (Pers.) Nyman, Tuberaria guttata (L.) Fourr.)

- Helianthemum origanifolium (Lam.) Pers. (Cistàcies)

- Helianthemum origanifolium subsp. origanifolium

- Helianthemum salicifolium (L.) Mill. (Cistàcies)
- Helianthemum tuberaria (L.) Mill. (= Tuberaria lignosa (Sweet) Samp., Tuberaria vulgaris Willk.) (Cistàcies)
- Helianthus tuberosus L. (Asteràcies)
- Helichrysum ambiguum (Pers.) C. Presl. (= Helichrysum lamarckii Camb., Helichrysum crassifolium (L.) D. Don) (Asteràcies)
- Helichrysum italicum (Roth) G. Don f. in Loundon (Asteràcies)

- Helichrysum italicum subsp. microphyllum (Willd.) Nyman (= Helichrysum microphyllum Willd.)
- Helichrysum italicum subsp. serotinum (Boiss.) P. Fourn. (= Helichrysum serotinum Boiss.)

- Helichrysum rupestre (Rafin.) DC. (Asteràcies)
- Helichrysum stoechas (L.) Moench (Asteràcies)
- Heliotropium curassavicum L. (Boraginàcies)
- Heliotropium europaeum L. (Boraginàcies)
- Heliotropium supinum L. (Boraginàcies)
- Helleborus foetidus L. (Ranunculàcies)
- Helleborus lividus Ait. (= Helleborus trifolius Mill.) (Ranunculàcies)

- Helleborus lividus subsp. lividus

- Herniaria hirsuta L. (Cariofil·làcies)

- Herniaria hirsuta subsp. cinerea (DC.) Arcang. (= Herniaria cinerea DC. in Lam. et DC., Herniaria cinerea DC.)

- Hieracium amplexicaule L. (Asteràcies)
- Hieracium aragonense Scheele (Asteràcies)
- Hieracium elisaeanum Arv.-T. ex Willk. (Asteràcies)
- Hieracium glaucinum Jord. (= Hieracium praecox Schultz Bip.) (Asteràcies)
- Hieracium pseudocerinthe (Gaud.) Koch (Asteràcies)
- Hippocrepis balearica Jacq. (Fabàcies)

- Hippocrepis balearica subsp. balearica

- Hippocrepis multisiliquosa L. (Fabàcies)

- Hippocrepis multisiliquosa subsp. ciliata (Willd.) Maire (= Hippocrepis ciliata Willd.)
- Hippocrepis multisiliquosa subsp. multisiliquosa (= Hippocrepis confusa Pau, Hippocrepis ambigua (Rouy) Bellot)

- Hippocrepis unisiliquosa L. (Fabàcies)

- Hippocrepis unisiliquosa subsp. biflora (Spreng.) O. Bolòs et J. Vigo (= Hippocrepis biflora Spreng.)

- Hirschfeldia incana (L.) Lagrèze-Fossat (= Sinapis incana L., Hirschfeldia apressa Moench) (Brassicàcies)
- Holcus lanatus L. (Poàcies)
- Hordeum marinum Huds. (= Hordeum maritimum Stokes) (Poàcies)

- Hordeum marinum subsp. gussoneanum (Parl.) Asch. et Graebn. (= Hordeum hystrix Roth)
- Hordeum marinum subsp. marinum

- Hordeum murinum L. (Poàcies)

- Hordeum murinum subsp. leporinum (Link) Arcang.

- Hornungia petraea (L.) Reichenb. (= Hutchinsia petraea (L.) R. Br.) (Brassicàcies)

- Hornungia petraea subsp. petraea

- Hymenolobus procumbens (L.) Nutt. ex Torrey et A. Gray (= Hutchinsia procumbens (L.) Desv., Capsella procumbens (L.) Fr.) (Brassicàcies)

- Hymenolobus procumbens subsp. procumbens

- Hyoscyamus albus L. (Solanàcies)
- Hyoseris radiata L. (Asteràcies)
- Hyoseris scabra L. (Asteràcies)
- Hyparrhenia hirta (L.) Stapf in Oliver (= Andropogon hirtus L., Cymbopogon hirtus (L.) Thomson) (Poàcies)

- Hyparrhenia hirta subsp. pubescens (Vis.) Paunero (= Hyparrhenia pubescens (Vis.) Chiov.)
- Hyparrhenia hirta subsp. villosa Pignatti (= Hyparrhenia hirta (L.) Stapf in Oliver subsp. hirta auct., Hyparrhenia podotricha (Hotsch ex Steudel)) (Poàcies)

- Hypecoum pendulum L. (Papaveràcies)
- Hypecoum procumbens L. (Papaveràcies)

- Hypecoum procumbens subsp. grandiflorum (Benth.) Pau (= Hypecoum imberbe SM. in Sibth, Hypecoum grandiflorum Benth.)
- Hypecoum procumbens subsp. procumbens

- Hypericum australe Ten. (= Hypericum humifusum. subsp. australe (Ten.) Rouy in Magnier)
- Hypericum balearicum L. (Gutíferes)
- Hypericum ericoides L. (Gutíferes)
- Hypericum hircinum L. (= Androsaemum hircinum (L.) Spach) (Gutíferes)

- Hypericum hircinum subsp. cambessedesii (Coss. in Marès et Vigineix) Sauvage (= Hypericum cambessedesii Coss. in Marès et Vigineix)

- Hypericum perfoliatum L. (= Hypericum ciliatum Lam.) (Gutíferes)
- Hypericum perforatum L. (Gutíferes)
- Hypericum tomentosum L. (Gutíferes)

- Hypericum tomentosum subsp. tomentosum

- Hypericum triquetrifolium Turra (= Hypericum crispum L.) (Gutíferes)
- Hypochoeris achyrophorus L. (= Seriola aethnensis L.) (Asteràcies)
- Hypochoeris glabra L. (Asteràcies)
- Hyssopus officinalis L. (Lamiàcies)

- Hyssopus officinalis subsp. officinalis

## I
| Índex: A B C D E F G H I J K L M N O P Q R S T U V W X Y Z — Especials Inici — vegeu també — enllaços externs |

- Iberis saxatilis L. (Brassicàcies)

- Iberis saxatilis subsp. saxatilis

- Ilex aquifolium L. (= Ilex balearica Desf.) (Aquifoliàcies)
- Imperata cylindrica (L.) Räuschel (Poàcies)
- Inula conyza DC. (Asteràcies)
- Inula graveolens (L.) Desf. (= Dittrichia graveolens (L.) Greuter) (Asteràcies)
- Inula viscosa (L.) Ait. (= Dittrichia viscosa (L.) Greuter) (Asteràcies)
- Ipomoea indica (Burm.) Merr. (= Ipomoea acuminata (Vahl) Roem. et Schultes) (Convolvulàcies)
- Ipomoea purpurea Roth (Convolvulàcies)
- Ipomoea sagittata Poiret (Convolvulàcies)
- Iris albicans Lange (= Iris majoricensis Barceló?) (Iridàcies)
- Iris germanica L. (Iridàcies)
- Iris pallida Lam. (Iridàcies)
- Iris pseudacorus L. (Iridàcies)
- Iris sisyrinchium L. (= Gynandriris sisyrinchium (L.) Parl.) (Iridàcies)
- Isoetes duriei Bory (Isoetàcies)
- Isoetes velata A. Br. (Isoetàcies)

## J
| Índex: A B C D E F G H I J K L M N O P Q R S T U V W X Y Z — Especials Inici — vegeu també — enllaços externs |

- Jasonia saxatilis (Lam.) Guss. (= Jasonia glutinosa DC.) (Asteràcies)
- Juncus acutus L. (Juncàcies)

- Juncus acutus subsp. acutus
- Juncus acutus subsp. tommasinii (Parl.) Asch. et Graebn. (= Juncus littoralis C.A. Meyer)

- Juncus articulatus L. (= Juncus lamprocarpus Ehrh. ex Hoffm.) (Juncàcies)
- Juncus bufonius L. (Juncàcies)

- Juncus bufonius subsp. bufonius
- Juncus bufonius subsp. hybridus (Brot.) Arcang. (= Juncus bufonius subsp. insulanus (Viv.) Briq. ex Jahand. et Maire)

- Juncus capitatus Weigel (Juncàcies)
- Juncus fontanesii Gay in Laharpe (Juncàcies)

- Juncus fontanesii subsp. fontanesii

- Juncus inflexus L. (= Juncus glaucus Sibth.) (Juncàcies)
- Juncus maritimus Lam. (Juncàcies)
- Juncus pygmaeus L. C. M. Richard in Thuill. (Juncàcies)
- Juncus subnodulosus Schrank (= Juncus obtusiflorus Ehrh. ex Hoffm.) (Juncàcies)
- Juncus subulatus Forsk. (Juncàcies)
- Juniperus oxycedrus L. (Cupressàcies)

- Juniperus oxycedrus subsp. macrocarpa (Sibth. et Sm.) Ball (= Juniperus macrocarpa Sibth. et Sm.)
- Juniperus oxycedrus subsp. oxycedrus

- Juniperus phoenicea L. (Cupressàcies)

- Juniperus phoenicea subsp. eumediterranea Lebreton et Thivend (= Juniperus phoenicea L. subsp. lycia auct., Juniperus phoenicea L. subsp. turbinata (.) Nyman) (Cupressàcies)

## K
| Índex: A B C D E F G H I J K L M N O P Q R S T U V W X Y Z — Especials Inici — vegeu també — enllaços externs |

- Knautia integrifolia (L.) Bertol. (Caprifoliàcies)
- Kochia scoparia (L.) Schrad. (= Bassia scoparia (L.) Voss.) (Amarantàcies)

- Kochia scoparia subsp. culta (Voss) O. Bolòs et J. Vigo (= Kochia culta Voss, Bassia scoparia (L.) Voss subsp. scoparia)
- Kochia scoparia subsp. densiflora (Turcz. ex Moq.) Aellen (= Kochia densiflora Turcz. ex Moq.)

- Koeleria phleoides (Vill.) Pers. (= Rostraria cristata (L.) Tzvelev, Lophochloa cristata (L.) Hylander) (Poàcies)
- Kosteletzkya pentacarpos (L.) Ledeb. (= Hibiscus pentacarpos L.) (Malvàcies)
- Kundmannia sicula (L.) DC. (= Brignolia pastinacifolia Bertol.) (Apiàcies)

## L
| Índex: A B C D E F G H I J K L M N O P Q R S T U V W X Y Z — Especials Inici — vegeu també — enllaços externs |

- Lactuca saligna L. (Asteràcies)
- Lactuca serriola L. (= Lactuca scariola L.) (Asteràcies)
- Lactuca tenerrima Pourr. (= Cicerbita tenerrima (Pourr.) Beauv.) (Asteràcies)
- Lactuca viminea (L.) J. et C. Presl (Asteràcies)

- Lactuca viminea subsp. viminea

- Lactuca virosa L. (Asteràcies)
- Lagurus ovatus L. (Poàcies)
- Lamarckia aurea (L.) Moench (Poàcies)
- Lamium amplexicaule L. (Lamiàcies)

- Lamium amplexicaule subsp. amplexicaule

- Lappula squarrosa (Retz.) Dumort. (= Echinospermum lappula (L.) Lehm.) (Boraginàcies)
- Lapsana communis L. (Asteràcies)

- Lapsana communis subsp. communis

- Laserpitium gallicum L. (Apiàcies)
- Lathyrus annuus L. (Fabàcies)
- Lathyrus aphaca L. (Fabàcies)
- Lathyrus cicera L. (Fabàcies)
- Lathyrus clymenum L. (= Lathyrus articulatus L.) (Fabàcies)
- Lathyrus latifolius L. (Fabàcies)
- Lathyrus ochrus (L.) DC. in Lam. et DC. (Fabàcies)
- Lathyrus saxatilis (Vent.) Vis. (= Lathyrus ciliatus Guss.) (Fabàcies)
- Lathyrus setifolius L. (Fabàcies)
- Lathyrus sphaericus Retz. (Fabàcies)
- Launaea cervicornis (Boiss.) F. Q. et Rothm. (Asteràcies)
- Laurus nobilis L. (Lauràcies)
- Lavandula dentata L. (Lamiàcies)
- Lavandula latifolia Medic. (Lamiàcies)
- Lavandula stoechas L. (Lamiàcies)

- Lavandula stoechas subsp. stoechas

- Lavatera arborea L. (Malvàcies)
- Lavatera cretica L. (Malvàcies)
- Lavatera maritima Gouan (Malvàcies)
- Lavatera olbia L. (Malvàcies)
- Lavatera punctata All. (Malvàcies)
- Lavatera triloba L. (= Lavatera micans L.) (Malvàcies)

- Lavatera triloba subsp. pallescens (Moris) Nyman (= Lavatera minoricensis Camb., Lavatera pallescens Moris)

- Lavatera trimestris L. (Malvàcies)
- Legousia falcata (Ten.) Janchen (Campanulàcies)
- Legousia hybrida (L.) Delarbre (= Specularia parviflora St.- Lag.) (Campanulàcies)
- Lemna gibba L. (Aràcies)
- Lemna minor L. (Aràcies)
- Lens culinaris Medic. (= Ervum lens L.) (Fabàcies)

- Lens culinaris subsp. culinaris (= Lens esculenta Moench)
- Lens culinaris subsp. nigricans (Bieb.) Thell. (= Lens nigricans (Bieb.) Godr., Lens nigricans Bieb.)

- Lens ervoides (Brign.) Grande (Fabàcies)
- Leontodon taraxacoides (Vill.) Mérat (= Leontodon saxatilis Lam., Leontodon nudicaulis auct.) (Asteràcies)

- Leontodon taraxacoides subsp. hispidus (Roth) Kerguélen (= Thrincia hispida Roth, Leontodon rothii auct.)

- Leontodon tuberosus L. (= Thrincia tuberosa (L.) DC.) (Asteràcies)
- Lepidium draba L. (= Cardaria draba (L.) Desv.) (Brassicàcies)

- Lepidium draba subsp. draba

- Lepidium graminifolium L. (Brassicàcies)

- Lepidium graminifolium subsp. graminifolium
- Lepidium graminifolium subsp. iberideum Rouy et Fouc. (= Lepidium graminifolium L. subsp suffruticosum (L.) P. Monts.)

- Lepidium latifolium L. (Brassicàcies)

- Lepidium latifolium subsp. latifolium

- Lepidium spinosum Ard. (= Lepidium carrerasii Rod. Fem.) (Brassicàcies)
- Leucanthemum paludosum (Poiret) Bonnet et Barratte (Asteràcies)
- Leucojum aestivum L. (Amaril·lidàcies)

- Leucojum aestivum subsp. pulchellum (Salisb.) Briq.

- Leuzea conifera (L.) DC. in Lam. et DC. (= Centaurea conifera L.) (Asteràcies)
- Ligusticum lucidum Mill. (= Ligusticum pyrenaeum Gouan) (Apiàcies)

- Ligusticum lucidum subsp. huteri (Porta et Rigo) O. Bolòs (= Ligusticum huteri Porta et Rigo)

- Limbarda crithmoides L. (Asteràcies)

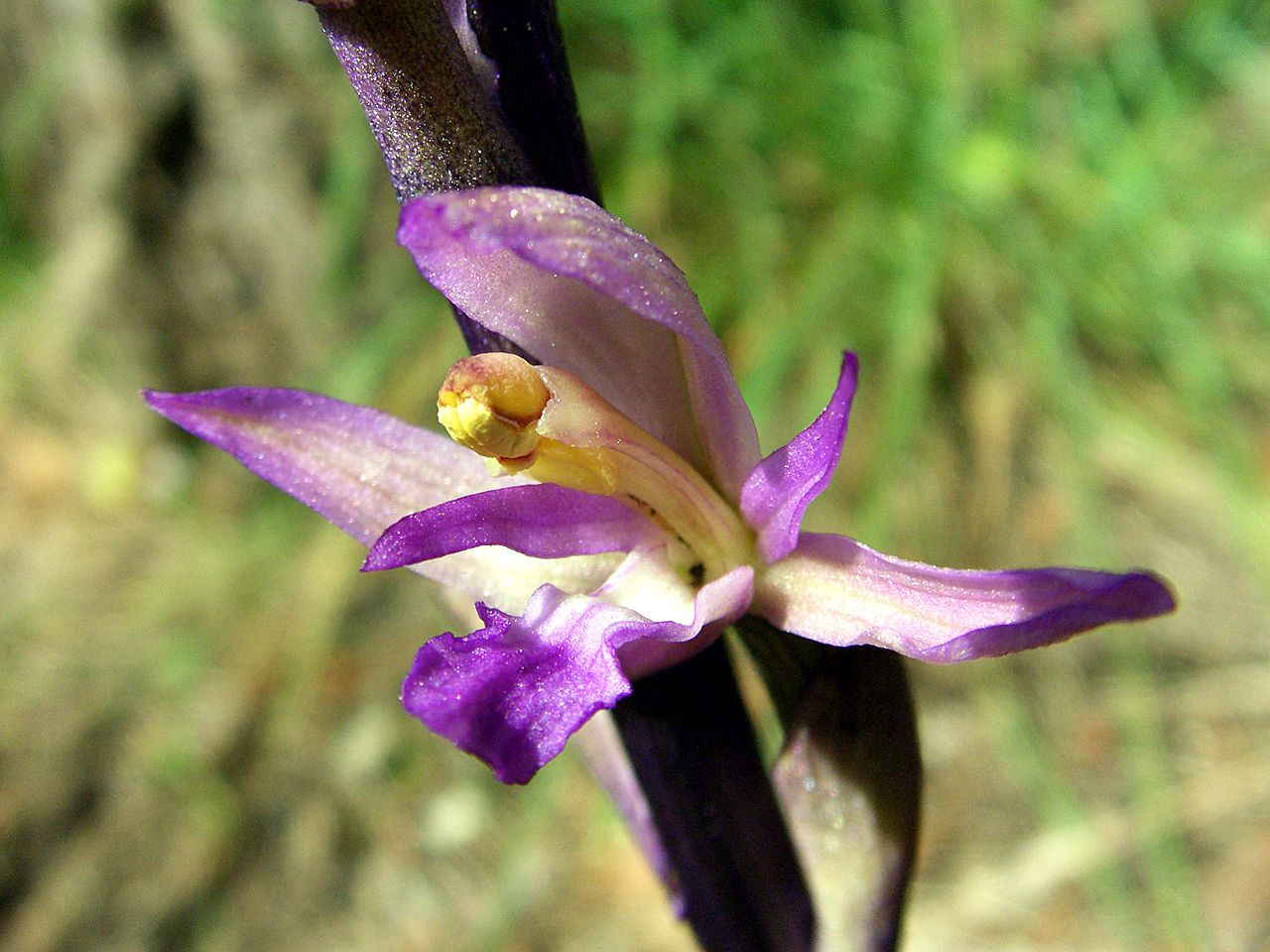
Limodorum abortivum, Cap de Formentor, Mallorca.

- Limodorum abortivum (L.) Swartz (Orquídies)
- Limodorum abortivum susbp. abortivum (Orquídies)
- Limonium auriculaeursifolium (Pourr.) Druce (= Limonium lychnidifolium (Girard) O. Kuntze, Limonium antonii-llorensii Llorens) (Plumbaginàcies)
- Limonium bianori (Sennen et Pau) Erben (Plumbaginàcies)
- Limonium cossonianum O. Kuntze (Plumbaginàcies)
- Limonium delicatulum (Girard) O. Kuntze (Plumbaginàcies)

- Limonium delicatulum subsp. biflorum (Pignatti) O. Bolòs, J. Vigo, R.M. Masalles et Ninot (= Limonium biflorum Pignatti)
- Limonium delicatulum subsp. formenterae (Llorens) O. Bolòs, J. Vigo, R.M. Masalles et Ninot (= Limonium formenterae Llorens)
- Limonium delicatulum subsp. migjornense (Llorens) O. Bolòs, J. Vigo, R.M. Masalles et Ninot (= Limonium migjornense Llorens)
- Limonium delicatulum subsp. retusum (Llorens) O. Bolòs, J. Vigo, R.M. Masalles et Ninot (= Limonium retusum Llorens)

- Limonium duriusculum (Girard) Fourr. (Plumbaginàcies)

- Limonium duriusculum subsp. companyonis (Gren. et Billot) O. Bolòs, J. Vigo, R.M. Masalles et Ninot (= Limonium companyonis Gren. et Billot) (Plumbaginàcies)

- Limonium echioides (L.) Mill. (Plumbaginàcies)
- Limonium ferulaceum (L.) Chaz. (Plumbaginàcies)
- Limonium gibertii (Senn.) Senn. (= Limonium heterospicatum Erben., Limonium bonnattii (Sennen) Erben) (Plumbaginàcies)
- Limonium girardianum (Guss.) Fourr. (Plumbaginàcies)

- Limonium girardianum subsp. balearicum (Pignatti) O. Bolòs, J. Vigo, R.M. Masalles et Ninot (= Limonium gymnesicum Erben, Limonium balearicum) (Plumbaginàcies)
- Limonium girardianum subsp. grosii (Llorens) O. Bolòs, J. Vigo, R.M. Masalles et Ninot (= Limonium grosii Llorens)
- Limonium girardianum subsp. majoricum (Pignatti) O. Bolòs, J. Vigo, R.M. Masalles et Ninot (= Limonium majoricum Pignatti)

- Limonium magallufianum Llorens (Plumbaginàcies)
- Limonium marisolis Llorens (Plumbaginàcies)
- Limonium minutum (L.) Chaz. (Plumbaginàcies)

- Limonium minutum subsp. caprariense F. Q. et Marcos (= Limonium ebusitanum F. Q.)
- Limonium minutum subsp. escarrei (Llorens et Tiébar) O. Bolòs, J. Vigo, Masalles et Ninot (= Limonium escarrei Llorens et Tiébar)

- Limonium perplexum L. Sáez & Roselló (Plumbaginàcies)
- Limonium scorpioides Erben (Plumbaginàcies)
- Limonium tamarindanum Erben (Plumbaginàcies)
- Limonium validum Erben (Plumbaginàcies)
- Limonium virgatum (Willd.) Fourr. (= Limonium oleifolium auct.) (Plumbaginàcies)

- Limonium virgatum subsp. fontqueri (Pau) O. Bolòs, J. Vigo, Masalles et Ninot (= Limonium graecum auct. bal., Limonium fontqueri Pau)
- Limonium virgatum subsp. pseudodictyocladum (Llorens) O. Bolòs, J. Vigo, Masalles et Ninot (= Limonium pseudodictyocladum Llorens)
- Limonium virgatum subsp. virgatum

- Linaria aequitriloba (Viv.) Spreng. (= Cymbalaria aequitriloba (Viv.) A. Cheval.) (Escrofulariàcies)

- Linaria aequitriloba subsp. aequitriloba
- Linaria aequitriloba subsp. fragilis (Rod. Fem.) O. Bolòs et J. Vigo (= Linaria fragilis Rod. Fem.)

- Linaria arvensis (L.) Desf. (Escrofulariàcies)

- Linaria arvensis subsp. arvensis
- Linaria arvensis subsp. micrantha (Cav.) Lange in Willk. et Lange (= Linaria micrantha Cav.)
- Linaria arvensis subsp. simplex (Willd.) Lange in Willk. et Lange (= Linaria simplex Willd.)

- Linaria chalepensis (L.) Mill. (Escrofulariàcies)
- Linaria cirrhosa (L.) Cav. (= Kickxia cirrhosa (L.) Fritsch) (Escrofulariàcies)
- Linaria commutata Bernh. ex Reichenb. (= Kickxia commutata (Bernh. ex Reichenb.) Fritsch) (Escrofulariàcies)

- Linaria commutata subsp. commutata

- Linaria cymbalaria (L.) Mill. (= Cymbalaria muralis Gaertn., B. Meyer et Schreb.) (Escrofulariàcies)

- Linaria cymbalaria subsp. cymbalaria

- Linaria elatine (L.) Mill. (= Kickxia elatine (L.) Dumort.) (Escrofulariàcies)
- Linaria lanigera Desf. (= Kickxia lanigera (Desf.) Hand.) (Escrofulariàcies)
- Linaria origanifolia (L.) Cav. (= Chaenorhinum origanifolium (L.) Kostel.) (Escrofulariàcies)

- Linaria origanifolia subsp. crassifolia (Cav.) O. Bolòs et J. Vigo (= Linaria crassifolia Cav., Chaenorrhinum rubrifolium (Robillard & Castagne ex DC.).) (Escrofulariàcies)
- Linaria origanifolia subsp. origanifolia

- Linaria pedunculata (L.) Chaz. (Escrofulariàcies)
- Linaria pelisseriana (L.) Mill. (Escrofulariàcies)
- Linaria rubrifolia Robill. et Cast. ex DC. (= Chaenorhinum rubrifolium (Robill. et Cast. ex DC.) Fourr.) (Escrofulariàcies)

- Linaria rubrifolia subsp. formenterae (Gand.) O. Bolòs et J. Vigo (= Linaria formenterae Gand.)
- Linaria rubrifolia subsp. rubrifolia (= Chaenorrhinum rubrifolium (Robillard & Castagne ex DC.) Fourr.)

- Linaria spuria (L.) Mill. (= Kickxia spuria (L.) Dumort.) (Escrofulariàcies)
- Linaria supina (L.) Chaz. (Escrofulariàcies)

- Linaria supina subsp. aeruginea (Gouan) O. Bolòs et J. Vigo (= Linaria aeruginea Gouan)

- Linaria triphylla (L.) Mill. (Escrofulariàcies)
- Linum maritimum L. (Linàcies)
- Linum strictum L. (Linàcies)

- Linum strictum subsp. corymbulosum (Reichenb.) Rouy (= Linum corymbulosum Reichenb.)
- Linum strictum subsp. strictum

- Linum trigynum L. (= Linum gallicum L.) (Linàcies)
- Linum usitatissimum L. (Linàcies)

- Linum usitatissimum subsp. angustifolium (Huds.) Thell. (= Linum bienne Mill., Linum angustifolium Huds.)
- Linum usitatissimum subsp. usitatissimum

- Lippia filiformis Schrad. (= Lippia canescens Kunth in Humb., Bonpl. et Kunth, Phyla filiformis (Schrader) Meikle) (Verbenàcies)
- Lippia nodiflora (L.) L. C. M. Richard in Michx. (Verbenàcies)
- Lithospermum apulum (L.) Vahl (= Neatostema apulum (L.) I. M. Johnston) (Boraginàcies)
- Lithospermum arvense L. (= Buglossoides arvensis (L.) I.M. Johnston) (Boraginàcies)

- Lithospermum arvense subsp. arvense

- Lithospermum officinale L. (Boraginàcies)
- Loeflingia hispanica L. (Cariofil·làcies)
- Lolium multiflorum Lam. (= Lolium italicum A. Br.) (Poàcies)
- Lolium perenne L. (Poàcies)
- Lolium rigidum Gaud. (Poàcies)
- Lolium temulentum L. (Poàcies)
- Lonicera implexa Ait. (Caprifoliàcies)

- Lonicera implexa subsp. implexa

- Lonicera japonica Thunb. in Murray (Caprifoliàcies)
- Lonicera periclymenum L. (Caprifoliàcies)
- Lonicera pyrenaica L. (Caprifoliàcies)
- Lotus angustissimus L. (Fabàcies)

- Lotus angustissimus subsp. angustissimus

- Lotus corniculatus L. (Fabàcies)

- Lotus corniculatus subsp. corniculatus
- Lotus corniculatus subsp. preslii (Ten.) P. Fourn. (= Lotus decumbens auct. med. occ., non Poiret, Lotus preslii Ten.)
- Lotus corniculatus subsp. tenuifolius (L.) P. Fourn. (= Lotus tenuifolius L., Lotus glaber Mill.)

- Lotus creticus L. (Fabàcies)

- Lotus creticus subsp. cytisoides (L.) Arcang. (= Lotus cytisoides L., Lotus creticus auct., non L.)

- Lotus edulis L. (Fabàcies)
- Lotus halophilus Boiss. et Spruner in Boiss. (= Lotus pusillus Viv., non Medic) (Fabàcies)
- Lotus ornithopodioides L. (Fabàcies)
- Lotus parviflorus Desf. (Fabàcies)
- Lotus tetraphyllus Murray in L. (Fabàcies)
- Lupinus micranthus Guss. (= Lupinus hirsutus auct.) (Fabàcies)
- Lycium afrum L. (Solanàcies)
- Lycium barbarum L. (= Lippia vulgare Dunal) (Solanàcies)
- Lycium chinense Mill. (Solanàcies)
- Lycium europaeum L. (Solanàcies)
- Lycium intricatum Boiss. (Solanàcies)
- Lygeum spartum L. (Poàcies)
- Lysimachia minoricensis Rod. Fem. (Primulàcies)
- Lythrum borysthenicum (Schrank) Litv. (= Peplis borysthenica (Schrank) Bess., Lythrum nummulariifolium Loisel. in Desv.) (Litràcies)
- Lythrum hyssopifolia L. (Litràcies)
- Lythrum junceum Banks et Sol. in Russell (= Lythrum graefferi Ten., Lythrum meonanthum Link ex Koehne) (Litràcies)

## M
| Índex: A B C D E F G H I J K L M N O P Q R S T U V W X Y Z — Especials Inici — vegeu també — enllaços externs |

- Magydaris pastinacea (Lam.) Paol. in Fiori et Paol. (= Magydaris tomentosa Koch in DC., Magydaris panacifolia (Vahl) Lange) (Apiàcies)
- Malcolmia maritima (L.) R. Br. in Ait. (Brassicàcies)

- Malcolmia maritima subsp. maritima

- Malcolmia ramosissima (Desf.) Thell. (= Malcolmia parviflora DC., Malcolmia arenaria auct.) (Brassicàcies)
- Malva nicaeensis All. (Malvàcies)
- Malva parviflora L. (Malvàcies)
- Malva sylvestris L. (Malvàcies)
- Mantisalca duriaei (Spach) Briq. et Cavill. (= Microlonchus valdemorensis Cut.) (Asteràcies)
- Mantisalca salmantica (L.) Briq. et Cavill. (= Centaurea salmantica L., Microlonchus salmanticus (L.) DC.) (Asteràcies)
- Maresia nana (DC.) Batt. in Batt. et Trab. (= Malcolmia nana (DC.) Boiss., Malcolmia binervis Boiss.) (Brassicàcies)
- Marrubium vulgare L. (Lamiàcies)
- Marsilea strigosa Willd. (= Marsilea pubescens Ten.) (Marsileàcies)
- Matthiola fruticulosa (L.) Maire in Jah. et Maire (Brassicàcies)

- Matthiola fruticulosa subsp. fruticulosa

- Matthiola incana (L.) R. Br. (Brassicàcies)

- Matthiola incana subsp. incana

- Matthiola parviflora (Schousb.) R. Br. (Brassicàcies)
- Matthiola sinuata (L.) R. Br. (Brassicàcies)

- Matthiola sinuata subsp. sinuata

- Matthiola tricuspidata (L.) R. Br. (Brassicàcies)
- Medicago arabica (L.) Huds. (= Medicago maculata Willd.) (Fabàcies)
- Medicago arborea L. (Fabàcies)

- Medicago arborea subsp. arborea
- Medicago arborea subsp. citrina (F. Q.) O. Bolòs et J. Vigo (= Medicago citrina F. Q.)

- Medicago doliata Carmign. (= Medicago turbinata Willd., Cad. et auct.. pl. non (L.) All., Medicago aculeata Fl. Eur., an Gaertn.?) (Fabàcies)
- Medicago intertexta (L.) Mill. (Fabàcies)

- Medicago intertexta subsp. ciliaris (L.) Ponert (= Medicago ciliaris (L.) Krock., Medicago ciliaris L.)

- Medicago littoralis Rhode ex Loisel. (Fabàcies)
- Medicago lupulina L. (Fabàcies)
- Medicago marina L. (Fabàcies)
- Medicago minima (L.) L. (Fabàcies)
- Medicago murex Willd. (Fabàcies)
- Medicago orbicularis (L.) Bartal. (Fabàcies)
- Medicago polymorpha L. (= Medicago nigra (L.) Krock., Medicago hispida Gaertn) (Fabàcies)

- Medicago polymorpha subsp. microcarpa (Urb.) O. Bolòs, J. Vigo, Masalles et Ninot (= Medicago polycarpa Willd. ex Schlecht., Medicago hispida. polymorpha (L.) Rouy) (Fabàcies)
- Medicago polymorpha subsp. polymorpha (= Medicago lappacea Desr.)

- Medicago praecox DC. (Fabàcies)
- Medicago rigidula (L.) All. (Fabàcies)
- Medicago sativa L. (Fabàcies)

- Medicago sativa subsp. falcata (L.) Arcang. (= Medicago falcata L.)
- Medicago sativa subsp. sativa
- Medicago sativa subsp. x varia (Martyn) Arcang. (= Medicago falcata L. var. cyclocarpa (Hy.) Cad., Medicago x varia Martyn)

- Medicago scutellata (L.) Mill. (Fabàcies)
- Medicago secundiflora Durieu in Duchartre (Fabàcies)
- Medicago truncatula Gaertn. (= Medicago tribuloides Desr.) (Fabàcies)
- Medicago tuberculata (Retz.) Willd. (= Medicago turbinata (L.) All.) (Fabàcies)
- Melampyrum nemorosum L. (Escrofulariàcies)

- Melampyrum nemorosum subsp. catalaunicum (Freyn) Beauv. (= Melampyrum catalaunicum Freyn)

- Melica amethystina Pourr. (= Melica bauhinii All.) (Poàcies)
- Melica ciliata L. (Poàcies)

- Melica ciliata subsp. magnolii (Gren. et Godr.) K. Richt.

- Melica minuta L. (Poàcies)

- Melica minuta subsp. major (Parl.) Trab. (= Melica arrecta G. Kunze)
- Melica minuta subsp. minuta

- Melilotus elegans Ser. in DC. (Fabàcies)
- Melilotus indicus (L.) All. (= Melilotus parviflora Desf.) (Fabàcies)
- Melilotus infestus Guss. (Fabàcies)
- Melilotus italicus (L.) Lam. (Fabàcies)
- Melilotus segetalis (Brot.) Ser. in DC. (Fabàcies)
- Melilotus siculus (Turra.) B. D. Jacks. (= Melilotus messanensis (L.) All.) (Fabàcies)
- Melilotus sulcatus Desf. (Fabàcies)
- Melissa officinalis L. (Lamiàcies)

- Melissa officinalis subsp. officinalis

- Mentha aquatica L. (Lamiàcies)
- Mentha arvensis L. (Lamiàcies)

- Mentha arvensis subsp. arvensis

- Mentha pulegium L. (Lamiàcies)
- Mentha spicata L. (= Mentha viridis L.) (Lamiàcies)
- Mentha suaveolens Ehrh. (= Mentha rotundifolia auct.) (Lamiàcies)
- Mercurialis annua L. (Euforbiàcies)

- Mercurialis annua subsp. annua
- Mercurialis annua subsp. huetii (Hanry) Lange in Willk. et Lange (= Mercurialis huetii Hanry)

- Mercurialis tomentosa L. (Euforbiàcies)
- Merendera filifolia Camb. (Liliàcies)
- Mesembryanthemum crystallinum L. (= Gasoul crystallinum (L.) Rothm., Cryophytum crystallinum (L.) N. E. Br.) (aïzoàcies )
- Mesembryanthemum nodiflorum L (= Gasoul nodiflorum (L.) Rothm.) (aïzoàcies )
- Micropus discolor Pers. (= Bombycilaena discolor (Pers.) Laínz) (Asteràcies)
- Micropus supinus L. (Asteràcies)
- Minuartia geniculata (Poiret) Thell. (= Minuartia procumbens (Vahl) Asch. et Graebn, Rhodalsine geniculata (Poiret) F. N. Williams) (Cariofil·làcies)
- Minuartia hybrida (Vill.) Schischkin in Komarov (= Minuartia tenuifolia (L.) Hiern) (Cariofil·làcies)

- Minuartia hybrida subsp. hybrida
- Minuartia hybrida subsp. mediterranea (Ledeb. in Link) O. Bolòs et J. Vigo (= Minuartia mediterranea Ledeb. in Link)

- Mirabilis jalapa L. (Nictaginàcies)
- Moehringia pentandra Gay (= Moehringia trinervia subsp. pentandra (Gay) Nyman)
- Monotropa hypopitys L. (Ericàcies)
- Moricandia arvensis (L.) DC. (Brassicàcies)

- Moricandia arvensis subsp. arvensis

- Muscari comosum (L.) Mill. (Liliàcies)
- Muscari neglectum Guss. ex Ten. (= Muscari racemosum auct., Muscari atlanticum Boiss. et Reut.) (Liliàcies)
- Muscari parviflorum Desf. (Liliàcies)
- Myosotis arvensis (L.) Hill. (Boraginàcies)

- Myosotis arvensis subsp. arvensis

- Myosurus minimus L. (= Myosurus sessilis S. Watson, Myosurus heldreichii Léveillé) (Ranunculàcies)

- Myosurus minimus subsp. minimus

- Myriophyllum spicatum L. (Haloragàcies)
- Myriophyllum verticillatum L. (Haloragàcies)
- Myrtus communis L. (Mirtàcies)

## N
| Índex: A B C D E F G H I J K L M N O P Q R S T U V W X Y Z — Especials Inici — vegeu també — enllaços externs |

- Najas marina L. (Hidrocaritàcies)
- Narcissus elegans (Haw.) Spach (Amaril·lidàcies)
- Narcissus serotinus L. (Amaril·lidàcies)
- Narcissus tazetta L. (Amaril·lidàcies)

- Narcissus tazetta subsp. tazetta

- Naufraga balearica Constance et Cannon (Apiàcies)
- Neotinea maculata (Desf.) Stearn (= Neotinea intacta (Link) Reichenb. f.) (Orquídies)
- Neottia nidus-avis (L.) L. C. M. Richard (Orquídies)
- Nepeta cataria L. (Lamiàcies)
- Nerium oleander L. (Apocinàcies)
- Neslia paniculata (L.) Desv. (Brassicàcies)

- Neslia paniculata subsp. thracica (Velen.) Bornm. (= Neslia apiculata Fisch., C. A. Meyer et Avé-Lall., Neslia thracica Velen.)

- Nicotiana glauca R. C. Graham (Solanàcies)
- Nigella damascena L. (Ranunculàcies)
- Nigella gallica Jord. (Ranunculàcies)
- Nonea vesicaria (L.) Reichenb. (Boraginàcies)
- Nothoscordum borbonicum Kunth (= Nothoscordum gracile (Ait.) Stearn, Nothoscordum inodorum (Ait.) Nicholson) (Liliàcies)
- Nymphaea alba L. (Nimfeàcies)

## O
| Índex: A B C D E F G H I J K L M N O P Q R S T U V W X Y Z — Especials Inici — vegeu també — enllaços externs |

- Oenanthe globulosa L. (Apiàcies)
- Oenanthe lachenalii C.C. Gmel. (Apiàcies)
- Oenothera rosea L'Hér. ex Ait. (Onagràcies)
- Olea europaea L. (Oleàcies)
- Ononis minutissima L. (Fabàcies)
- Ononis mitissima L. (Fabàcies)
- Ononis natrix L. (Fabàcies)

- Ononis natrix subsp. crispa (L.) F. Q. et Marcos (= Ononis crispa L.)
- Ononis natrix subsp. hispanica (L. f.) Cout. (= Ononis hispanica L. f.)
- Ononis natrix subsp. ramosissima (Desf.) Batt. et Trab. (= Ononis ramosissima Desf.)

- Ononis ornithopodioides L. (Fabàcies)
- Ononis pubescens L. (Fabàcies)
- Ononis pusilla L. (= Ononis columnae All., Ononis capitata Cav.) (Fabàcies)
- Ononis reclinata L. (Fabàcies)
- Ononis spinosa L. (= Ononis campestris Koch, Ononis vulgaris Rouy) (Fabàcies)

- Ononis spinosa subsp. antiquorum (L.) Arcang. (= Ononis antiquorum L., Ononis antiquorum L. subsp. pungens (Pomel) Nègre)
- Ononis spinosa subsp. australis (Wallr.) Briq. (= Ononis repens L., Ononis procurrens Wallr.)
- Ononis spinosa subsp. spinosa

- Ononis viscosa L. (Fabàcies)

- Ononis viscosa subsp. breviflora (DC.) Nyman (= Ononis breviflora DC.)

- Onopordum illyricum L. (Asteràcies)

- Onopordum illyricum subsp. illyricum

- Onopordum macracanthum Schousb. (Asteràcies)
- Ophioglossum lusitanicum L. (Ofioglossàcies)
- Ophrys apifera Huds. (Orquídies)

- Ophrys apifera subsp. apifera

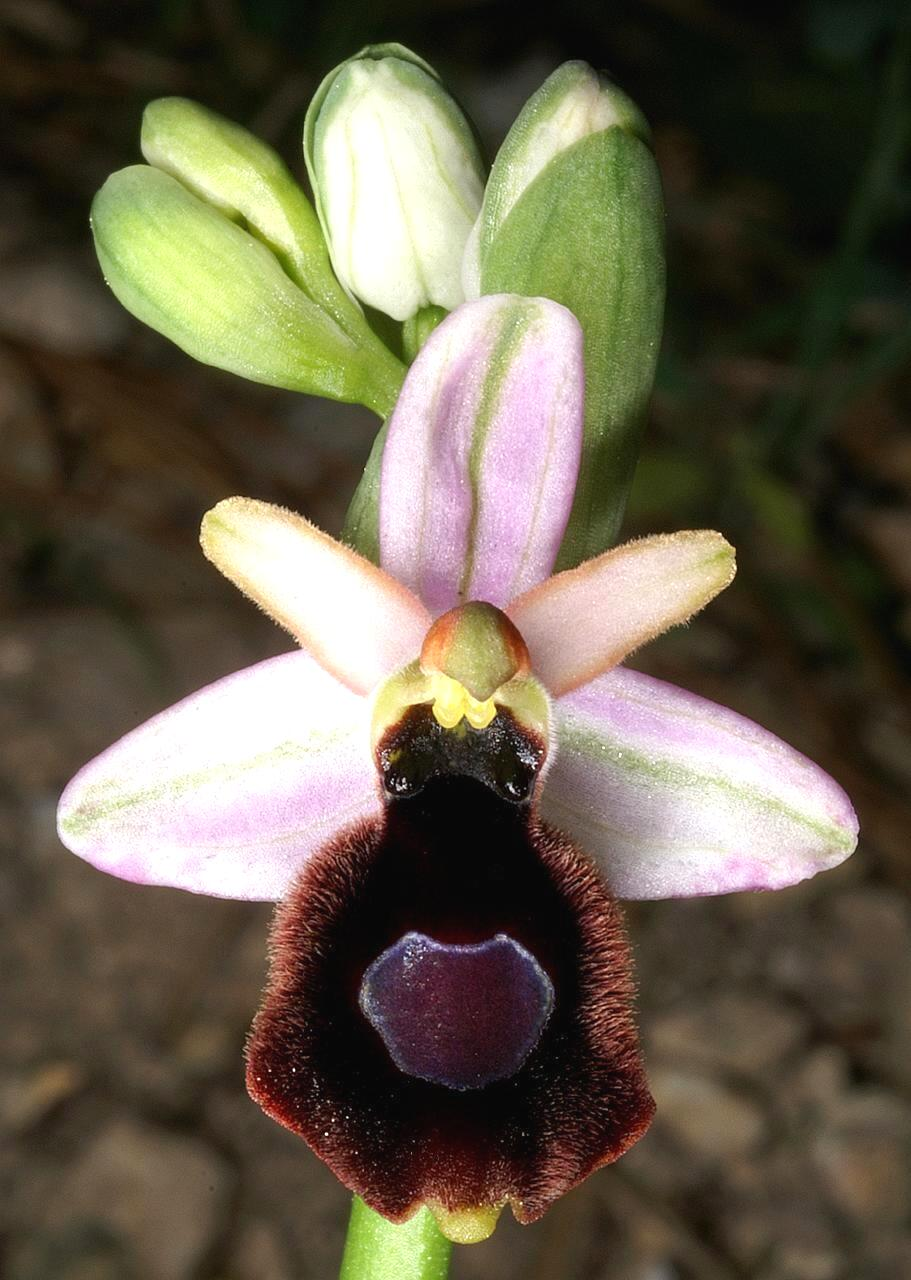
Ophrys bertolonii a Felanitx, Mallorca.

- Ophrys bertolonii Moretii (Orquídies)

- Ophrys bertolonii subsp. bertoloniiformis (O. et E. Danesch) Sunderm.

- Ophrys bombyliflora Link (Orquídies)
- Ophrys fusca Link (= Ophrys arnoldii P. Delforge) (Orquídies)

- Ophrys fusca subsp. fusca
- Ophrys fusca subsp. iricolor (Desf.) O. Schwarz

- Ophrys holosericea (Burm. f.) (= Ophrys arachnites (L.) Reichard, Ophrys fuciflora (F.W. Schmidt) Moench) (Orquídies)
- Ophrys lutea Cav. (Orquídies)

- Ophrys lutea subsp. lutea

- Ophrys speculum Link (Orquídies)
- Ophrys sphegodes Mill. (= Ophrys aranifera Huds.) (Orquídies)

- Ophrys sphegodes subsp. atrata (Lindl.) E. Mayer

- Ophrys tenthredinifera Willd. (Orquídies)

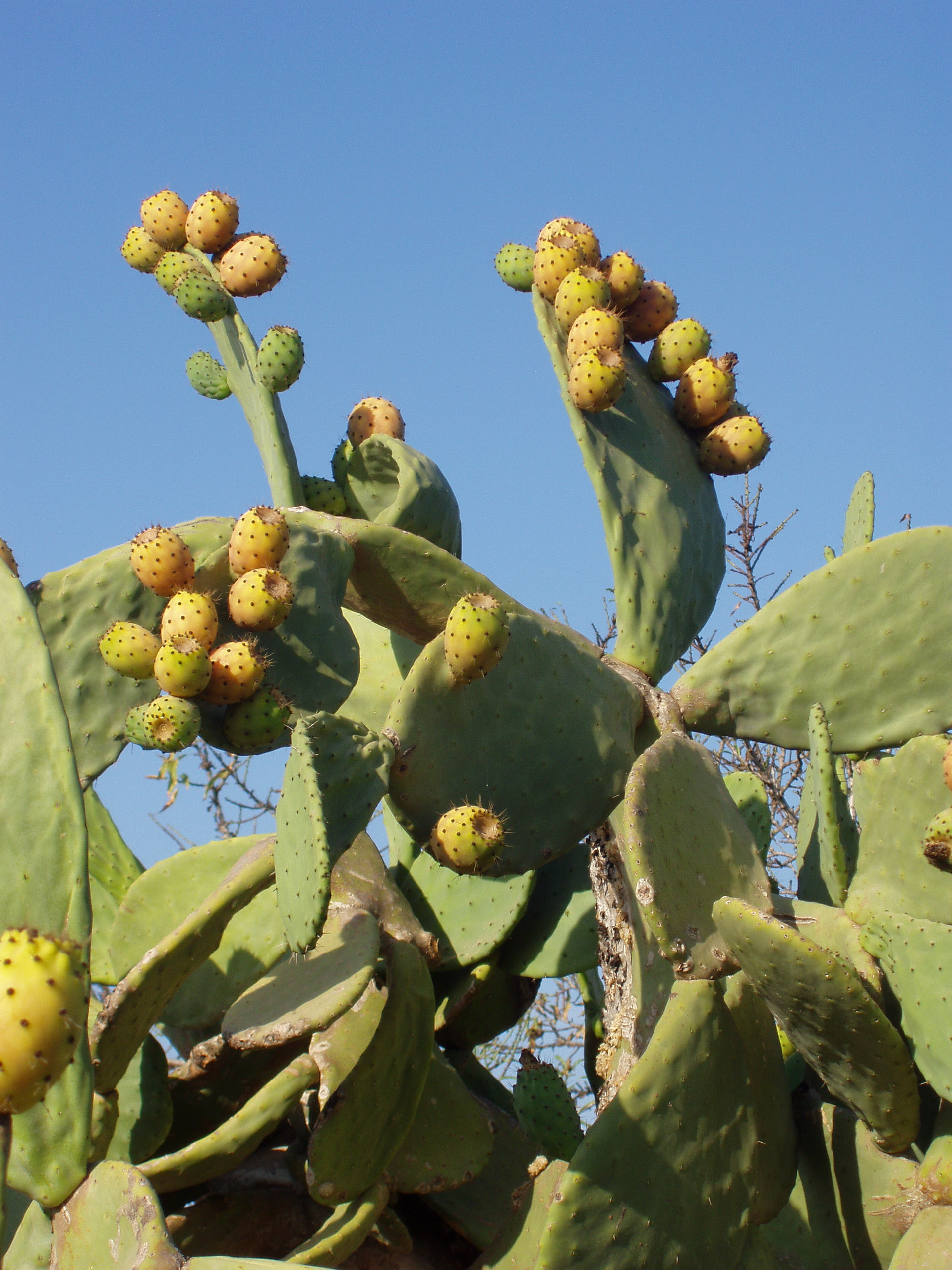
Exemplar de figuera de moro a Formentera.

- Opuntia maxima Miller (= Opuntia ficus-indica, Opuntia ficus-barbarica A. Berger) (Cactàcies)
- Orchis collina Solander (= Orchis saccata Ten.) (Orquídies)
- Orchis coriophora L. (Orquídies)

- Orchis coriophora subsp. fragrans (Pollini) Sudre

- Orchis italica Poiret (= Orchis longicruris Link) (Orquídies)
- Orchis laxiflora Lam. (Orquídies)

- Orchis laxiflora subsp. palustris (Jacq.) Bonnier et Layens

- Orchis longicornu Poiret (Orquídies)
- Orchis mascula (L.) L. (Orquídies)

- Orchis mascula subsp. mascula
- Orchis mascula subsp. olbiensis (Reut. ex Gren.) Asch. et Graebn.

- Orchis morio L. (Orquídies)
- Orchis papilionacea L. (Orquídies)
- Orchis patens Desf. (= Orchis brevicornis Viv.) (Orquídies)
- Orchis sulphurea Link (= Dactylorhiza sulphurea (Link) Franco) (Orquídies)
- Orchis tridentata Scop. (Orquídies)

- Orchis tridentata subsp. lactea (Poiret) Rouy

- Origanum virens Hoffms. et Link (= Origanum vulgare L. subsp. virens (Hoffms. et Link) Bonnier et Layens)
- Orlaya daucoides (L.)Greuter (= Orlaya platycarpos auct., Orlaya kochii Heyw.) (Apiàcies)
- Ornithogalum arabicum L. (Liliàcies)
- Ornithogalum narbonense L. (Liliàcies)
- Ornithogalum ortophyllum Ten. (= Ornithogalum tenuifolium auct.) (Liliàcies)

- Ornithogalum ortophyllum subsp. baeticum (Boiss.) Zahar.

- Ornithogalum umbellatum L. (= Ornithogalum divergens Boreau, Ornithogalum paterfamilias Godr.) (Liliàcies)
- Ornithopus compressus L. (Fabàcies)
- Ornithopus pinnatus (Mill.) Druce (= Ornithopus ebracteatus Brot.) (Fabàcies)
- Orobanche artemisiae-campestris Gaud (= Orobanche loricata Reichenb.) (Orobancàcies)

- Orobanche artemisiae-campestris subsp. picridis (F. W. Schultz) O. Bolòs, J. Vigo, Masalles et Ninot (= Orobanche picridis F. W. Schultz)

- Orobanche crenata Forsk. (Orobancàcies)
- Orobanche crinita Viv. (= Orobanche sanguinea C. Presl in J. & C. Presl var. crinita (Viviani) Gamisans) (Orobancàcies)
- Orobanche foetida Poiret (Orobancàcies)
- Orobanche gracilis Sm. (= Orobanche cruenta Bertol.) (Orobancàcies)
- Orobanche hederae Duby (Orobancàcies)
- Orobanche latisquama (F. W. Schultz) Batt. in Batt. et Trab. (Orobancàcies)
- Orobanche minor Sm. in Sowerby (Orobancàcies)
- Orobanche ramosa L. (= Phelipaea ramosa (L.) C. A. Meyer) (Orobancàcies)
- Oryzopsis coerulescens (Desf.) Hackel (= Piptatherum coerulescens (Desf.) Beauv.) (Poàcies)
- Oryzopsis miliacea (L.) Asch. et Graebn. (= Piptatherum miliaceum (L.) Coss., Piptatherum multiflorum (Cav.) Beauv.) (Poàcies)

- Oryzopsis miliacea subsp. miliacea
- Oryzopsis miliacea subsp. thomasii (Duby) K. Richt. (= Piptatherum miliaceum (L.) Cosson subsp. thomasii (Duby) Freitag)

- Osyris alba L. (Santalàcies)
- Osyris quadripartita Salzm. ex Decaisne (= Osyris lanceolata Steudel et Hochst. ex DC.) (Santalàcies)
- Otanthus maritimus (L.) Hoffms. et Link (= Diotis maritima (L.) Desf. ex Cass.) (Asteràcies)
- Oxalis corniculata L. (Oxalidàcies)

- Oxalis corniculata subsp. corniculata
- Oxalis corniculata subsp. stricta (L.) Briq. (= Oxalis navieri Jord., Oxalis corniculata var. dillenii (Jacq.) Fiori)

- Oxalis pes-caprae L. (= Oxalis cernua Thunb.) (Oxalidàcies)

## P
| Índex: A B C D E F G H I J K L M N O P Q R S T U V W X Y Z — Especials Inici — vegeu també — enllaços externs |

- Paeonia mascula (L.) Mill. (= Paeonia corallina Retz.) (Peoniàcies)

- Paeonia mascula subsp. cambessedesii (Willk.) O. Bolòs et J. Vigo (= Paeonia cambessedesii Willk.)

- Pallenis spinosa (L.) Cass. (Asteràcies)

- Pallenis spinosa subsp. spinosa (= Asteriscus spinosus (L.) Schultz Bip)

- Pancratium maritimum L. (Amaril·lidàcies)
- Panicum miliaceum L. (Poàcies)
- Panicum repens L. (Poàcies)
- Papaver argemone L. (Papaveràcies)
- Papaver dubium L. (Papaveràcies)

- Papaver dubium subsp. dubium
- Papaver dubium subsp. lecoqii (Lamotte) Syme (= Papaver lecoqii Lamotte)

- Papaver hybridum L. (= Papaver hispidum Lam.) (Papaveràcies)
- Papaver pinnatifidum Moris (Papaveràcies)

- Papaver rhoeas L. (Papaveràcies)

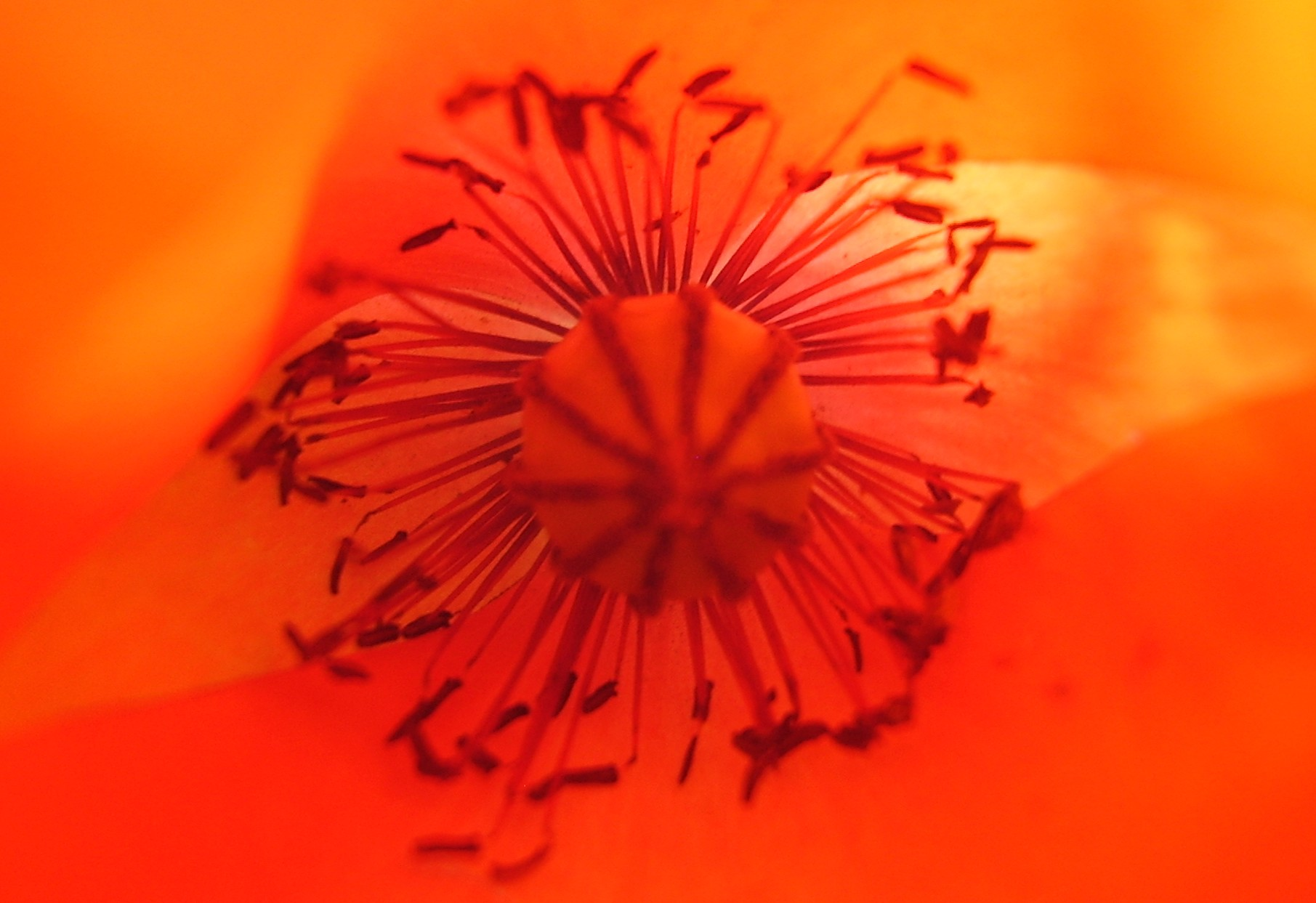
Rosella, detall, La Casa Blanca, Mallorca.

- Papaver somniferum L. (Papaveràcies)

- Papaver somniferum subsp. setigerum (DC.) Arcang. (= Papaver setigerum DC.)
- Papaver somniferum subsp. somniferum

- Parapholis filiformis (Roth) C.E. Hubbard (= Pholiurus filiformis (Roth) Schinz et Thell., Lepturus filiformis (Roth) Trin.) (Poàcies)
- Parapholis incurva (L.) C.E. Hubbard (= Pholiurus incurvus (L.) Schinz et Thell., Lepturus incurvatus Trin.) (Poàcies)
- Parapholis marginata Runemark (Poàcies)
- Parapholis pycnantha (Hackel) C.E. Hubbard (Poàcies)
- Parentucellia latifolia (L.) Caruel in Parl. (orobancàcies)
- Parentucellia viscosa (L.) Caruel (orobancàcies)
- Parietaria lusitanica L. (Urticàcies)
- Parietaria mauritanica Durieu (Urticàcies)
- Parietaria officinalis L. (Urticàcies)

- Parietaria officinalis subsp. judaica (L.) Béguinot (= Parietaris judaica L., Parietaria punctata Willd.)

- Paronychia argentea Lam. (Cariofil·làcies)
- Paronychia capitata (L.) Lam. (= Paronychia nivea DC.) (Cariofil·làcies)

- Paronychia capitata subsp. capitata

- Paronychia echinulata Chater (= Paronychia echinata auct.) (Cariofil·làcies)
- Paspalum distichum L. (= Paspalum paspaloides (Michx.) Scribner) (Poàcies)
- Paspalum vaginatum Swartz (= Paspalum distichum L.) (Poàcies)
- Pastinaca lucida L. (Apiàcies)
- Pastinaca sativa L. (Apiàcies)

- Pastinaca sativa subsp. sativa

- Pennisetum villosum R. Br. ex Fresen (Poàcies)
- Petasites pyrenaicus (L.) G. lópez (= Petasites fragans (Vill.) C. Presl) (Asteràcies)
- Petrorhagia prolifera (L.) P. W. Ball et Heyw. (= Kohlrauschia prolifera) (Cariofil·làcies)

- Petrorhagia prolifera subsp. nanteuilii (Burnat) O. Bolòs et J. Vigo (= Petrorhagia nanteuilii Burnat, Kohlrauschia nanteuilii (Burnat) P.W. Ball &) (Cariofil·làcies)
- Petrorhagia prolifera subsp. prolifera
- Petrorhagia prolifera subsp. velutina (Guss.) O. Bolòs et J. Vigo (= Petrorhagia dubia (Rafin.) G. López et Romo, Petrorhagia velutina Guss.)

- Petroselinum crispum (Mill.) Hill (= Petroselinum sativum Hoffm., Petroselinum hortense auct.) (Apiàcies)
- Phagnalon rupestre (L.) DC. (Asteràcies)
- Phagnalon saxatile (L.) Cass. (Asteràcies)
- Phagnalon sordidum (L.) Reichenb. (Asteràcies)
- Phalaris aquatica L. (= Phalaris nodosa L., Phalaris tuberosa L.) (Poàcies)
- Phalaris canariensis L. (Poàcies)

- Phalaris canariensis subsp. brachystachys (Link in Schrad.) Posp.
- Phalaris canariensis subsp. canariensis

- Phalaris coerulescens Desf. (Poàcies)
- Phalaris minor Retz. (Poàcies)
- Phalaris paradoxa L. (Poàcies)
- Phillyrea angustifolia L. (Oleàcies)
- Phillyrea latifolia L. (= Phillyrea media L., Phyllirea rodriguezii (P. Monts)O. Bolòs et Vigo) (Oleàcies)

- Phillyrea latifolia subsp. latifolia
- Phillyrea latifolia subsp. media (L.) P. Fourn. (= Phillyrea media L.)

- Phleum arenarium L. (Poàcies)
- Phlomis italica L. (Lamiàcies)
- Phragmites australis (Cav.) Steudel (= Phragmites communis Trin., Arundo phragmites L.) (Poàcies)

- Phragmites australis subsp. australis
- Phragmites australis subsp. chrysanthus (Mabille) Kerguélen (= Phragmites australis (Cav.) Steudel subsp. altissimus (Benth.) W. D., Phragmites communis. isiacus auct. catal.) (Poàcies)

- Phyllitis sagittata (DC.) Guinea et Heyw. (= Asplenium sagittatum (DC.) Bange, Phyllitis hemionitis auct.) (Polipodiàcies)
- Phyllitis scolopendrium (L.) Newm. (= Asplenium scolopendrium L., Scolopendrium officinale Sm.) (Polipodiàcies)
- Phytolacca americana L. (= Phytolacca decandra L.) (Fitolacàcies)
- Picris echioides L. (= Helminthia echioides (L.) Gaertn.) (Asteràcies)
- Pimpinella bicknellii Briq. (= Spiroceratium bicknellii (Briq.) H. Wolff., Adarianta bicknellii (Briq.) Knoche) (Apiàcies)
- Pimpinella lutea Desf. (Apiàcies)
- Pimpinella tragium Vill. (Apiàcies)
- Pinus halepensis Mill. (Pinàcies)

- Pinus halepensis subsp. halepensis
- Pinus halepensis subsp. var. ceciliae (A. et L. LLorens) L. LLorens (= Pinus ceciliae A. et L. Llorens)

- Pinus pinea L. (Pinàcies)

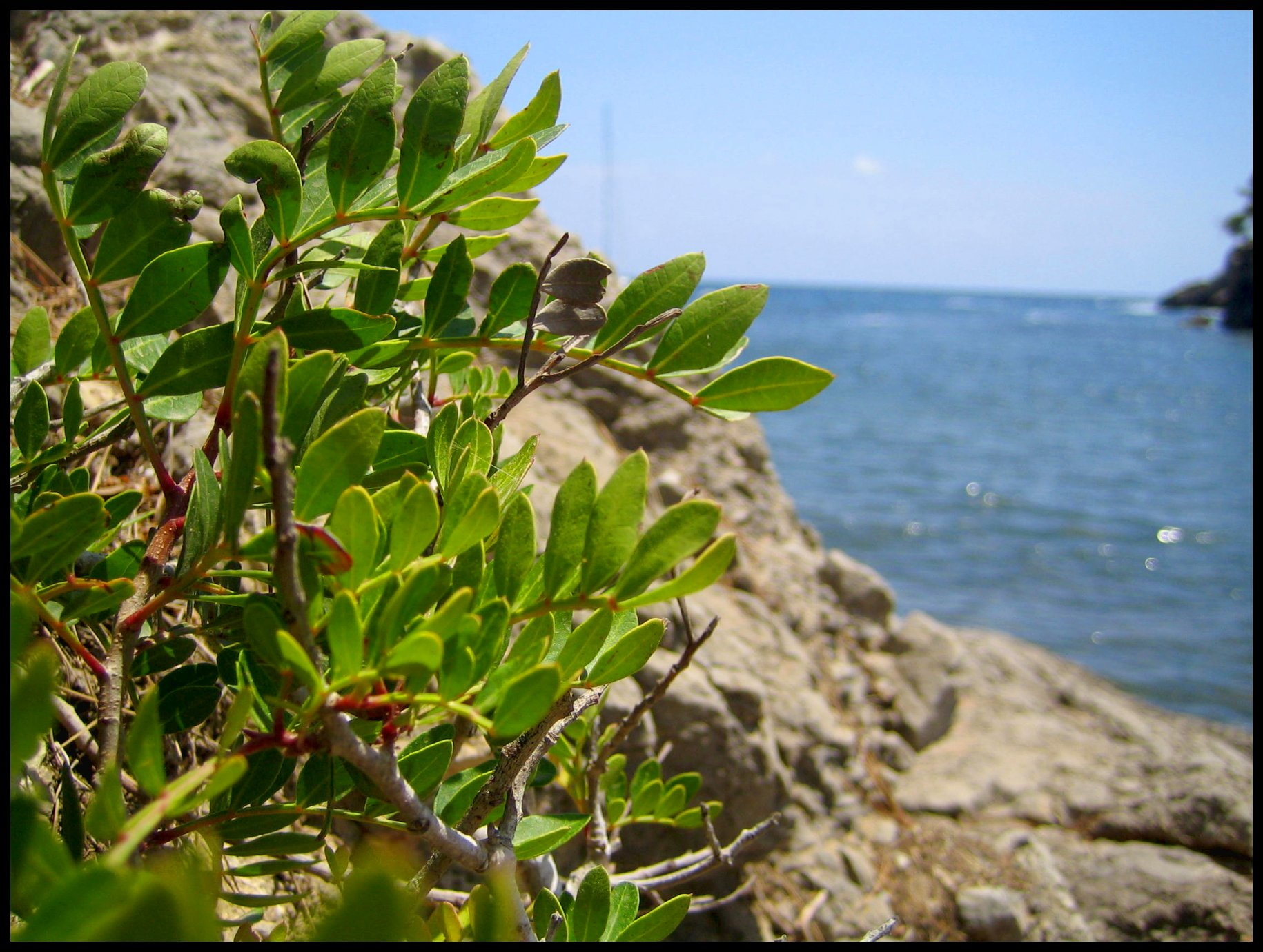
Mata prop de la mar a Eivissa.

- Pistacia lentiscus L. (Anacardiàcies)
- Pistacia terebinthus L. (Anacardiàcies)
- Pisum sativum L. (Fabàcies)

- Pisum sativum subsp. elatius (Bieb.) Asch. et Graebn. (= Pisum elatius Bieb.)
- Pisum sativum subsp. sativum

- Plantago afra L. (= Plantago psyllium L.) (Plantaginàcies)
- Plantago albicans L. (Plantaginàcies)
- Plantago bellardii All. (Plantaginàcies)

- Plantago bellardii subsp. bellardii

- Plantago coronopus L. (Plantaginàcies)

- Plantago coronopus subsp. coronopus
- Plantago coronopus subsp. macrorhiza (Poiret) Arcang. (= Plantago macrorhiza Poiret)

- Plantago crassifolia Forsk. (Plantaginàcies)
- Plantago lagopus L. (Plantaginàcies)
- Plantago lanceolata L. (Plantaginàcies)
- Plantago major L. (Plantaginàcies)

- Plantago major subsp. major

- Platanthera bifolia (L.) L. C. M. Richard (= Orchis bifolia L.) (Orquídies)
- Platanus x hispanica Mill. ex Münchh. (= Platanus x hybrida Brot., Platanus accidentalis x orientalis) (Platanàcies)
- Platycapnos spicata (L.) Bernh. (Papaveràcies)

- Platycapnos spicata subsp. spicata

- Poa annua L. (Poàcies)

- Poa annua subsp. annua
- Poa annua subsp. exilis (Tommasini) Murb. (= Poa infirma Kunth)

- Poa bulbosa L. (Poàcies)
- Poa flaccidula Boiss. et Reut. (= Poa balearica Porta) (Poàcies)
- Poa pratensis L. (Poàcies)

- Poa pratensis subsp. angustifolia (L.) Gaud. (= Poa angustifolia L.)

- Poa trivialis L. (Poàcies)

- Poa trivialis subsp. sylvicola (Guss.) H. Lindb. f.
- Poa trivialis subsp. trivialis

- Polycarpon polycarpoides (Biv.) Jah. et Maire (Cariofil·làcies)

- Polycarpon polycarpoides subsp. catalaunicum O. Bolòs et J. Vigo (= Polycarpon peploides sensu Cad. Gautier, Maire)

- Polycarpon tetraphyllum (L.) L. (Cariofil·làcies)
- Polygala monspeliaca L. (Poligalàcies)
- Polygala rupestris Pourr. (Poligalàcies)

- Polygala rupestris subsp. rupestris

- Polygonum aviculare L. (Poligonàcies)

- Polygonum aviculare subsp. aviculare (= Polygonum heterophyllum Lindm.)
- Polygonum aviculare subsp. bellardii (All.) O. Bolòs et J. Vigo (= Polygonum patulum auct., Polygonum bellardii All.)
- Polygonum aviculare subsp. rurivagum (Jord. ex Boreau) Berher (= Polygonum rurivagum Jord. ex Boreau)

- Polygonum convolvulus L. (= Fallopia convolvulus (L.) A. Löve, Bilderdykia convolvulus (L.) Dumort.) (Poligonàcies)
- Polygonum maritimum L. (Poligonàcies)
- Polygonum persicaria L. (Poligonàcies)
- Polygonum romanum Jacq. (Poligonàcies)
- Polygonum salicifolium Brouss. ex Willd. (= Polygonum serrulatum Lag.) (Poligonàcies)
- Polypodium vulgare L. (Polipodiàcies)

- Polypodium vulgare subsp. serrulatum Arcang. (= Polypodium cambricum L., Polypodium australe Fée)
- Polypogon maritimus subsp. maritimus
- Polypogon maritimus subsp. subspathaceus (Req.) Bonnier et Layens

- Polypogon monspeliensis (L.) Desf. (Poàcies)
- Polypogon viridis (Gouan) Breistr. (= Agrostis semiverticilla (Forsk.) C. Chr., Agrostis verticillata Vill.) (Poàcies)
- Polystichum setiferum (Forsk.) Woynar (= Aspidium aculeatum auct.) (Polipodiàcies)
- Populus alba L. (Salicàcies)
- Portulaca oleracea L. (Portulacàcies)
- Posidonia oceanica (L.) Delile (Posidoniàcies)
- Potamogeton coloratus Hornem. (= Potamogeton siculus Tineo ex Guss.) (Potamogetonàcies)
- Potamogeton crispus L. (Potamogetonàcies)
- Potamogeton lucens L. (Potamogetonàcies)
- Potamogeton nodosus Poiret in Lam. (= Potamogeton fluitans Rothm. p.p.) (Potamogetonàcies)
- Potamogeton pectinatus L. (Potamogetonàcies)
- Potamogeton pusillus L. (= Potamogeton panormitanus Biv.) (Potamogetonàcies)
- Potentilla caulescens L. (Rosàcies)
- Potentilla reptans L. (Rosàcies)
- Prasium majus L. (Lamiàcies)
- Primula acaulis (L.) L. (= Primula vulgaris Huds.) (Primulàcies)

- Primula acaulis subsp. balearica (Willk.) Greuter et Burdet (= Primula balearica Willk.)

- Prunella laciniata (L.) L. (= Prunella alba Pallas) (Lamiàcies)
- Prunella vulgaris L. (Lamiàcies)
- Prunus domestica L. (Rosàcies)

- Prunus domestica subsp. domestica

- Prunus spinosa L. (Rosàcies)

- Prunus spinosa subsp. fruticans (Weihe) Nyman (= Prunus fruticans Weihe)

- Psammopyrum fontqueri (Melderis) Á. Löve (Poàcies)
- Pseudorlaya pumila (L.) Grande (= Daucus pumilus (L.) Hoffm., Orlaya maritima Koch) (Apiàcies)

- Pseudorlaya pumila subsp. pumila

- Psilurus incurvus (Gouan) Schinz et Thell. (= Psilurus nardoides Trin., Psilurus aristatus (L.) Duval-Jouve) (Poàcies)
- Psoralea bituminosa L. (= Bituminaria bituminosa (L.) C. H. Stirt) (Fabàcies)
- Pteridium aquilinum (L.) Kuhn (Polipodiàcies)
- Pteris vittata L. (= Pteris longifolia auct.) (Polipodiàcies)
- Puccinellia fasciculata (Torrey) E. P. Bicknell (= Puccinellia borreri (Bab.) Hayek) (Poàcies)
- Pulicaria dysenterica (L.) Bernh. (Asteràcies)
- Pulicaria odora (L.) Reichenb. (Asteràcies)
- Pulicaria sicula (L.) Moris (Asteràcies)
- Punica granatum L. (Litràcies)

## Q
| Índex: A B C D E F G H I J K L M N O P Q R S T U V W X Y Z — Especials Inici — vegeu també — enllaços externs |

- Quercus coccifera L. (Fagàcies)

- Quercus coccifera subsp. coccifera

- Quercus faginea Lam. (Fagàcies)

- Quercus faginea subsp. faginea (= Quercus valentina Cav.)

- Quercus ilex L. (Fagàcies)

- Quercus ilex subsp. ballota (Desf.) Samp. (= Quercus rotundifolia Lam., Quercus ballota Desf.)
- Quercus ilex subsp. ilex

- Quercus suber L. (Fagàcies)

## R
| Índex: A B C D E F G H I J K L M N O P Q R S T U V W X Y Z — Especials Inici — vegeu també — enllaços externs |

- Radiola linoides Roth (Linàcies)
- Ranunculus aquatilis L. (= Ranunculus diversifolius Gilib.) (Ranunculàcies)

- Ranunculus aquatilis subsp. baudotii (Godr.) Ball. (= Ranunculus baudotii Godr., Ranunculus peltatus subsp. baudotii (Godr.) Meikle ex Cook)
- Ranunculus aquatilis subsp. fucoides (Freyn) O. Bolòs, J. Vigo, Masalles et Ninot (= Ranunculus fucoides Freyn in Willk. & Lange, Ranunculus peltatus subsp. fucoides (Freyn) Muñoz Garmendia) (Ranunculàcies)
- Ranunculus aquatilis subsp. peltatus (Schrank) Syme (= Ranunculus peltatus Schrank subsp. peltatus, Batrachium peltatum (Schrank) Berchtold &) (Ranunculàcies)
- Ranunculus aquatilis subsp. pseudofluitans (Syme) Clapham (= Ranunculus peltatus Schrank subsp. pseudofluitans (Syme) Franco, Ranunculus penicillatus (.) Bab.) (Ranunculàcies)

- Ranunculus arvensis L. (Ranunculàcies)
- Ranunculus bulbosus L. (Ranunculàcies)

- Ranunculus bulbosus subsp. aleae (Willk.) Rouy et Fouc. (= Ranunculus aleae Willk.)

- Ranunculus bullatus L. (Ranunculàcies)

- Ranunculus bullatus subsp. bullatus

- Ranunculus cymbalarifolius Balbis ex Moris (Ranunculàcies)

- Ranunculus cymbalarifolius subsp. weyleri (Marès ex Willk.) O. Bolòs et J. Vigo (= Ranunculus weyleri Marès ex Willk.)

- Ranunculus ficaria L. (= Ficaria verna Huds., Ficaria ranunculoides Roth) (Ranunculàcies)

- Ranunculus ficaria subsp. ficariiformis Rouy et Fouc.

- Ranunculus macrophyllus Desf. (Ranunculàcies)
- Ranunculus muricatus L. (Ranunculàcies)
- Ranunculus ophioglossifolius Vill. (Ranunculàcies)
- Ranunculus paludosus Poiret (= Ranunculus flabellatus Desf., Ranunculus chaerophyllos sensu Coste non L.) (Ranunculàcies)
- Ranunculus parviflorus L. in Loefl. (Ranunculàcies)
- Ranunculus sardous Crantz (Ranunculàcies)

- Ranunculus sardous subsp. sardous (= Ranunculus philonotis Ehrh.)
- Ranunculus sardous subsp. trilobus (Desf.) Rouy et Fouc. (= Ranunculus trilobus Desf.)

- Ranunculus sceleratus L. (Ranunculàcies)
- Ranunculus trichophyllus Chaix (= Ranunculus flaccidus Pers.) (Ranunculàcies)
- Raphanus raphanistrum L. (Brassicàcies)

- Raphanus raphanistrum subsp. landra (Moretti ex DC.) Bonnier et Layens (= Raphanus landra Moretti ex DC.)
- Raphanus raphanistrum subsp. raphanistrum
- Raphanus raphanistrum subsp. sativus (L.) Domin (= Raphanus sativus L.)

- Rapistrum rugosum (L.) Bergeret (Brassicàcies)

- Rapistrum rugosum subsp. linnaeanum Rouy et Fouc.
- Rapistrum rugosum subsp. orientale (L.) Arcang. (= Rapistrum orientale L.)
- Rapistrum rugosum subsp. rugosum

- Reichardia picroides (L.) Roth (= Picridium vulgare Desf.) (Asteràcies)

- Reichardia picroides subsp. intermedia (Schultz Bip.) Jah. et Maire (= Reichardia intermedia Schultz Bip.)
- Reichardia picroides subsp. picroides

- Reichardia tingitana (L.) Roth (Asteràcies)
- Reseda alba L. (Resedàcies)

- Reseda alba subsp. alba

- Reseda lutea L. (= Reseda vivantii P. Monts.) (Resedàcies)
- Reseda luteola L. (Resedàcies)

- Reseda luteola subsp. luteola

- Reseda phyteuma L. (Resedàcies)

- Reseda phyteuma subsp. phyteuma

- Reseda suffruticosa Loefl. (= Reseda macrostachya Lange) (Resedàcies)
- Rhagadiolus stellatus (L.) Gaertn. (Asteràcies)

- Rhagadiolus stellatus subsp. edulis (Gaertn.) O. Bolòs et J. Vigo (= Rhagadiolus edulis Gaertn.)
- Rhagadiolus stellatus subsp. stellatus

- Rhamnus alaternus L. (Ramnàcies)
- Rhamnus ludovici-salvatoris Chodat (Ramnàcies)
- Rhamnus lycioides L. (Ramnàcies)

- Rhamnus lycioides subsp. lycioides
- Rhamnus lycioides subsp. oleoides (L.) Jah. et Maire (= Rhamnus oleoides L.)

- Ridolfia segetum (L.) Moris (Apiàcies)
- Robinia pseudoacacia L. (Fabàcies)
- Roemeria hybrida (L.) DC. (= Roemeria violacea Medic.) (Papaveràcies)
- Romulea columnae Sebast. et Mauri (Iridàcies)

- Romulea columnae subsp. assumptionis (Garc. Font) O. Bolòs, J. Vigo, R.M. Masalles et Ninot
- Romulea columnae subsp. columnae

- Rorippa nasturtium-aquaticum (L.) Hayek (= Nasturtium officinale R. B. in Ait.) (Brassicàcies)

- Rorippa nasturtium-aquaticum subsp. nasturtium-aquaticum

- Rosa agrestis Savi (Rosàcies)
- Rosa micrantha Borrer ex Sm. in Sowerby (Rosàcies)
- Rosa pouzinii Tratt. (Rosàcies)
- Rosa sempervirens L. (Rosàcies)
- Rubia angustifolia L. (= Rubia peregrina L. var. balearica Willk.) (Rubiàcies)
- Rubia peregrina L. (Rubiàcies)

- Rubia peregrina subsp. longifolia (Poiret) O. Bolòs (= Rubia longifolia Poiret)
- Rubia peregrina subsp. peregrina

- Rubia tinctorum L. (Rubiàcies)
- Rubus caesius L. (Rosàcies)
- Rubus ulmifolius Schott (Rosàcies)
- Rumex bucephalophorus L. (Poligonàcies)
- Rumex conglomeratus Murray (Poligonàcies)
- Rumex crispus L. (Poligonàcies)
- Rumex intermedius DC. in Lam. et DC. (Poligonàcies)
- Rumex obtusifolius L. (Poligonàcies)
- Rumex pulcher L. (Poligonàcies)
- Ruppia cirrhosa (Petagna) Grande (= Ruppia spiralis L. ex Dumont) (Ruppiàcies)
- Ruppia maritima L. (= Ruppia rostellata Koch) (Ruppiàcies)
- Ruscus aculeatus L. (Liliàcies)
- Ruta chalepensis L. (Rutàcies)

- Ruta chalepensis subsp. angustifolia (Pers.) Cout. (= Ruta angustifolia Pers.)
- Ruta chalepensis subsp. chalepensis (= Ruta bracteosa DC.)

- Ruta montana (L.) L. (Rutàcies)

## S
| Índex: A B C D E F G H I J K L M N O P Q R S T U V W X Y Z — Especials Inici — vegeu també — enllaços externs |

- Saccharum ravennae (L.) Murray (= Erianthus ravennae (L.) Beauv.) (Poàcies)
- Sagina apetala Ard. (Cariofil·làcies)

- Sagina apetala subsp. ciliata (Fries) Hook. (= Sagina apetala Ard. subsp. apetala, Sagina apetala Ard. s. str.)
- Sagina apetala subsp. erecta (Hornem.) Hermann (= Sagina erecta Hornem., Sagina erecta Murith)

- Sagina maritima G. Don (= Sagina rodriguezii Willk.) (Cariofil·làcies)
- Salicornia patula Duval-Jouve (= Salicornia herbacea L., Salicornia europaea auct.) (Amarantàcies)
- Salsola kali L. (Amarantàcies)

- Salsola kali subsp. kali
- Salsola kali subsp. ruthenica (Iljin) Soó (= Salsola ruthenica Iljin)

- Salsola oppositifolia Desf. (= Salsola verticillata auct., Salsola longifolia Desf. non Pallas) (Amarantàcies)
- Salsola soda L. (Amarantàcies)
- Salsola vermiculata L. (Amarantàcies)
- Salvia sclarea L. (Lamiàcies)
- Salvia verbenaca L. (Lamiàcies)

- Salvia verbenaca subsp. horminoides (Pourr.) Nyman (= Salvia horminoides Pourr.)
- Salvia verbenaca subsp. verbenaca

- Salvia viridis L. (Lamiàcies)

- Salvia viridis subsp. viridis

- Sambucus ebulus L. (Caprifoliàcies)
- Sambucus nigra L. (Caprifoliàcies)
- Samolus valerandi L. (Primulàcies)
- Sanguisorba minor Scop. (= Poterium sanguisorba L.) (Rosàcies)

- Sanguisorba minor subsp. polygama (Waldst. et Kit.) Holub (= Sanguisorba minor Scop. subsp. Balearica (Nyman) Muñoz Garm. Et C. Navarro, polyganum Waldst. et Kit.) (Rosàcies)
- Sanguisorba minor subsp. spachiana (Coss.) Muñoz Garm. et Pedrol (= Sanguisorba verrucosa Ehrenb.) A. Br., Poterium magnolii Spach)

- Santolina chamaecyparissus L. (Asteràcies)

- Santolina chamaecyparissus subsp. magonica O. Bolòs, Molinier et P. Monts.

- Saponaria officinalis L. (Cariofil·làcies)
- Satureja acinos (L.) Scheele (= Acinos arvensis (Lam.) Dandy, Calamintha acinos (L.) Clairv.) (Lamiàcies)

- Satureja acinos subsp. acinos

- Satureja barceloi (Willk.) Pau (= Micromeria inodora (Desf.) Benth.) (Lamiàcies)
- Satureja calamintha (L.) Scheele (= Calamintha nepeta (L.) Savi) (Lamiàcies)

- Satureja calamintha subsp. ascendens (Jord.) Briq. (= Calamintha sylvatica Bromf. subsp. ascendens (Jord.) P. W. Ball, Satureja ascendens Jord.)
- Satureja calamintha subsp. glandulosa (Req.) Gams (= Calamintha nepeta (L.) Savi, Satureja glandulosa Req.)

- Satureja cordata Moris ex Bertol. (= Micromeria filiformis (Ait.) Benth., Micromeria microphylla (D'Urv.) Benth.) (Lamiàcies)

- Satureja cordata subsp. filiformis (Ait.) Litard. (= Satureja filiformis Ait., Micromeria filiformis (Aiton) Bentham subsp. minutifolia (Chodat)) (Lamiàcies)
- Satureja cordata subsp. rodriguezii (Freyn et Janka) O. Bolòs et J. Vigo (= Satureja rodriguezii Freyn et Janka)

- Satureja graeca L. (= Micromeria graeca (L.) Benth.) (Lamiàcies)

- Satureja graeca subsp. graeca (= Micromeria graeca (L.) Bentham ex Reichenb. subsp. graeca)
- Satureja graeca subsp. nervosa (Desf.) O. Bolòs et J. Vigo (= Micromeria nervosa (Desf.) Benth., Satureja nervosa Desf.)

- Satureja rouyana Briq. (Lamiàcies)
- Saxifraga bryoides L. (= Saxifraga aspera L. subsp. bryoides (L.) Gaud.)
- Saxifraga callosa Sm. in Dickson (= Saxifraga lingulata Bellardi) (Saxifragàcies)
- Saxifraga corsica (Duby) Gren. et Godr. (= Saxifraga cossoniana Boiss.) (Saxifragàcies)

- Saxifraga corsica subsp. cossoniana (Boiss.) D.A. Webb (= Saxifraga cossoniana Boiss.)
- Saxifraga stellaris subsp. robusta (Engl.) Gremli (= Saxifraga stellaris L. subsp. alpigena Temesy, Saxifraga robusta Engl.)

- Saxifraga tridactylites L. (Saxifragàcies)

- Saxifraga tridactylites subsp. tridactylites

- Scabiosa atropurpurea L. (= Scabiosa maritima L.) (Caprifoliàcies)
- Scabiosa cretica L. (Caprifoliàcies)

- Scabiosa cretica subsp. cretica

- Scabiosa stellata L. (Caprifoliàcies)
- Scandix pecten-veneris L. (Apiàcies)

- Scandix pecten-veneris subsp. pecten-veneris

- Schismus barbatus (L.) Thell. (= Schismus calycinus Coss. et Durieu, Schismus marginatus Beauv.) (Poàcies)

- Schismus barbatus subsp. perennis (Ducellier et Maire) Maire

- Schoenus nigricans L. (Ciperàcies)
- Scilla autumnalis L. (Liliàcies)
- Scilla numidica Poiret (Liliàcies)
- Scilla obtusifolia Poiret (Liliàcies)

- Scilla obtusifolia subsp. intermedia (Guss.) McNeill

- Scirpus cernuus Vahl (= Scirpus savii Sebast. et Mauri) (Ciperàcies)

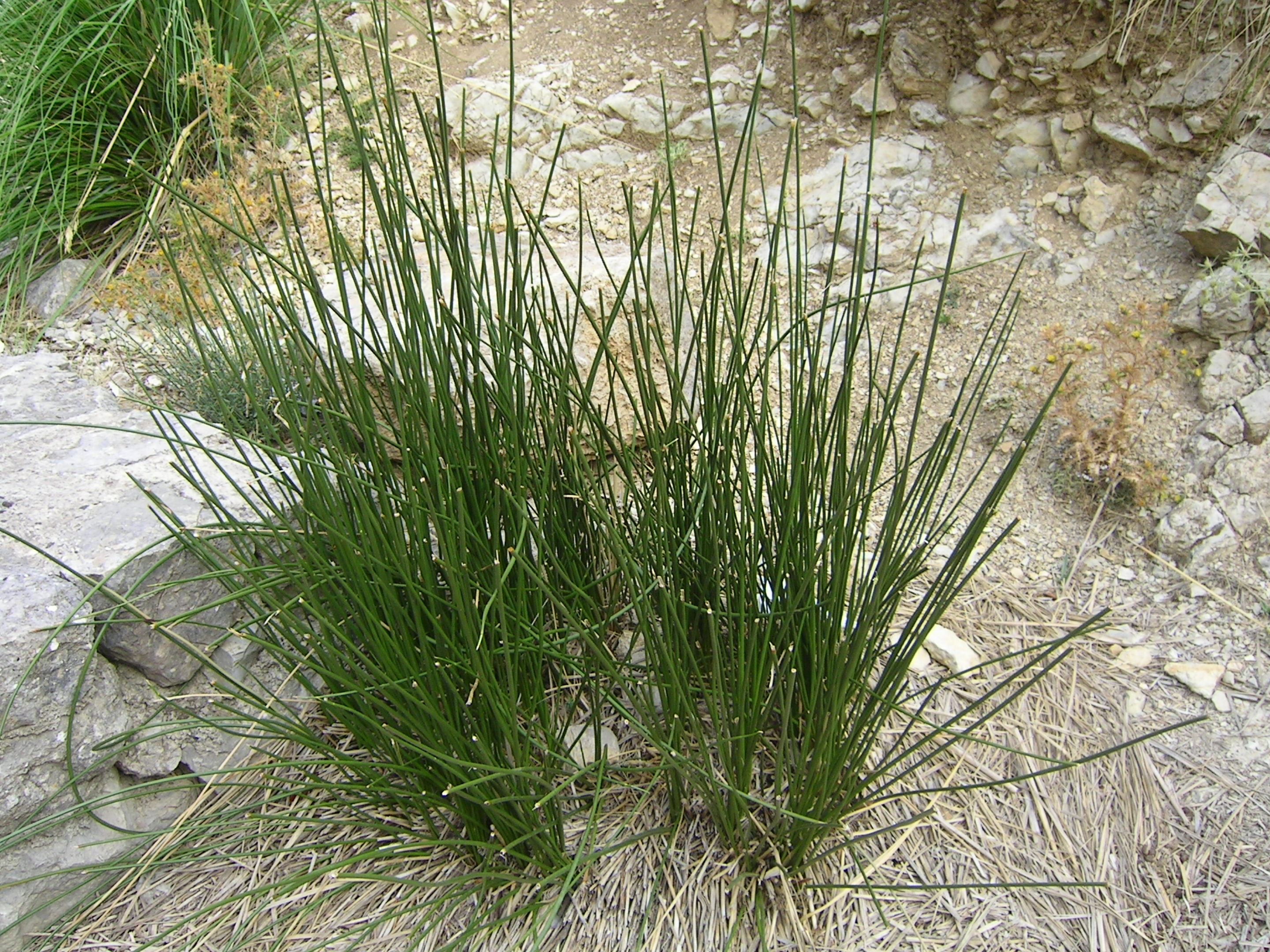
Mata de Jonc, prop de l'embassament de Cúber, a Mallorca.

- Scirpus holoschoenus L. (= Scirpoides holoschoenus (L.) Sojak in Cas., Holoschoenus vulgaris Link) (Ciperàcies)
- Scirpus lacustris L. (= Schoenoplectus lacustris (L.) Palla) (Ciperàcies)

- Scirpus lacustris subsp. lacustris
- Scirpus lacustris subsp. tabernaemontani (C. C. Gmel.) Syme (= Scirpus glaucus Sm., Schoenoplectus tabernaemontani (C.C. Gmel.) Palla)

- Scirpus litoralis Schrad. (= Schoenoplectus litoralis (Schrad.) Palla) (Ciperàcies)
- Scirpus maritimus L. (Ciperàcies)
- Scirpus sylvaticus L. (Ciperàcies)
- Scleranthus annuus L. (Cariofil·làcies)

- Scleranthus annuus subsp. collinus (Hornung ex Opiz) Schübl et Martens (= Sagina annuus L. subsp. verticillatus (Tausch)Arcangeli, Scleranthus Tausch) (Cariofil·làcies)

- Sclerochloa dura (L.) Beauv. (Poàcies)
- Scolymus hispanicus L. (Asteràcies)
- Scolymus maculatus L. (Asteràcies)
- Scorpiurus muricatus L. (Fabàcies)

- Scorpiurus muricatus subsp. subvillosus (L.) Thell. (= Scorpiurus subvillosus L.)
- Scorpiurus muricatus subsp. sulcatus (L.) Thell. (= Scorpiurus sulcatus L.)

- Scorzonera baetica (Boiss.) Boiss. (Asteràcies)

- Scorzonera baetica subsp. ebusitana O. Bolòs et J. Vigo

- Scorzonera laciniata L. (= Podospermum laciniatum (L.) DC.) (Asteràcies)
- Scrophularia auriculata L. (= Scrophularia aquatica L. p.p.) (Escrofulariàcies)

- Scrophularia auriculata subsp. pseudoauriculata (Senn.) O. Bolòs et J. Vigo (= Scrophularia valentina Rouy, Scrophularia pseudoauriculata.) (Escrofulariàcies)

- Scrophularia canina L. (Escrofulariàcies)

- Scrophularia canina subsp. canina
- Scrophularia canina subsp. ramosissima (Loisel.) P. Fourn. (= Scrophularia ramosissima Loisel.)

- Scrophularia peregrina L. (Escrofulariàcies)
- Scutellaria balearica Barceló (Lamiàcies)
- Sedum caespitosum (Cav.) DC. (= Sedum rubrum (L.) Thell., Crassula caespitosa Cav.) (Crassulàcies)
- Sedum dasyphyllum L. (Crassulàcies)
- Sedum rubens L. (= Crassula rubens L.) (Crassulàcies)
- Sedum sediforme (Jacq.) Pau (= Sedum altissimum Poiret, Sedum nicaeense All.) (Crassulàcies)
- Sedum stellatum L. (Crassulàcies)
- Sempervivum tectorum L. (= Sempervivum arvernense Lecoq et Lamotte, Sempervivum erubescens Jord.) (Crassulàcies)

- Sempervivum tectorum subsp. tectorum (= Sempervivum arvernense Lecoq et Lamotte, Sempervivum erubescens Jord.)

- Senecio gallicus Vill. in Chaix (Asteràcies)
- Senecio leucanthemifolius Poiret (Asteràcies)

- Senecio leucanthemifolius subsp. crassifolius (Willd.) Ball (= Senecio crassifolius Willd.)
- Senecio leucanthemifolius subsp. rodriguezii (Willk.) Malagarriga (= Senecio rodriguezii Willk.)

- Senecio lividus L. (Asteràcies)
- Senecio malacitanus Huter (= Senecio linifolius L.) (Asteràcies)
- Senecio vulgaris L. (Asteràcies)
- Serapias cordigera L. (Orquídies)
- Serapias lingua L. (Orquídies)

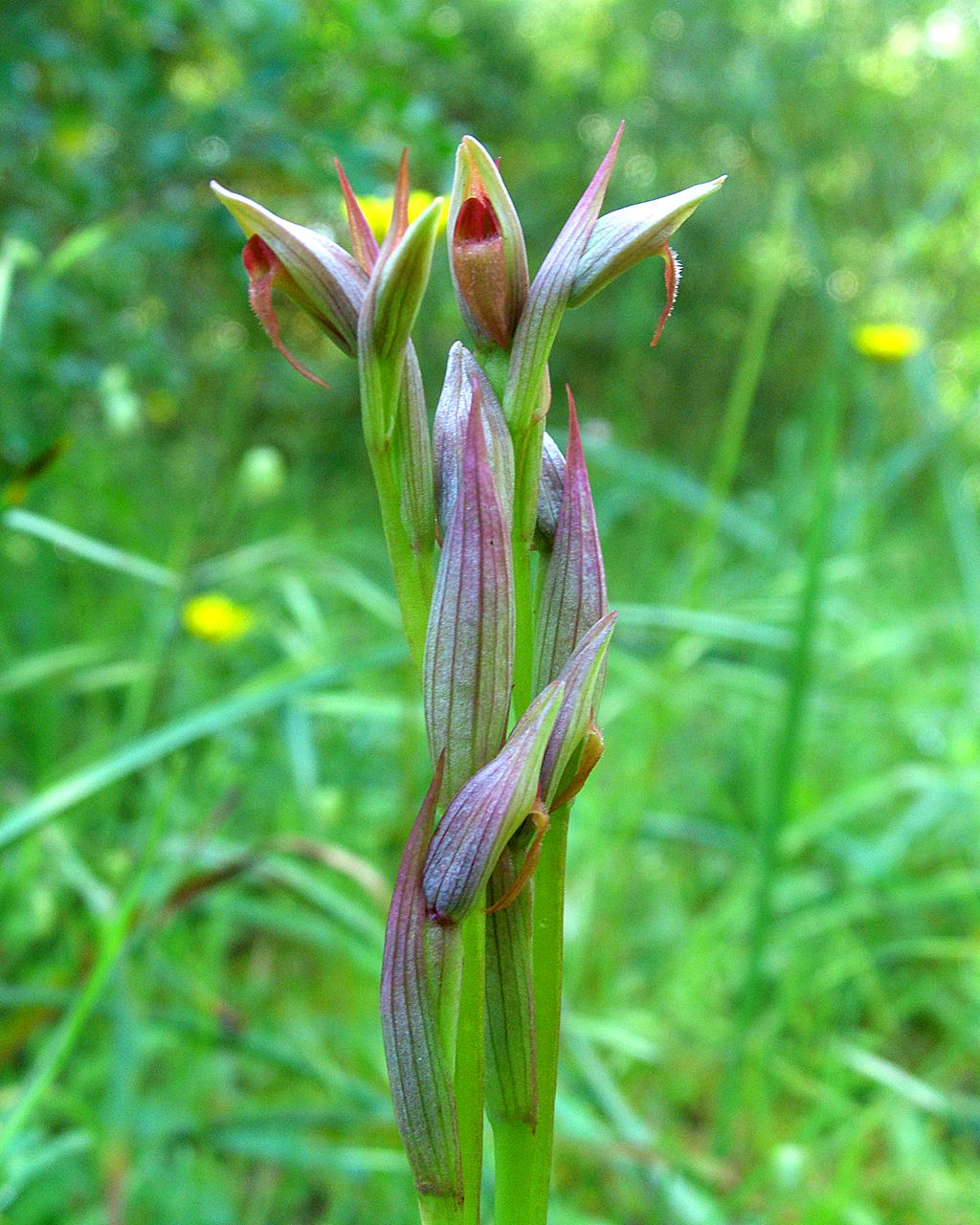
Serapias parviflora, una Orquídies, Artà, Mallorca.

- Serapias parviflora Parl. (Orquídies)
- Serapias vomeracea (Burm.) Briq. (Orquídies)
- Sesleria insularis Sommier (= Sesleria caerulea (L.) Ard. subsp. insularis (Sommier) Béguinot & Vaccari)

- Sesleria insularis subsp. insularis

- Setaria italica (L.) Beauv. (Poàcies)
- Setaria pumila (Poiret) Schultes in Schultes et Schultes f. (= Setaria glauca auct., Setaria lutescens F.T. Hubbard) (Poàcies)
- Setaria verticillata (L.) Beauv. (= Setaria adhaerens (Forsk.) Chiov.) (Poàcies)
- Setaria verticilliformis Dumort. (= Setaria ambigua (Guss.) Guss., Setaria decipiens Schimp. ex Nyman) (Poàcies)
- Setaria viridis (L.) Beauv. (Poàcies)
- Sherardia arvensis L. (Rubiàcies)
- Sibthorpia africana L. (= Sibthorpia balearica Knoche) (Escrofulariàcies)
- Sideritis leucantha Cav. (Lamiàcies)
- Sideritis romana L. (Lamiàcies)

- Sideritis romana subsp. romana

- Silene bellidifolia Juss. ex Jacq. (= Silene vespertina Retz., Silene hispida Desf.) (Cariofil·làcies)
- Silene conoidea L. (Cariofil·làcies)
- Silene decipiens Barceló (= Silene apetala auct.) (Cariofil·làcies)
- Silene disticha Willd. (Cariofil·làcies)
- Silene gallica L. (Cariofil·làcies)
- Silene italica (L.) Pers. (Cariofil·làcies)

- Silene italica subsp. hifacensis (Rouy) O. Bolòs et J. Vigo (= Silene hifacensis Rouy in Willk., Silene hifacensis Rouy)

- Silene littorea Brot. (Cariofil·làcies)

- Silene littorea subsp. nana (Camb.) O. Bolòs et J. Vigo (= Silene cambessedesii Boiss. et Reut., Silene nana Camb.)

- Silene mollissima (L.) Pers. (= Silene velutina auct.) (Cariofil·làcies)

- Silene mollissima subsp. mollissima

- Silene muscipula L. (Cariofil·làcies)
- Silene nicaeensis All. (Cariofil·làcies)
- Silene nocturna L. (Cariofil·làcies)
- Silene rubella L. (Cariofil·làcies)
- Silene sclerocarpa Dufour (= Silene cerastoides auct.) (Cariofil·làcies)
- Silene secundiflora Otth in DC. (= Silene glauca Pourr. ex Lag., non Salisb.) (Cariofil·làcies)
- Silene sedoides Poiret (Cariofil·làcies)
- Silene sericea All. (Cariofil·làcies)
- Silene tridentata Desf. (Cariofil·làcies)
- Silene vulgaris (Moench) Garcke (= Silene cucubalus Wibel, Silene inflata Sm.) (Cariofil·làcies)

- Silene vulgaris subsp. vulgaris (= Silene vulgaris subsp. commutata (Guss.) Hayek)

- Silybum marianum (L.) Gaertn. (Asteràcies)
- Sinapis alba L. (Brassicàcies)

- Sinapis alba subsp. alba
- Sinapis alba subsp. dissecta (Lag.) Bonnier (= Sinapis dissecta Lag.)

- Sinapis arvensis L. (Brassicàcies)
- Sisymbrella dentata (L.) O.E. Schulz (Brassicàcies)
- Sisymbrium erysimoides Desf. (Brassicàcies)
- Sisymbrium irio L. (Brassicàcies)
- Sisymbrium officinale (L.) Scop. (Brassicàcies)
- Sisymbrium orientale L. (= Sisymbrium columnae Jacq.) (Brassicàcies)

- Sisymbrium orientale subsp. orientale

- Sisymbrium runcinatum Lag. ex DC. (Brassicàcies)
- Smilax aspera L. (Esmilacàcies)
- Smyrnium olusatrum L. (Apiàcies)
- Solanum bonariense L. (Solanàcies)
- Solanum chenopodioides Lam. (= Solanum sublobatum Willd. ex Roem. et Schult., Solanum gracile Dunal) (Solanàcies)
- Solanum dulcamara L. (Solanàcies)
- Solanum linnaeanum Hepper et Jaeger (= Solanum sodomeum auct.) (Solanàcies)
- Solanum lycopersicum L. (= Lycopersicum esculentum Mill.) (Solanàcies)
- Solanum nigrum L. (Solanàcies)

- Solanum nigrum subsp. miniatum (Willd.) Hartm. (= Solanum luteum Mill., Solanum villosum L.)
- Solanum nigrum subsp. nigrum

- Solanum rostratum Dunal (= Solanum cornutum Lam.) (Solanàcies)
- Solanum tuberosum L. (Solanàcies)
- Soleirolia soleirolii (Req.) Dandy (= Parietaria soleirolii (Req.) Spreng., Helxine soleirolii Req.) (Urticàcies)
- Solenopsis laurentia (L.) C. Presl (= Laurentia gasparrinii (Tineo) Strobl) (Campanulàcies)

- Solenopsis laurentia subsp. laurentia
- Solenopsis laurentia subsp. tenella (A. DC.) O. Bolòs, J. Vigo, Masalles et Ninot (= Solenopsis tenella A. DC.)

- Soliva stolonifera (Brot.) R. Br. ex G. Don f. (= Gymnostyles stolonifera (Brot.) Tutin) (Asteràcies)
- Sonchus asper (L.) Hill (Asteràcies)

- Sonchus asper subsp. asper

- Sonchus maritimus L. (Asteràcies)

- Sonchus maritimus subsp. aquatilis (Pourr.) Nyman (= Sonchus aquatilis Pourr.)
- Sonchus maritimus subsp. maritimus

- Sonchus oleraceus L. (Asteràcies)
- Sonchus tenerrimus L. (Asteràcies)
- Sorbus aria (L.) Crantz (Rosàcies)

- Sorbus aria subsp. aria

- Sorbus domestica L. (Rosàcies)
- Sorghum halepense (L.) Pers. (Poàcies)
- Sparganium erectum L. (= Sparganium ramosum Huds.) (Tifàcies)

- Sparganium erectum subsp. erectum
- Sparganium erectum subsp. neglectum (Beeby) Schinz et Thell.

- Spartium junceum L. (Fabàcies)
- Spergularia diandra (Guss.) Boiss. (= Spergularia salsuginea Fenzl) (Cariofil·làcies)
- Spergularia marina (L.) Griseb. (= Spergularia salina J. et C. Presl) (Cariofil·làcies)
- Spergularia maritima (All.) Chiov. (= Spergularia media (L.) C. Presl, Spergularia marginata Kittel) (Cariofil·làcies)
- Spergularia rubra (L.) J. et C. Presl (Cariofil·làcies)

- Spergularia rubra subsp. atheniensis (Heldr. et Sart.) Rouy et Fouc. (= Spergularia bocconei (Scheele) Asch. et Graebn., Spergularia atheniensis Heldr. et.) (Cariofil·làcies)
- Spergularia rubra subsp. heldreichii (Fouc. ex E. Simon II et P. Monnier) O. Bolòs et J. Vigo (= Spergularia heldreichii Fouc. ex E. Simon II et P. Monnier) (Cariofil·làcies)
- Spergularia rubra subsp. nicaeensis (Sarato ex Burnat) Briq. (= Spergularia nicaeensis Sarato ex Burnat)
- Spergularia rubra subsp. rubra (= Spergularia campestris (L.) Asch.)

- Sphenopus divaricatus (Gouan) Reichenb. (= Sphenopus gouanii Trin.) (Poàcies)
- Spiranthes spiralis (L.) F. Chev. (= Spiranthes autumnalis L.C.M. Richard) (Orquídies)
- Sporobolus pungens (Schreb.) Kunth (= Sporobolus virginicus (L.) Kunth var. arenarius (Gouan) Maire, Sporobolus arenarius (Gouan) Duval-Jouve) (Poàcies)
- Stachys arvensis (L.) L. (Lamiàcies)
- Stachys brachyclada De Noé ex Coss. (Lamiàcies)
- Stachys germanica L. (Lamiàcies)

- Stachys germanica subsp. germanica

- Stachys ocymastrum (L.) Briq. (= Stachys hirta L.) (Lamiàcies)
- Staehelina dubia L. (Asteràcies)
- Stellaria media (L.) Vill. (Cariofil·làcies)

- Stellaria media subsp. major (Koch) Arcang. (= Stellaria neglecta Weihe in Bluff et Fingerh, Stellaria catalaunica Senn.)
- Stellaria media subsp. media
- Stellaria media subsp. pallida (Dumort) Asch. et Graebn. (= Stellaria pallida (Dumort) Piré, Stellaria pallida Dumort)

- Stenotaphrum secundatum (Walter) O. Kuntze (Poàcies)
- Sternbergia lutea (L.) Ker-Gawler ex Spreng. (Amaril·lidàcies)
- Stipa bromoides (L.) Dörfler (= Stipa aristella L.) (Poàcies)
- Stipa capensis Thunb. (= Stipa tortilis Desf., Stipa retorta Cav.) (Poàcies)
- Stipa offneri Breistr. (= Stipa juncea auct., non L.) (Poàcies)
- Stipa tenacissima L. (= Macrochloa tenacissima (L.) Kunth) (Poàcies)
- Suaeda maritima (L.) Dumort (Amarantàcies)
- Suaeda splendens (Pourr.) Gren. et Godr. (= Suaeda setigera (DC.) Moq.) (Amarantàcies)
- Suaeda vera Forsk. ex J. F. Gmel. in L. (= Suaeda fruticosa auct.) (Amarantàcies)

- Suaeda vera subsp. vera

- Succowia balearica (L.) Medic. (Brassicàcies)
- Symphytum tuberosum L. (Boraginàcies)

- Symphytum tuberosum subsp. tuberosum

## T
| Índex: A B C D E F G H I J K L M N O P Q R S T U V W X Y Z — Especials Inici — vegeu també — enllaços externs |

- Tamarix africana Poiret (Tamaricàcies)
- Tamarix anglica Webb (= Tamarix gallica L.) (Tamaricàcies)
- Tamarix boveana Bunge (= Tamarix jimenezii Pau) (Tamaricàcies)
- Tamarix canariensis Willd. (= Tamarix gallica auct. p. max. p.) (Tamaricàcies)
- Tamus communis L. (Dioscoreàcies)
- Tanacetum parthenium (L.) Schultz Bip. (Asteràcies)
- Taraxacum laevigatum (Willd.) DC. (= Taraxacum erythrospermum Andrz. ex Bess., Taraxacum fulvum Raunk.) (Asteràcies)
- Taraxacum obovatum (Willd.) DC. (Asteràcies)
- Taraxacum officinale Weber in Wiggers (Asteràcies)
- Taxus baccata L. (Taxàcies)
- Tetragonolobus conjugatus (L.) (Fabàcies)
- Tetragonolobus purpureus Moench (= Lotus tetragonolobus L.) (Fabàcies)
- Teucrium asiaticum L. (= Teucrium lancifolium (Moench) Boiss.) (Lamiàcies)
- Teucrium botrys L. (Lamiàcies)
- Teucrium campanulatum L. (Lamiàcies)
- Teucrium chamaedrys L. (Lamiàcies)

- Teucrium chamaedrys subsp. pinnatifidum (Senn.) Reichenb. f. (= Teucrium pinnatifidum Senn.)

- Teucrium flavum L. (Lamiàcies)

- Teucrium flavum subsp. flavum
- Teucrium flavum subsp. glaucum (Jord. et Fourr.) Ronniger (= Teucrium glaucum Jord. et Fourr.)

- Teucrium fruticans L. (Lamiàcies)
- Teucrium marum L. (Lamiàcies)

- Teucrium marum subsp. spinescens (Porta) O. Bolòs et J. Vigo (= Teucrium spinescens Porta)
- Teucrium marum subsp. subspinosum (Pourr. ex Willd.) O. Bolòs, Molinier et P. Monts. (= Teucrium subspinosum Pourr. ex Willd.)

- Teucrium polium L. (Lamiàcies)

- Teucrium polium subsp. capitatum (L.) Arcang. (= Teucrium capitatum L.)
- Teucrium polium subsp. cossonii (D. Wood) O. Bolòs et J. Vigo (= Teucrium pulverulentum (Barceló) Rouy, Teucrium cossonii D. Wood)
- Teucrium polium subsp. dunense Senn. (= Teucrium dunense Sennen)

- Teucrium scordium L. (Lamiàcies)

- Teucrium scordium subsp. scordioides (Schreb.) Arcang. (= Teucrium scordioides Schreb.)

- Thapsia garganica L. (Apiàcies)

- Thapsia garganica subsp. decussata (Lag.) Maire (= Thapsia decussata Lag.)

- Theligonum cynocrambe L. (Rubiàcies)
- Thesium humile Vahl (Santalàcies)
- Thlaspi perfoliatum L. (Brassicàcies)

- Thlaspi perfoliatum subsp. perfoliatum

- Thymbra capitata (L.) Cav. (= Thymus capitatus (L.) Hoffms. et Link, Coridothymus capitatus (L.) Reichenb. f.) (Lamiàcies)
- Thymelaea hirsuta (L.) Endl. (Timeleàcies)
- Thymelaea passerina (L.) Coss. et Germ. (= Passerina annua Wikstr.) (Timeleàcies)
- Thymelaea tartonraira (L.) All. (Timeleàcies)

- Thymelaea tartonraira subsp. valentina (Pau) O. Bolòs et J. Vigo (= Thymelaea valentina Pau)

- Thymelaea velutina (Pourr. ex Camb.) Endl. (= Thymelaea myrtifolia auct., non Poiret) (Timeleàcies)
- Thymus richardii Pers. (Lamiàcies)
- Thymus vulgaris L. (Lamiàcies)

- Thymus vulgaris subsp. aestivus (Reut.) A. et O. Bolòs (= Thymus aestivus Reut.)

- Tolpis barbata (L.) Gaertn. (Asteràcies)

- Tolpis barbata subsp. umbellata (Bertol.) Maire in Jah. et Maire (= Tolpis umbellata Bertol.)

- Tordylium apulum L. (Apiàcies)
- Torilis arvensis (Huds.) Link (Apiàcies)

- Torilis arvensis subsp. neglecta Thell. in Hegi
- Torilis arvensis subsp. purpurea (Ten.) Hayek (= Torilis arvensis (Huds.) Link subsp. heterophylla (Guss.) Thell., Torilis purpurea Ten.)
- Torilis arvensis subsp. recta (= Torilis arvensis (Huds.) Link subsp. divaricata (Moench.) Thell., Torilis helvetica Gmel.)

- Torilis leptophylla (L.) Reichenb. f. (= Caucalis leptophylla L.) (Apiàcies)
- Torilis nodosa (L.) Gaertn. (Apiàcies)
- Trachelium caeruleum L. (Campanulàcies)
- Tragopogon hybridus L. (= Geropogon glaber L.) (Asteràcies)
- Tragopogon porrifolius L. (Asteràcies)

- Tragopogon porrifolius subsp. australis (Jord.) Nyman (= Tragopogon australis Jord.)

- Tragus racemosus (L.) All. (Poàcies)
- Trapa natans L. (Litràcies)
- Tribulus terrestris L. (Zigofil·làcies)

- Tribulus terrestris subsp. orientalis (A. Kerner) Dostál (= Tribulus orientalis A. Kerner, Tribulus terrestris L.)
- Tribulus terrestris subsp. terrestris

- Trifolium angustifolium L. (Fabàcies)
- Trifolium arvense L. (Fabàcies)
- Trifolium bocconei Savi (Fabàcies)
- Trifolium campestre Schreb. in Sturm (= Trifolium procumbens auct., Trifolium agrarium auct.) (Fabàcies)
- Trifolium cherleri L. (Fabàcies)
- Trifolium fragiferum L. (Fabàcies)
- Trifolium glomeratum L. (Fabàcies)
- Trifolium lappaceum L. (Fabàcies)
- Trifolium ligusticum Balb. ex Loisel. (Fabàcies)
- Trifolium micranthum Viv. (= Trifolium filiforme L.) (Fabàcies)
- Trifolium nigrescens Viv. (Fabàcies)
- Trifolium ornithopodioides L. (= Trigonella ornithopodioides (L.) DC.) (Fabàcies)
- Trifolium repens L. (Fabàcies)
- Trifolium resupinatum L. (Fabàcies)
- Trifolium scabrum L. (Fabàcies)
- Trifolium spumosum L. (Fabàcies)
- Trifolium squamosum L. (= Trifolium maritimum Huds.) (Fabàcies)

- Trifolium squamosum subsp. squamosum

- Trifolium stellatum L. (Fabàcies)
- Trifolium striatum L. (Fabàcies)
- Trifolium subterraneum L. (Fabàcies)
- Trifolium suffocatum L. (Fabàcies)
- Trifolium tomentosum L. (Fabàcies)
- Triglochin bulbosum L. (Juncaginàcies)

- Triglochin bulbosum subsp. barrelieri (Loisel.) Rouy
- Triglochin bulbosum subsp. laxiflorum (Guss.) Rouy

- Triglochin maritimum L. (Juncaginàcies)
- Trigonella monspeliaca L. (Fabàcies)
- Triplachne nitens (Guss.) Link (Poàcies)
- Trisetum aureum Ten. (= Trisetaria aurea (Ten.) Pignatti) (Poàcies)
- Trisetum paniceum (Lam.) Pers. (= Trisetum neglectum Roem. et Schultes, Trisetaria panicea (Lam.) Maire) (Poàcies)
- Turgenia latifolia (L.) Hoffm. (= Caucalis latifolia L.) (Apiàcies)
- Typha angustifolia L. (Tifàcies)

- Typha angustifolia subsp. australis (Schum. et Thonn.) Graebn.

- Typha latifolia L. (Tifàcies)
- Tyrimnus leucographus (L.) Cass. (Asteràcies)

## U
| Índex: A B C D E F G H I J K L M N O P Q R S T U V W X Y Z — Especials Inici — vegeu també — enllaços externs |

- Ulex parviflorus Pourr. (Fabàcies)

- Ulex parviflorus subsp. parviflorus (= Ulex parviflorus Pourr. var. calycotomoides Rothm., non Webb)

- Ulmus minor Mill. (= Ulmus carpinifolia Suckow, Ulmus campestris auct.) (Ulmàcies)
- Umbilicus rupestris (Salisb.) Dandy (= Umbilicus pendulinus DC., Cotyledon umbilicus-veneris auct. non L.) (Crassulàcies)

- Umbilicus rupestris subsp. horizontalis (Guss.) O. Bolòs et J. Vigo (= Umbilicus horizontalis Guss.)
- Umbilicus rupestris subsp. rupestris (= Umbilicus pendulinus DC., Cotyledon umbilicus-veneris auct. non L.)

- Urginea fugax (Moris) Steinh. (Liliàcies)
- Urginea maritima (L.) Baker (= Scilla maritima L.) (Liliàcies)
- Urospermum dalechampii (L.) Scop. ex F. W. Schmidt (Asteràcies)
- Urospermum picroides (L.) Scop. ex F. W. Schmidt (Asteràcies)
- Urtica atrovirens Req. ex Lois. (Urticàcies)

- Urtica atrovirens subsp. bianorii (Knoche) F. Q. et Garcias (= Urtica bianorii Knoche)

- Urtica membranacea Poiret in Lam. (= Urtica dubia Forsk., Urtica caudata Vahl) (Urticàcies)
- Urtica pilulifera L. (Urticàcies)
- Urtica urens L. (Urticàcies)

## V
| Índex: A B C D E F G H I J K L M N O P Q R S T U V W X Y Z — Especials Inici — vegeu també — enllaços externs |

- Vaccaria hispanica (Mill.) Rauschert (= Vaccaria pyramidata Medic.) (Cariofil·làcies)
- Valantia hispida L. (Rubiàcies)
- Valantia muralis L. (Rubiàcies)
- Valerianella costata (Steven) Betcke (Caprifoliàcies)
- Valerianella dentata (L.) Pollich (= Valerianella morisonii (Spreng.) DC.) (Caprifoliàcies)
- Valerianella discoidea (L.) Loisel. (Caprifoliàcies)
- Valerianella echinata (L.) DC. in Lam. et DC. (Caprifoliàcies)
- Valerianella eriocarpa Desv. (Caprifoliàcies)
- Valerianella microcarpa Loisel. (Caprifoliàcies)
- Valerianella rimosa Bast. in Desv. (Caprifoliàcies)
- Verbascum blattaria L. (Escrofulariàcies)
- Verbascum boerhavii L. (= Verbascum majale DC.) (Escrofulariàcies)
- Verbascum creticum (L.) Cav. (= Celsia cretica L.) (Escrofulariàcies)
- Verbascum sinuatum L. (Escrofulariàcies)
- Verbascum thapsus L. (Escrofulariàcies)

- Verbascum thapsus subsp. montanum (Schrad.) Bonnier et Layens (= Verbascum thapsus L. subps. crassifolium (Lam.) Murb., Verbascum montanum.) (Escrofulariàcies)

- Verbena officinalis L. (Verbenàcies)
- Verbena supina L. (Verbenàcies)
- Veronica anagallis-aquatica L. (Escrofulariàcies)

- Veronica anagallis-aquatica subsp. anagallis-aquatica
- Veronica anagallis-aquatica subsp. anagalloides (Guss.) Batt. (= Veronica anagalloides Guss.)
- Veronica anagallis-aquatica subsp. aquatica Maire (= Veronica catenata Pennell)

- Veronica arvensis L. (Escrofulariàcies)
- Veronica beccabunga L. (Escrofulariàcies)
- Veronica cymbalaria Bodard (Escrofulariàcies)

- Veronica cymbalaria subsp. cymbalaria

- Veronica hederifolia L. (Escrofulariàcies)

- Veronica hederifolia subsp. hederifolia
- Veronica hederifolia subsp. triloba (Opiz) Celak (= Veronica triloba Opiz)

- Veronica persica Poiret in Lam. (Escrofulariàcies)
- Veronica polita Fries (Escrofulariàcies)
- Viburnum tinus L. (Caprifoliàcies)

- Viburnum tinus subsp. tinus

- Vicia benghalensis L. (= Vicia atropurpurea Desf.) (Fabàcies)
- Vicia bifoliolata J.J. Rodr. (= Vicia filicaulis auct.) (Fabàcies)
- Vicia bithynica (L.) L. (Fabàcies)
- Vicia disperma DC. (= Cracca disperma (DC.) Gren. et Godr.) (Fabàcies)
- Vicia ervilia (L.) Willd. (= Ervum ervilia L.) (Fabàcies)
- Vicia faba L. (= Faba vulgaris Moench) (Fabàcies)
- Vicia hirsuta (L.) S. F. Gray (= Ervum hirsutum L.) (Fabàcies)
- Vicia hybrida L. (= Vicia linnaei Rouy) (Fabàcies)
- Vicia lutea L. (Fabàcies)
- Vicia narbonensis L. (Fabàcies)
- Vicia peregrina L. (Fabàcies)
- Vicia sativa L. (Fabàcies)

- Vicia sativa subsp. amphicarpa (L.) Batt. in Batt. et Trab. (= Vicia amphicarpa Dorthes, Vicia amphicarpa L.)
- Vicia sativa subsp. nigra (L.) Ehrh. (= Vicia angustifolia (L.) Reichard, Vicia nigra L.)
- Vicia sativa subsp. sativa (= Vicia sativa L. subsp. obovata Gaud.)

- Vicia tetrasperma (L.) Schreb. (Fabàcies)

- Vicia tetrasperma subsp. gracilis (Loisel.) Hook. (= Vicia parviflora Cav., Vicia tenuissima auct.)
- Vicia tetrasperma subsp. pubescens (DC.) Bonnier et Layens (= Vicia pubescens (DC.) Link, Vicia pubescens DC.)

- Vicia villosa Roth (= Cracca villosa (Roth) Gren. et Godr.) (Fabàcies)

- Vicia villosa subsp. pseudocracca (Bertol.) Rouy (= Cracca bertolonii Gren. et Godr., Vicia pseudocracca Bertol.)
- Vicia villosa subsp. varia (Host) Corb. (= Vicia villosa Roth subsp. dasycarpa (Ten.) Cavill., Vicia varia Host.)

- Vinca difformis Pourr. (= Vinca media Hoffms. et Link) (Apocinàcies)
- Vincetoxicum hirundinaria Medic. (Apocinàcies)

- Vincetoxicum hirundinaria subsp. intermedium (Loret et Barr.) Markgraf (= Vincetoxicum officinale Moench, Vincetoxicum intermedium Loret et.) (Apocinàcies)

- Vincetoxicum nigrum (L.) Moench (Apocinàcies)
- Viola alba Bess. (Violàcies)

- Viola alba subsp. dehnhardtii (Ten.) W. Becker (= Viola dehnhardtii Ten.)
- Viola alba subsp. scotophylla (Jord.) Nyman (= Viola scotophylla (Jordan) Nyman, Viola alba Besser var. scotophylla (Jordan) Pacher)

- Viola arborescens L. (Violàcies)
- Viola jaubertiana Marès et Vigineix (Violàcies)
- Viola suavis Bieb. (Violàcies)

- Viola suavis subsp. sepincola (Jord.) W. Becker (= Viola sepincola Jord.)

- Vitex agnus-castus L. (Verbenàcies)
- Vitis vinifera L. (Vitàcies)
- Vulpia bromoides (L.) S. F. Gray (= Vulpia sciuroides (Roth) C.C. Gmel., Vulpia dertonensis (All.) Gola) (Poàcies)
- Vulpia ciliata Dumort. (= Vulpia aetnensis Tineo) (Poàcies)
- Vulpia geniculata (L.) Link (Poàcies)
- Vulpia membranacea (L.) Dumort. (Poàcies)

- Vulpia membranacea subsp. fasciculata (Forsk.) O. Bolòs, R.M. Masalles et J. Vigo (= Vulpia uniglumis (Ait.) Dumort., Vulpia fasciculata (Forssk.).) (Poàcies)

- Vulpia muralis (Kunth) Nees (= Vulpia broteri Boiss. et Reut.) (Poàcies)
- Vulpia myuros (L.) C. C. Gmel. (Poàcies)
- Vulpia unilateralis (L.) Stace (= Nardurus maritimus (L.) Murb., Nardurus unilateralis (L.) Boiss.) (Poàcies)
- Vulpiella tenuis (Tineo) Kerguélen (= Vulpia stipoides (L.) Dumort. subsp. tenuis (Tineo) H. Scholz, Vulpia incrassata (Salzm. ex Loisel.) Parl.)

## W
| Índex: A B C D E F G H I J K L M N O P Q R S T U V W X Y Z — Especials Inici — vegeu també — enllaços externs |

- Withania frutescens (L.) Pauquy (Solanàcies)
- Withania somnifera (L.) Dunal in DC. (Solanàcies)

## X
| Índex: A B C D E F G H I J K L M N O P Q R S T U V W X Y Z — Especials Inici — vegeu també — enllaços externs |

- Xanthium echinatum Murray (Asteràcies)

- Xanthium echinatum subsp. italicum (Moretti) O. Bolòs et J. Vigo (= Xanthium italicum Moretti)

- Xanthium spinosum L. (Asteràcies)
- Xeranthemum inapertum (L.) Mill. (Asteràcies)

## Z
| Índex: A B C D E F G H I J K L M N O P Q R S T U V W X Y Z — Especials Inici — vegeu també — enllaços externs |

- Zannichellia palustris L. (= Zannichellia dentata Willd.) (Potamogetonàcies)

- Zannichellia palustris subsp. palustris
- Zannichellia palustris subsp. peltata (Bertol.) O. Bolòs, J. Vigo, R.M. Masalles et Ninot (= Zannichellia contorta (Desf.) Chamisso et Schlech) (Potamogetonàcies)

- Zostera marina L. (Zosteràcies)
- Zostera noltii Hornem. (= Zostera nana Roth. p.p.) (Zosteràcies)